# قصر طولمة باغجة
قصر طولمة باغجة أو قصر دولما بهشة ((بالتركية: Dolmabahçe Sarayı)‏ (بالعثمانية: سرایی دولمابغجہ)‏) هو قصر يقع في منطقة بشكطاش بإسطنبول في تركيا على الساحل الأوروبي من مضيق البوسفور، وكان بمثابة المركز الإداري الرئيسي للسلطنة العثمانية منذ عام 1856م حتى 1922م. وهو قصر يقع على جزء من الشريط الساحلي الذي يمتد من قره كوي وحتى ساري يربط بين منطقتي القباطاش وبشكطاش وهو موازٍ لمنطقة إسكودار على الساحل الغربي بالمنفذ البحري الممتد من بحر مرمرة وحتى بوغاز إيجي.

## أصل التسمية
طولمة باغجة هو اسم مركب من كلمتي «طولمة» و«باغجة»؛ فكلمة «طولمة» هي كلمة تركية الأصل، وتُصنّف طبقاً لقواعد اللغة التركية على أنها صفة، ومصدر مخفف، وتعني ما يُعبئ ويُقوم وبالحجارة التراب والحطام وغير ذلك. كما عرفها مجمع اللغة التركية بأنها ما أُقيم بالردم أو ما رُدم بالتراب. أما كلمة «باغجة» فهي كلمة فارسية الأصل وهي اسم وتعني بالفارسية الحديقة الصغيرة، وعندما انتحلتها اللغة التركية أطلقت وأُريد بها الحديقة أو البستان. وطولمة باغجة تعني حرفياً باللغة العربية «الحديقة المردومة»، فهي تدخل في باب النعت بالمصدر. وقد سُمّي القصر بهذا الاسم نظراً لأن الأرض التي شُيّد عليها القصر تم ردمها، لأنها على شاطئ البوسفور.

### الرسم العثماني
ينقل البعض كلمة طولمة باغجة إلى «دولما باخشة» أو «دولما باهتشة»، وتارة يكتبونها «دولما باشا»، أي كما تنطق أو لِما هو أقرب لنطقها في التركية، ولكن الإملاء الصحيح لها هو الإملاء الذي ورد بالمعاجم العثمانية حيث وردت كلمة (dolma) بشكل "طولمه" وذلك في قاموس اللغة العثمانية الدراري اللمعات في منتخبات اللغات كما وردت بنفس القاموس كلمة (bahçe) بشكل "باغجه"، كما أن هذا هو أصل رسمها في المعاجم الفارسية، وكذا في المعجم التركي التراثي وردت كلمة (Dolmabahçe) بشكل "طولمه باغجه" وعلى هذا لا يمكن كتابة كلمة (Dolmabahçe) سوى بطريقة إملائها بالعثمانية التي هي الرسم الأصلي لهذه الكلمة بالحروف العربية.

## موقع طولمة باغجة فيإسطنبولوأهميته

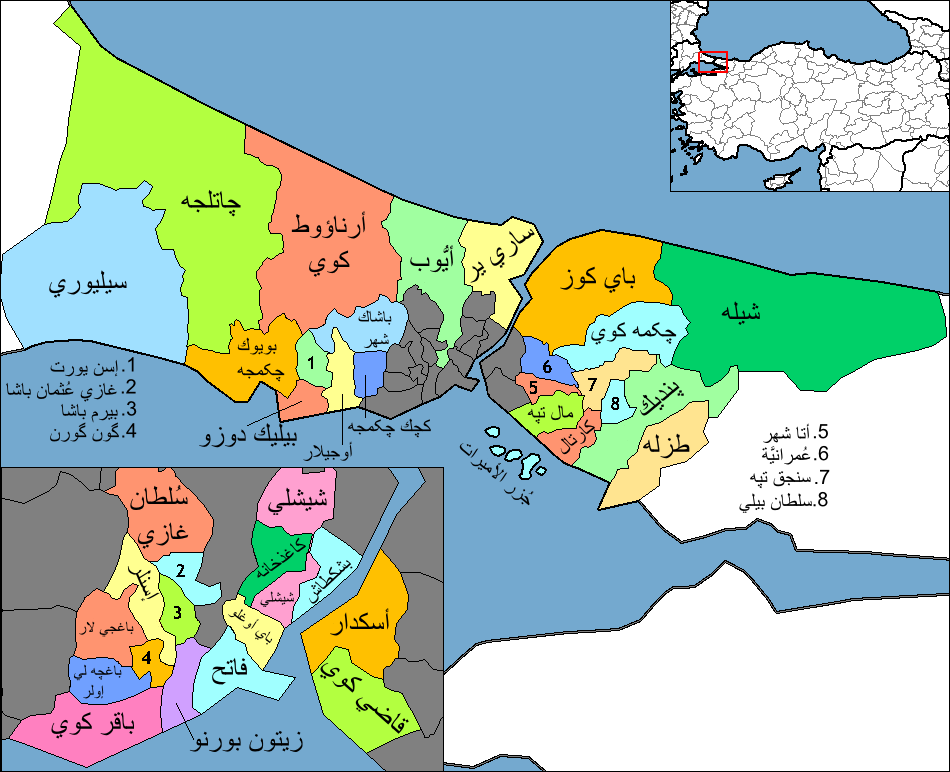
مدينة بشكطاش التي بُني القصر على ساحلها وموقعها بالنسبة لإسطنبول وموقع إسطنبول بتركيا

يقع قصر طولمة باغجة على ساحل مضيق البوسفور المطل على شمال بحر مرمرة، في مدينة بشكطاش، شمال شرق إسطنبول شمال غرب تركيا. ويطل القصر من الجهة الشمالية والشمالية الشرقية على شارع طولمة باغجة، ومن الناحية الشرقية على شارع خير الدين اسكاته سى، أما من الجنوب فيطل القصر على ساحل مضيق البوسفور، كما يطل على شارع مجلسِ مبعوثان من الناحية الغربية، واستاد إينونو من ناحية الشمال الغربي.
ومن ثم حظي هذا القصر باهتمام العالم حيث تم بناؤه على أفضل المواقع في أراضي إسطنبول، لا سيما على ساحل مضيق البوسفور الذي يربط البحر الأسود ببحر مرمرة، ويشكل مع مضيق الدردنيل الحدود الجنوبية بين قارتي آسيا وأوروبا، والذي صُنفت مياهه ضمن مجال الملاحة الدولية، ويُعد أحد أهم النقاط البحرية في العالم.

## التطور التاريخي لموضع القصر

### أولا: خليج والي جولة راجي خوردي
كانت المنطقة التي أقيمت بها حديقة طولمة باغجة عبارة عن خليج صغير ببوغاز إيجى قبل فتح القسطنطينية. وكان محيطها يعرف باسم «والى جوله راجى خوردى» أي الوادي الصغير الخاص بالحديقة الملكية.
ويُدعى أنه قد شُرعت من هذا الخليج الصغير حركة تمرير السفن العثمانية التي أدخلها السلطان محمد الفاتح للاستيلاء على مدينة القسطنطينية، والتي تعد أحد أكثر العوامل أهميةً في نجاح ذلك الفتح. ومن ثم دامت أهمية الخليج بعد فتح القسطنطينية حيث ظهر مكان جديد يمكث به الأسطول قبل أن يفتح له البحر، وتقام به الحفلات التقليدية التي كانت تُعقد قبل إبحار السفن.

### ثانيا: حديقة طولمة باغجة

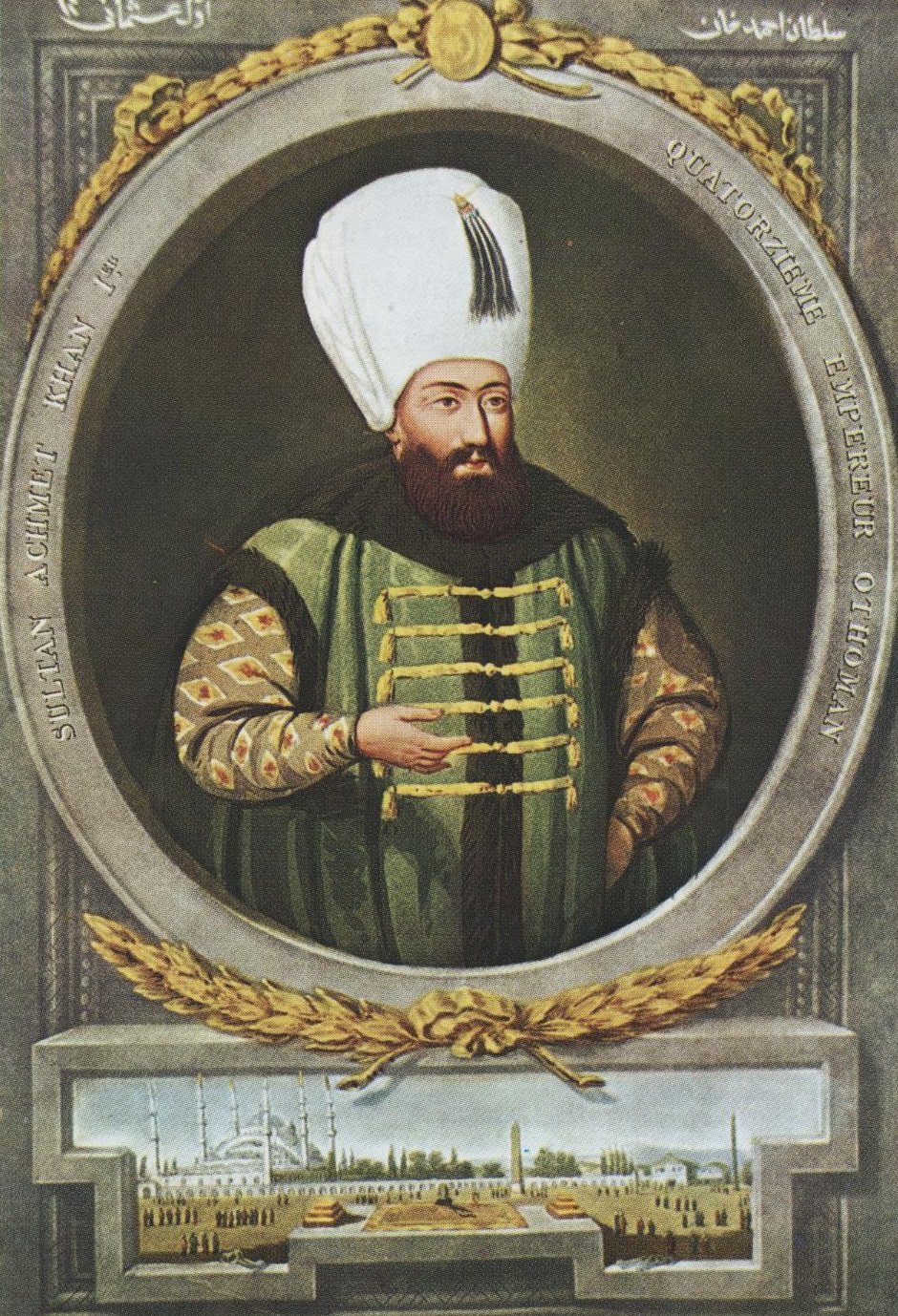
السلطان أحمد الأول

تقع حديقة طولمة باغجة بين حدائق قره بالى (قره بالى محمد بابا) وحديقة بشكطاش. عام 1614م تم ردم هذا الخُليج بأمر السلطان محمد الأول، لما تقتضيه الضرورة التي أوضحها خليل باشا إبان الربانية الثانية ، فأطلق على حديقة طولمة باغجة هذا الاسم، وتم إدراجها بين حدائق السلطان.
ويُذكر في سبب ردم هذا الخليج الذي أعد للاحتفالات البحرية التقليدية أنه أصبح مستنقعا مع مرور الوقت. وتم تحويله إلى روضة خاصة تم تجهيزها لتسلية السلطان والترويح عنه.
ووفقا لرواية الرحالة «أوليا جلبى»: رُدِم الشرم فيما بين أعوام 1618/1622 م في عهد خلافة السلطان "عثمان الثاني" في القرن السابع عشر، واكتسب الساحل إطلالة جديدة. وعلى ما يبدو، فإن الأراضي التي أسست على الشرم – المردوم لإنشاء ساحة أكثر ملائمَةً لإقامة الحفلات– قد تحول تدريجياً إلى حديقة خاصة عرفت فيما بعد ب«طولمة باغجة».
أما «أرميا جلبى» فيزعم أن الشرم قد رُدِم في عهد السلطان أحمد الأول فيما بين 1603/1617 م، ويقول أن«قره بوليس» قام بردم البحر، وإظهار الحديقة للمرة الأولى في عهد السلطان "سليمان القانوني" وفقاً لرواية غليوس عن انجيجيان.
ومن جانب آخر يوضح «جروسونور»، أن الشرم قد رُدِم بتسخير ستة عشر ألف أسير من أهالي البحر المتوسط وذلك بأمر خير الدين بربروس، وعندما يُؤخذ الموقع الجغرافي للمكان المشار إليه بعين الاعتبار، يَقوى الاحتمال الذي يمكن أن يصبح بداية تاريخية مبكرة نسبياً لمعالجة الحصول على ميناء حصين. ومن المحتمل أن تكون عملية الردم الحقيقية التي تنفيذها للحصول على مساحة شاسعة، قد حدثت في النصف الأول من القرن السابع عشر. 

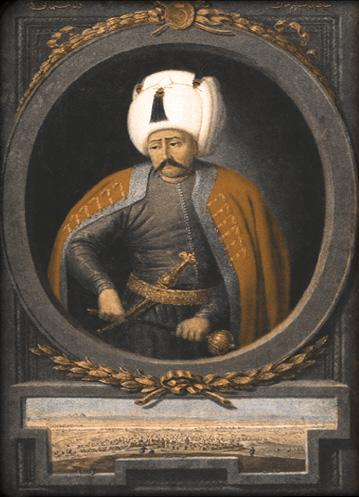
السلطان سليم الأول (ياووز سلطان سليم)

 ولا يُعرف متى دخلت لخزانة الدولة حديقة طولمة باغجة التي لم يُصادَف اسمها في دفاتر المرتبات المؤرخة بعام1583م، إلا أنها موجودة بالمعلومات التالية التي أدلى بها المؤرخ والرحالة «أوليا جلبى» فيما يتعلق بالموضوع: «في عهد السلطان بايزيد كان هناك منزل ساحلي للوزير. وما أن مضى عليها السلاطين حتى أصبحت حديقة إرم كالجنة، تزينها الحدائق المتعددة والكثيفة والمقاعد المرتفعة». ووفقاً لما يذكر «اوليا جلبى» أنه كانت في هذه الساحة في عهد السلطان عثمان الثاني، جابية  استراحة السلطان سليم الثاني الخاصة. ومن ناحية أخرى يزعم انجيجيان أن هناك سبيل للمياه العذبة يعرف باسم «كوميش صويى» (أي مياه الفضة) في هذه الحديقة الواقعة بين الحديقة الخاصة بالبشيكطاش وحديقة قره بالى بالقاباطاش، أما «أرميا جلبى» فيستخدم تعبير «بك لك بستان» (أي بستان الإمارة) فيما يتعلق بحديقة طولمة باغجة. أخذت الحديقة الخاصة طولمة باغجة تمتلئ بالمباني التي شُيدت بأمر السلاطين المختلفين على مر العصور. والبناء الأول المعروف هو استرحة السلطان سليم الثاني الخاصة كما أفاد «اوليا جلبى» في حديثه، ويعتقد أن هذه الاستراحة التي شُيدت تقريبا بعد ردم الشرم، كانت تقع في الأقسام الداخلية. أما استراحات كل من السلطان أحمد الأول، والسلطان محمد الرابع، والسلطان أحمد الثالث، والسلطان محمود الأول والتي عرفت أنها ترجع لتواريخ بعد ردم الشرم، فيزعم أنها شُيدت قريبة من الساحل. ومن ثم يتضح ظهور القصور الساحلية في المكان المدعو «حديقة الجوامع» بالساحة المطلة على منتزة طولمة باغجة وحتى بشكطاش.

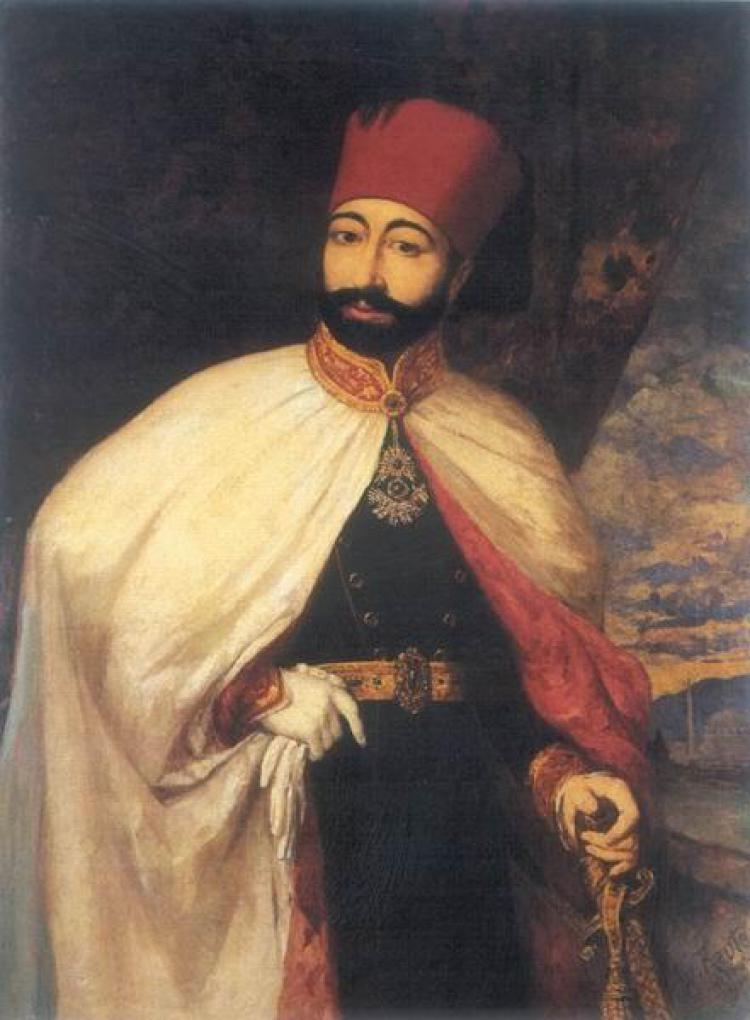
السلطان محمود الثاني

وبعد فترة وجيزة انهار القصر الخاص بالسلطان محمد الرابع إبان عام 1680م، نتيجة لقلة استخدام القصر والتأثير السلبي للرطوبة على المواد الخشبية. ومع تنحي السلطان مصطفى الثانى عن العرش، تم ترميم هذه المباني بتحويلها إلى مبانٍ حجرية وتم إلحاقها بالقصور الجديدة. وفي عام 1719م تم إلحاق مباني طولمة باغجة، بأبوابها وجدرانها التي أصابها الانهيار، بقصر بشكطاش مع ترميم ما تلف. كما أُزيلت السقالات القائمة بينهما وسُمح لأهالي الفندقلى المترددين عليها بالمرور من طولمة باغجة. وإلى جانب القصر الذي أعد لإقامة السلطان أحمد الثالث عام 1715م، أمر السلطان محمود الأول بتشييد بنائين كبيرين بنفس الموضع عام 1741م وكان يقيم في هذا المكان في شهور الصيف فحسب.
اشتعلت المباني القائمة حول طولمة باغجة إثر حريق نشب عام 1775م، هذه المباني التي أخذت تتوسع تدريجيا بالملحقات التي أقيمت في عهد السلطان العثماني عثمان الثالث. وفي نفس الفترة، في عهد السلطان عبد الحميد الأول، أعيد بناء الاستراحات القائمة هناك منذ عهد السلطان سليم الأول وباحتراف عن طريق تزينها بالورود الزخرفية الأخَّاذة ابتداءً من الأرضية وعلى الطراز الإيراني. كما كان هناك مبنى يحمل بعض العناصر التي تتلاءم مع مفهوم الهندسة الأوروبى بهذه الحقبة، وقد شيده المعماري «ملينج» بأمر من السلطان سليم الثالث، على طراز القصور الصيفية. وكان السلطان محمود الثاني أول من فكر باستخدام القصر القائم بمنطقة طولمة باغجة والذي أصبح قصراً ساحلياً كبيراً مع الأبنية الملحقة به خلال الفترات المتباينة.

## التطور التاريخي لقصر طولمة باغجة

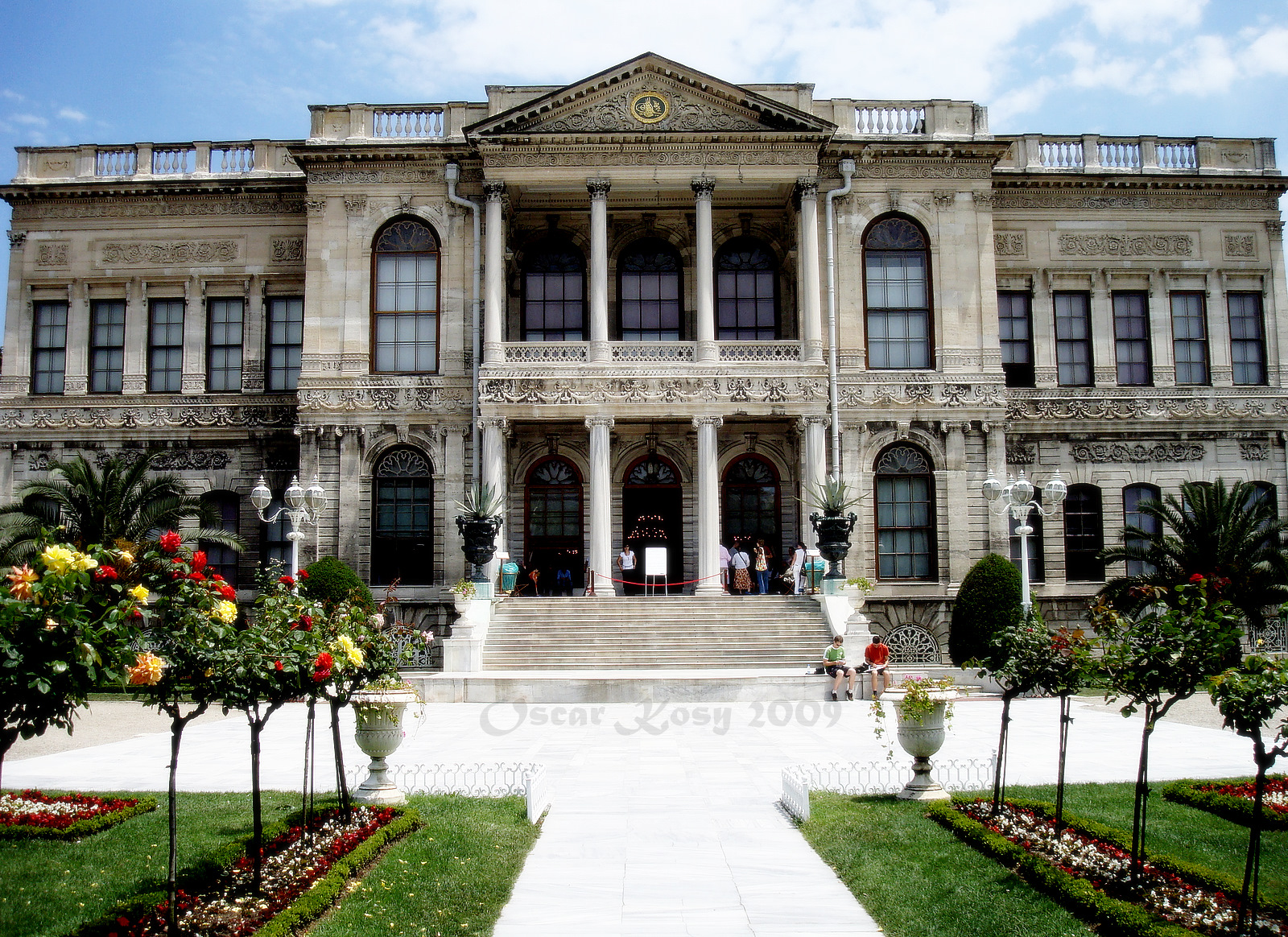
قصر طولمة باغجة.

كانت الأرض التي بُني عليها القصر عبارةً عن خُليج داخل المضيق الذي أعد سفنه ربان البحر العثماني قبل أربعة قرون من بناء القصر. ولا يزال قصر طولمة باغجة محتفظاً بجماله القديم حتى الآن. وعلى مر الزمان أصبح هذا الخليج الذي أُعِد للاحتفالات البحرية التقليدية مستنقعاً. تم تحويل الخليج الذي شُرع في ردمه إبان القرن السابع عشر إلى "روضةٍ خاصة" تم تجهيزها لتسلية السلطان وترويحه. عرفت مجموعة القصور والدور التي بنيت على هذه الروضة خلال مختلف العصور، باسم قصر"البشيك طاش الساحلي" وذلك لفترة طويلة. 

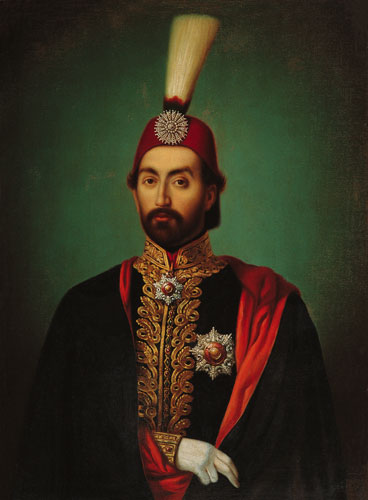
السلطان عبد المجيد الأول

 وقبل بداية النصف الثاني من القرن الثامن عشر، بدأت تظهر تأثيرات الغرب في أسلوب العمارة التركية، وبدأ يظهر الطراز الزخرفي المعروف باسم "تورك روقوقوسى" كما ظهر طراز البروكي ساحقاً التأثير الغربي في الدور والقصور والسبل. وكان السلطان سليم الثالث أول من أمر بتشييد المباني على النمط الغربي ببوغاز ايجى. حيث أمر المهندس المعماري "مِلنِج" ببناء قصرٍ في سراي "الباشيك طاش"، كما أمره بتوسيع المباني الأخرى التي رأى أنها تستلزم ذلك. وأمر السلطان محمود الثاني ببناء قصرين كبيرين على النمط الغربي غير "طوبقابى ساحل سراى" وذلك في حديقة "بكلربكى" وحديقة "جيرَغان". حتى لو كان {قصر طوب قابي} قصرا حديثا في هذه العصور من ناحية واقعية فكان سيصبح قصرا مهجوراً أو مهملاً. وكانت سرايات "بكلربكى" وقصور "جراغان" ذات الأعمدة المرمرية القائمة في "أورطاكوى" و"طولمة باغجة" بالباشيك طاش القديم هي محلٌ لإقامة السلطان محمود الثاني التي تتغير وفقاً للمواسم. كان السلطان عبد المجيد أيضا يضرب الصفح عن القصر الجديد كأبيه ويبقى بعض الشهور في موسم الشتاء هناك على حدة. وبالكاد كان سيولد في قصور "بوغاز ايجى" ابنه "قيرقى عشقك". وبعد أن مكث السلطان عبد المجيد لفترة في "الباشيك طاش"القديم، قرر تشييد سرايا على طراز ومخطط أوروبيين، وذلك بهدف تسيير أعمال الدولة واستقبال الضيوف واستضافتهم والمصيف والسكنى على أن يتم ذلك بمكان السرايات الكلاسيكية المفضلة حتى الآن. ومع أن السلطان عبد المجيد لم يتلق تعليما قويا مثل الأمراء الآخرين، إلا أنًه كان متأثرا بالغرب. ولقد عرف السلطان الذي أحب الموسيقى الغربية وأحب أن يعيش على الطراز الغربي واللغة الفرنسية بقدر ما يفهم. ولا توجد أية معلومات تتعلق بحدوث أي انهيار للدور الموجودة على أرض قصر الطولمة باغجة- القائم حتى وقتنا هذا- بأي تاريخ قاطعاً بسبب انكشاف الأرض المكتسبة من البحر مرة أخرى قبل مائتي عام تقريبا. وفي عام 1842م قُدِر أن يحدث انهيار بأرض القصر وشرع في تشييد قصر جديد بعد ذلك التاريخ. ويُذكر أنه قد تم تأميم الحقول والقبور المحيطة بالقصر لتوسيع أرض البناء بنفس التواريخ. اختلفت المصادر في تأريخ انتهاء تشييد القصر. ومما شرح الفرنسي الذي القصر خلال تشييده في نهاية عام 1853م يُفهم أن ما صُنع من زخارف للقصر كان في العصر الحديث وأن أثاث هذا القصر لم يكن قد وضع في موضعه بعد.

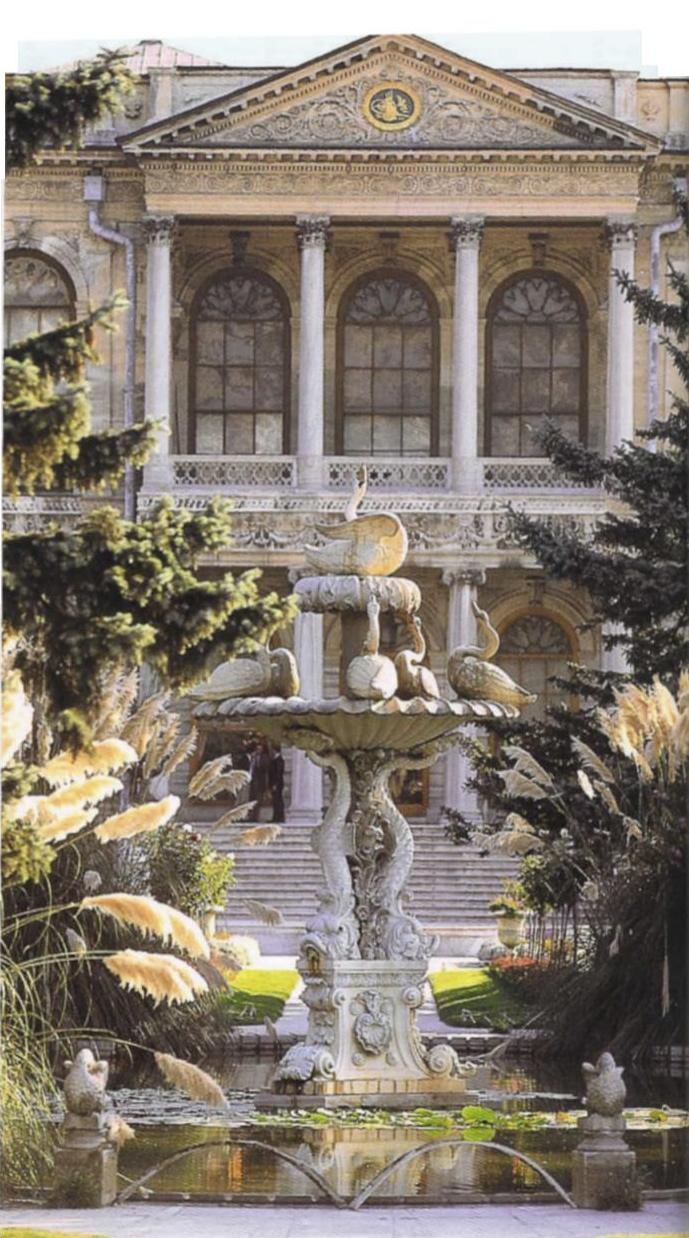
نافورة الحديقة الخاصة أمام جناح المابين

تمتد واجهة القصر التي بنيت بأمر السلطان عبد المجيد الأول على مدى ستمائة متر على الساحل الأوروبى لمضيق إسطنبول. شيد القصر كمزيج للأسلوب المعمار الأوروبي ما بين أعوام 1855:1843م على يد غرابت عمرا باليان وابنه يجوغوس باليان. وأقيم حفل افتتاح قصر الطولمة باغجة الذي تمت الأشغال به نهائيا عام 1855م  بعد معاهدة باريس التي أبرمتها مع روسيا في الثلاثين من مارس عام 1856م. وقد صدر خبرٌ في جريدة الحوادث بتاريخ 11يونيو 1856م،7شوال 1272، عن افتتاح القصر رسمياًّ في السابع من يونيو 1856م. 

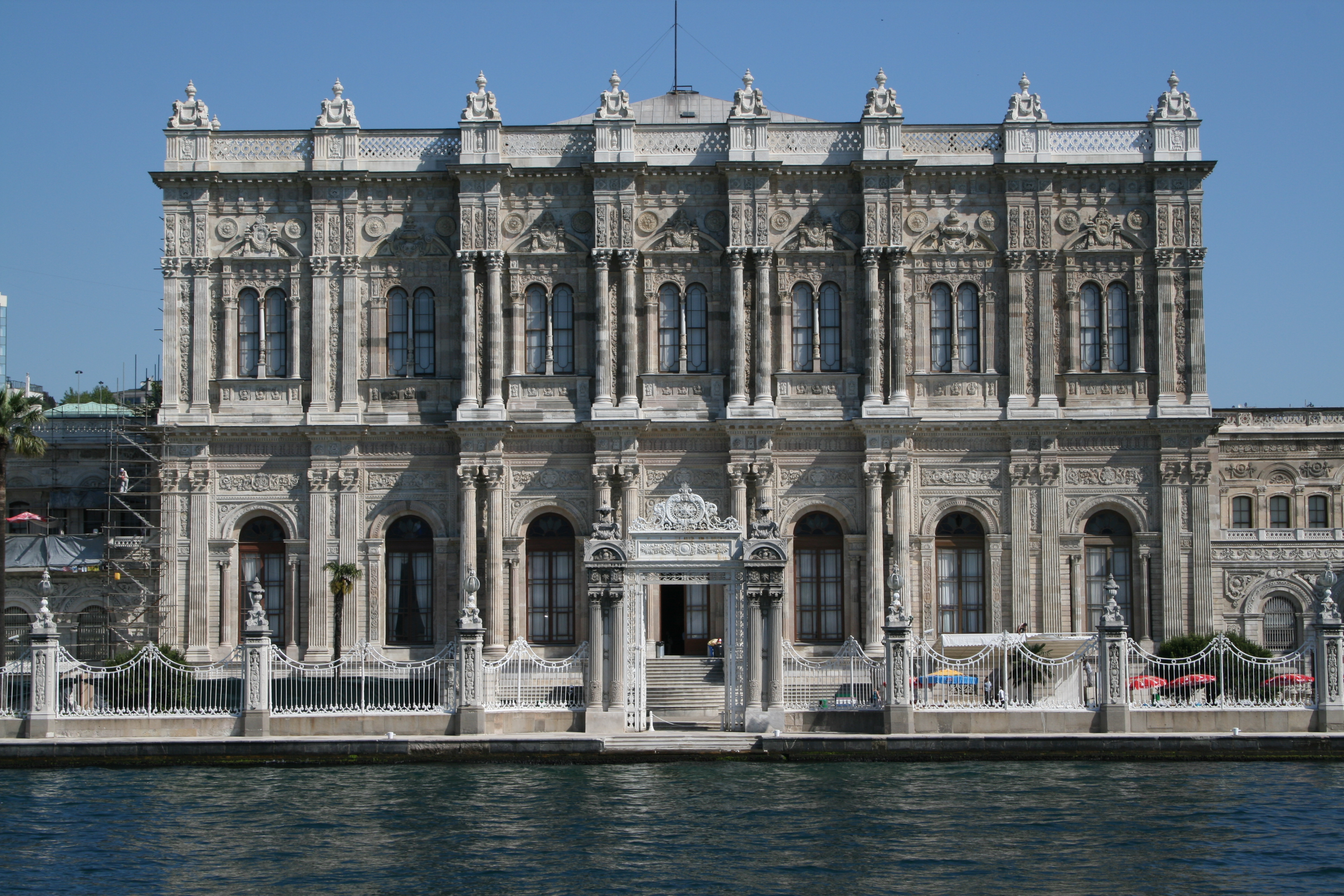
واجهة القصر المطلة على البوسفور

 عندما نُقلت ديون القصر التي أصبحت ثلاث ملايين صرة ذهبية إلى خزانة وزارة المالية، اضطرت وزارة المالية التي أصبحت في مأزق خلال 4:3 أشهر إلى أن تدفع الرواتب في منتصف الشهر وأواخره بدلاً من أول الشهر. تسنى للسلطان عبد المجيد أن يعيش ستة أشهر فحسب في قصر الطولمة باغجة الذي كلفه خمسة ملايين قطعة ذهبية.
بلغ الإسراف على القصر غايته في عهد السلطان عبد العزيز الذي تسلم الاقتصاد في وضع إفلاس تام. وقد بلغت المصاريف السنوية بالقصر الذي شغل 5320 شخصاً حوالي مليوني جنيه استرليني. لم يكن إعجاب السلطان عبد العزيز بالغرب بقدر أخيه القاتل. ولكن كان هناك ثمَة شغف للسلطان الذي فضل أن يعيش طريقة حياة على الأسلوب التركي بمصارعة الديوك والمصارعة الحرة. وأصبح القصر ساحة للرشاوى والمؤامرات والإقصاءات والتعيينات الغير قانونية للموظفين ذوي الدرجات العالية. تسبب في إقصاء السلطان عن عرشه أن طلب ثمانمائة ألف قطعة ذهبية من تخصيصات الجيش مع ذكره أنه يظن أن المصلحة في الاستدانة.
وفى الثلاثين من مايو عام 1876م، أقيمت مراسم مبايعة السلطان مراد الخامس عند باب سر عسكر وتم حمله آخذين إياه من جناحه الخاص في القصر حتى باب سر عسكر. وبينما يدور مراد الخامس بموكب الحكم من سركجي إلى طولمة باغجة، كان قد تم حمل السلطان عبد العزيز بموكب آخر في نفس الوقت لقصر الطوبقابى. وأقيم لمراد الخامس الذي حُمل للقصر مراسم المبايعة الثانية على طاولة الطابق العلوي لجناح المابين. وبينما تمت إضاءة المدينة بأكملها على شرف السلطان عبد الحميد الثاني الذي اعتلى العرش بعد السلطان مراد الخامس، كان يشعل الضوء في حجرة واحدة فقط في قصر الطولمة باغجة، حيث كان السلطان يدرس نص الدستور. 

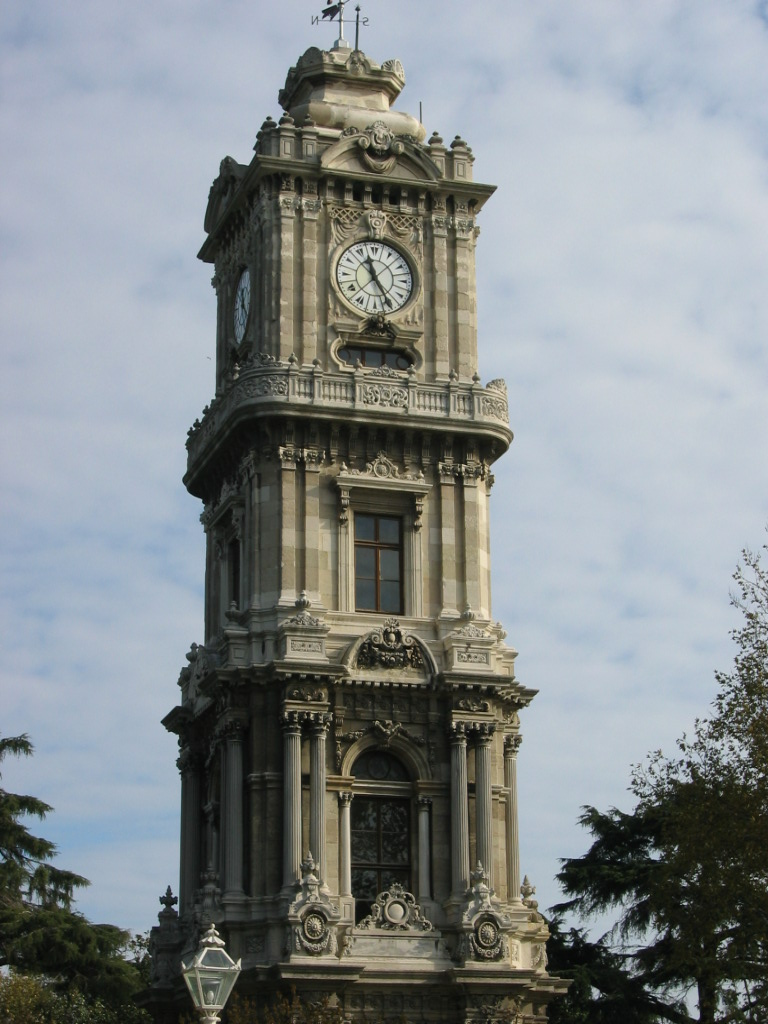
برج الساعة

 انتقل السلطان صاحب النفس الريابة، إلى قصر ييلدز تاركاً الإقامة في قصر الطولمة باغجة. وعلى هذا فقد أقام هذا السلطان في القصر مائتي وستةً وثلاثين يوما. يستخدم القصر المشيد بمصاريف تجاوزت المقادير، في مراسم الأعياد التي يتم إقامتها في بهو بيوك معايده مرتين بالعام وذلك طوال ثلاثة وثلاثين عاما. وفي عهد السلطان محمد الخامس تم تحجيم مساحة صور القصر، وبينما تجري أحداث غاية في الأهمية خارج الوطن، وقعت داخل القصر، أحداث على نطاق ضيق خلال حقبة ثمانية أعوام تقريبا. هذة الأحداث هي مأدُبة أقيمت لتسعمائة شخص وذلك في التاسع من مارس عام 1910م، والاحتفالات التي أقيمت لزيارة بترو ملك الصرب في نفس العام في الثالث والعشرين من مارس، وزيارة ولي العهد المكسيكي، والمأدبات التي أعدت على شرف إمبراطورية زيطا وملكها وإمبراطور النمسا. لم تكن وفاة السلطان مفتور القُوَى الهرم في قصر طولمة باغجة، بل كانت في قصر ييلدز. فضل السلطان وحيد الدين الذي اعتلى العرش بلقب محمد السادس، أن يقيم في قصر ييلدز وقد تخلى عن موطنه قصر طولمة باغجة.
تم إعلان عبد المجيد أفندي (عبد المجيد الثاني) الذي تسلم برقية بذلك موقع عليها من قبل غازي مصطفى كمال رئيس مجلس الشعب التركي الكبير، خليفة جديد للبلاد. وقد استقبل الخليفة الجديدالهيئة الوافدة من مجلس الشعب التركي الكبير في الطابق العلوى بصالون جناح المابين في قصر طولمة باغجة. وبعد إسقاط الخلافة ترك عبد المجيد أفندي وحاشيته قصر طولمة باغجة وذلك عام 1924م. ولم يقترب مصطفى كمال أتاتورك من قصر طولمة باغجة لثلاثة أعوام. وفي فترة حكمه اكتسب القصر أهمية من ناحيتن:

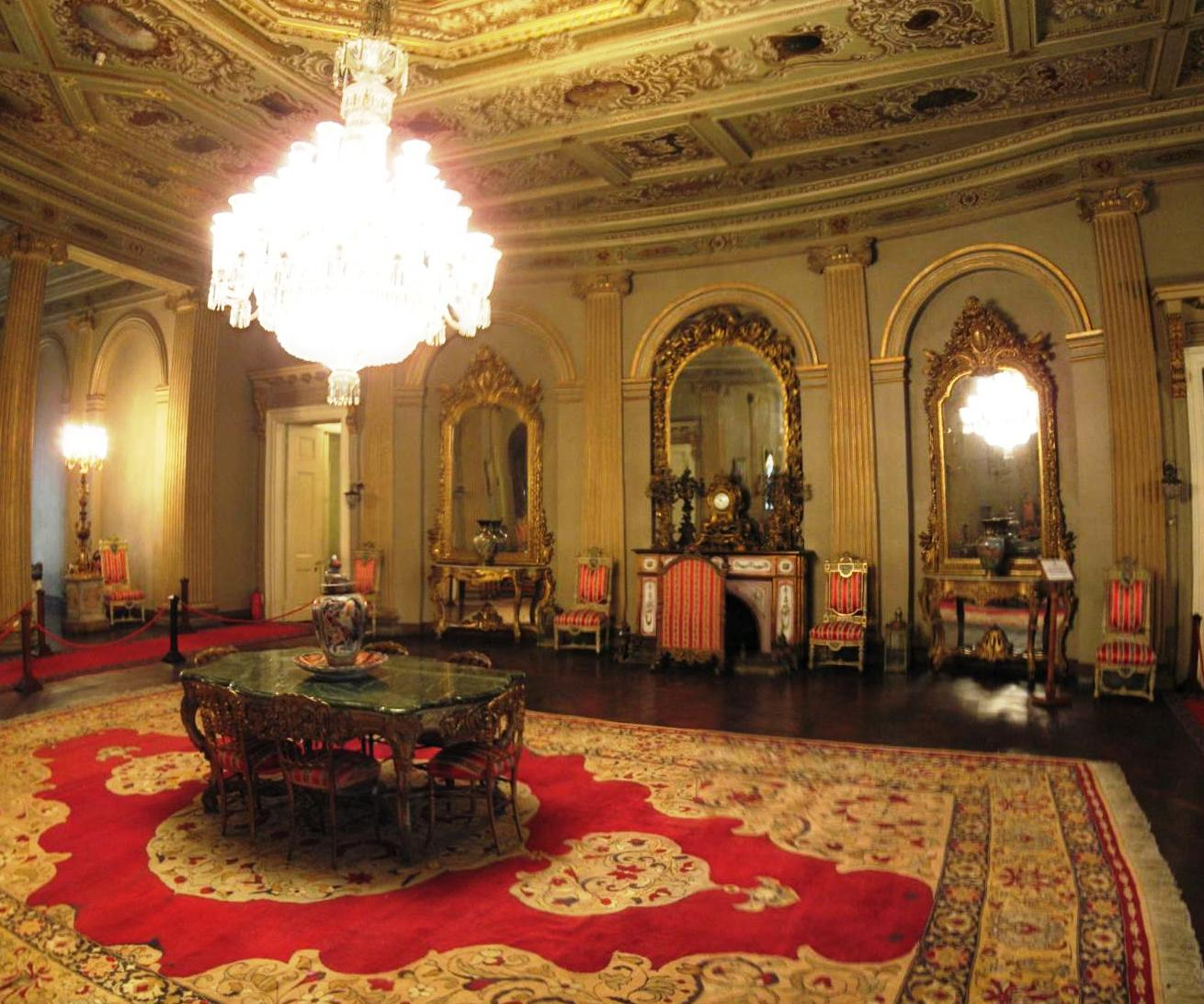
مدخل قاعة بالسلاملك

 الأولى أن جُعل القصر مقرا لاستقبال الضيوف الأجانب، والثانية أن انفتحت أبواب القصر للخارج فيما يتعلق بالثقافة والفن. وقد استقبل مصطفى كمال اتاتورك بقصر طولمة باغجة كلا من: البهلوى شاه إيران، وفيصل ملك العراق، وعبد الله ملك الأردن، وأمان الله ملك أفغانستان، وإدوراد ملك إنجلترا الذي جاء في زيارة خاصة، الكساندر ملك يوغوسلافيا. في السابع والعشرين من شهر سبتمبر عام 1933م، تم افتتاح مؤتمر التاريخ التركيي الأول بصالون المعايدة، كما عقدت به عام 1934م مؤتمري اللغة التركية الأول والثاني. وكفلت المنظمة العالمية لمؤسسات التورينج افتتاح القصر للمرة الأولى كمزار سياحي عام 1930م، وهم يعقدون الاجتماع الأوروبي للتحالف الدولي السياحي.
وأعظم واقعة شهدها القصر الذي كان بمثابة محلَ إقامة لأتاتورك في عصر الجمهوري خلال زياراته لإسطنبول هي وفاة أتاتورك في 10 نوفمبر عام 1938م. وقد فارق أتاتورك الحياة في الحجرة رقم 71. وتمت إقامة نظرة التقدير الأخيرة على الجثمان الموضوع في النعش المقام في صالون المعايدة. ومن بعد أتاتورك كان يقيم به عصمت إينونو خلال مدة رئاسته إبان قدومه لإسطنبول. وبعد انتهاء فترة الحزب الواحد أُعد القصر للعمل بهدف استقبال الضيوف. وتم استقبال كل من جرونيتشي رئيس الجمهورية الألمانية، وفيصل ملك العراق، وسوقارنو رئيس وزراء فنزويلا، وجنرال دا جاولا رئيس وزراء فرنسا، كما أُقيمت الحفلات على شرفهم.

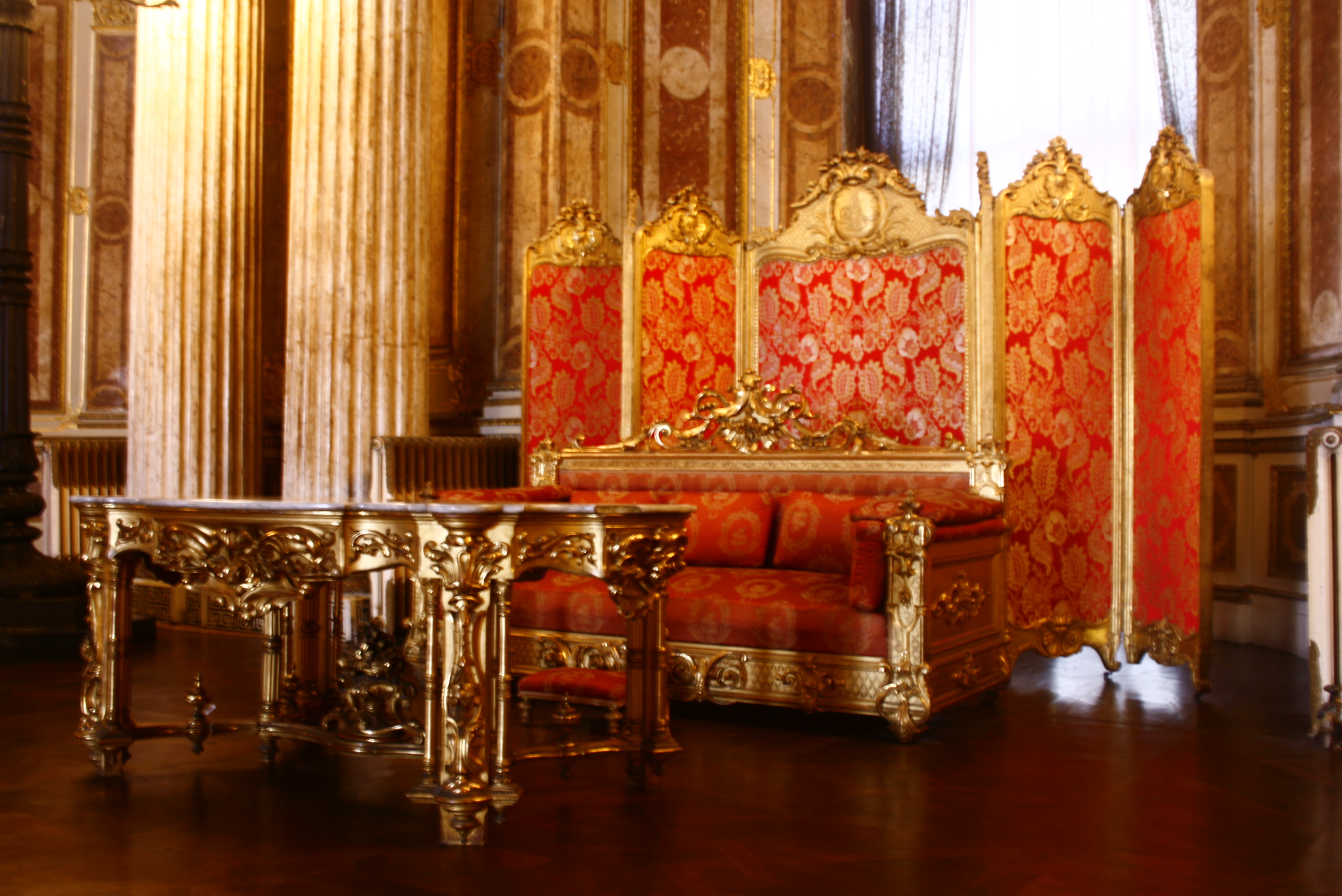
أريكة السلطان بقاعة الإحتفالات بالسلاملك

كان القصر يُفتح للشعب عام 1956م ليوم في الأسبوع عندما تولى مجلس الأمة إدارته. وقد فُتح رسمياً في 10 يوليو عام 1964م بأمر الديوان الرئاسي لمجلس الأمة، وتم إغلاقه بمكتوب إدارة مجلس الأمة المؤرخ ب14 يناير 1979م موضحين السبب في هذا الإشعار. وقد تم إغلاق قصر طولمة باغجة الذي تم فتحه كمزار سياحي بأمر رئيس مجلس الأمة رقم 554 بتاريخ 25 يونيو عام 1979م، وذلك بناءً على إشعار آخر في 12 أكتوبر من نفس العام. وبعد شهرين تقريبا بدأ القصر في العمل ثانيةً كمزار سياحي بأمر هاتفي من رئيس مجلس الأمة. وأغلق القصر مرة أخرى بقرار رقم 1473 في 16 يونيو 1981م الصادر عن الرئاسة التنفيذية لهيئة الأمن القومي، وبعد شهر أعيد فتحه بأمر السكرتارية العامة لهيئة الأمن القومي بقرار رقم 1750.
توجد الأقسام الخاصة بمنافذ خدمات الكافتريا للزوار ومنافذ بيع الهدايا عند حديقة برج الساعة وقسم المفروشات ومنزل الطير وحديقة الحرم وحديقة واليهاد، وكانت تباع كتبٌ بالوصف العلمي التعريفي للقصور القومية والتي تم إعدادها عندما كان مركز الثقافة والتعريف مسؤولاً عن هذه المنافذ، وبطبعات أصلية للمنتجات المختارة من مجموعة اللوحات الزيتية للقصور القومية والطوابع البريدية. من ناحية أخرى تم تقسيم صالون المعايدة والحدائق إلى أبهاء قومية وأخرى دولية، ووُصِل القصر وتنظيماته الحديثة بوحدات المتحف وفاعليات الفن والثقافة وتم تفعيل القصر كمتحف منذ عام 1984م.

## الطراز المعماري

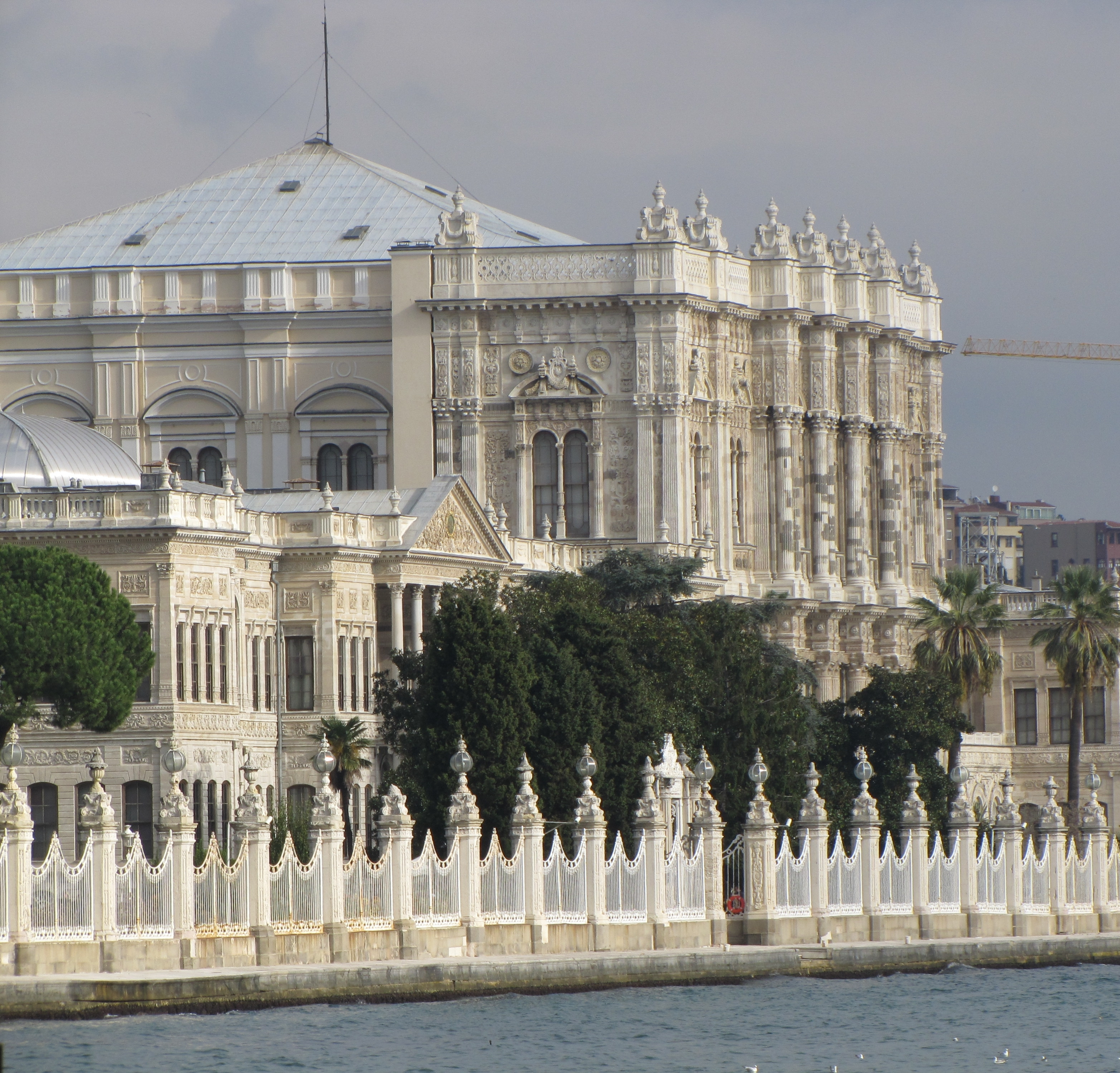
الطرز المعمارية لقصر طولمة باغجة من ناحية البحرعن قرب

لم يرتبط قصر طولمة باغجة، الذي شُيد محاكاةً للأبعاد الأثرية للقصور الأوروبية، بطراز معماري معين؛ وذلك أن تزودت الطرز المعمارية به بعناصر المناهج المعمارية المختلفة. ويلاحظ من خلال المخطط الذي يتكون من جناحين للمبنى الرئيسي الكبير أنَّ استخدام العناصر التي تضم قيمةً فِعليةً من ناحية الأسلوب المعماري القديم، كان لزخرفة القصر متناولين إياها بمنظور آخر. ومع أنه لم يكن هناك ثمة طراز معماري معتنق لمذهب معين وخالص لنفسه بقصر طولمة باغجة، إلا أنه تم تطبيق الطراز المعماري الباروكي الفرنسي والروكوكو الألماني والنيو كلاسيزم الإنجليزي والرونيسانس الإيطالي على شاكلة معقدة. قصر طولمة باغجة هو أثر تم تشييده حسب الجو العام الفني لبنية ذلك العصر ويعني بمتطلبات القصر العثماني، فهو تحت وطأة التأثير الغربي في الفن وتأثير المجتمع الذي بدا واضحا في محاولات التحديث بالمنظور الغربي له. ويلاحظ من ثم أنهم عندما عنوا بالقصور والدور في القرن التاسع عشر قد شرحوا بذلك أن تطورهم الاجتماعي والفني لم يكن بالظواهر الفنية للقرن الذي عاشوا فيه.

## الوصف العام لقصر طولمة باغجة

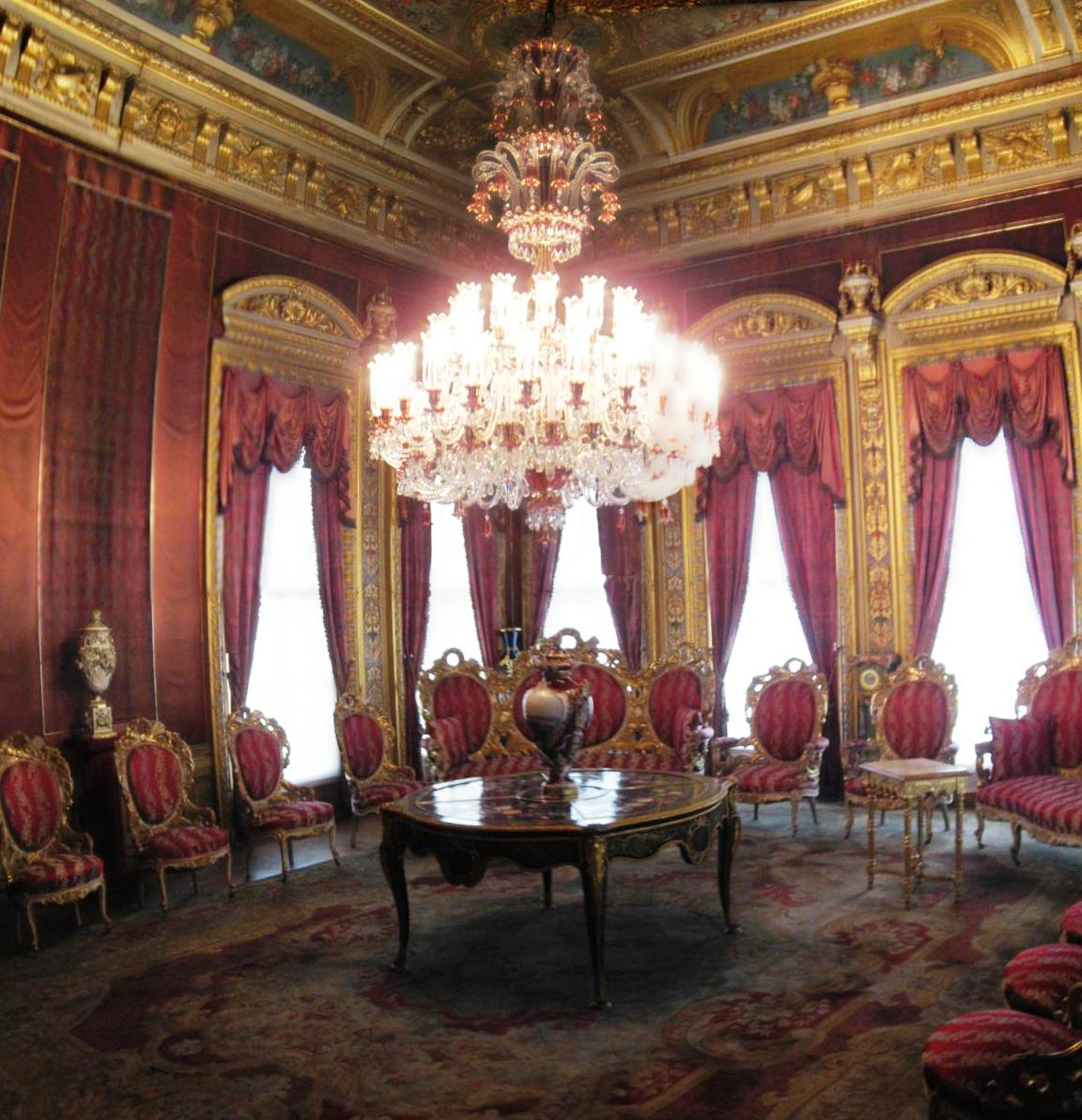
غرفة نوم السلطان عبد المجيد بحرملك المبنى الرئيسي

يعتبر هذا السراي تحفة فنية معمارية، وكل قصر من قصوره، يعتبر نموذجا فريدا في فن المعمار الإسلامي؛ فعلى البوسفور يطل القصر الصيني حيث غطيت الجدران بأجمل القطع الخزفية التي أبدعها الفنان المسلم، وإلى جواره تحفة أخرى هي القصر الكبير الذي يشكل الأساس الأول للسراي، ثم يتلوه قصر العمدان الرخامية، وقصر المابين وقاعة الديوان، وجميعها تشكل منظومة معمارية، تعترف للفنان المسلم بالقدرة والتفرد.

1.جامع الوالدة سلطان.2.برج الساعة3.نقطة الشرطة.4.باب الخزينة.5.شباك التذاكر.6. الحديقة الخاصة.7.القصر الصيني(السلاملك).8. المبنى الرئيسي(القصر الكبير)9.صالون المابين.10حديقة منزل الطير.11.متحف الساعات.12.القصر الزجاجي.13.الحديقة الخلفية.14.أحد مداخل قصر الحرملك.15.قصر الحرملك.أقسام

كما هو متعارف عليه في العمارة الإسلامية للسرايات، فقد أقيم القصر على أعمدة رخامية رائعة الجمال، تربط ما بين الدهاليز والأقسام الأخرى للجناح. وعلى الرغم من أن هذا البناء الجديد قد ازدان بشتى الزخارف والأساليب المعمارية السائدة في القرن التاسع عشر، إلا أنه في العديد من قصوره وأجنحته قد حافظ على الطابع المعماري القديم الذي يشهد بالعظمة والنبوغ والتفرد للفنان المسلم؛ فالمنظر العام للسراى، وقاعة الاستقبال المرتفعة وسط البناء، والدهاليز المغطاة والتي تربط بين القاعة، وبقية الأجنحة والقصور جميعها تشكل منظومة معمارية فريدة.
وإذا ما تم الحديث عن أجزاء القصر وأقسامه بشكل مفصل، فيمكن القول إن القصر يتكون من المبنى الرئيسي تحفه المباني التالية:
1. برج الساعة.
2. باب الخزينة.
3. مبنى الخزينة الخاصة.
4. مبنى المفروشات القديم.
5. باب السلطنة.
6. قصر السلاملك (المبنى الرسمي).
7. قصر المابين.
8. قصر الحرملك.
9. قصر الجواري.
10. باب الأريكة (باب القولطوق).
11. الدرب الطويل.
12. القصر الزجاجي.
13. مبنى منزل الطير.
14. برج الطير.
15. مستشفى الطير.
16. مبنى الخزينة الداخلية.
17. باب الوالدة.
18. مبنى الجواري المميزات.
19. مبنى رؤساء الخاصكية.
20. مبنى الحركة الثاني.
21. مبنى الحركة الأول.
22. مبنى السُنة.
23. الصوبة.
24. مقهى الصوبة.
25. قصر ولي العهد.
26. مبنى المنسوجات.
27. قصر المصاحبان.
28. المطبخ الأميري.
29. مبنى جنود الفأس.
30. مبنى الخاصكية.
31. جامع الوالدة سلطان السلطانة بزمِ عالم.
32. مبنى العبيد.
33. مباني ورش الترميم.
34. مباني العطايا السنية.
35. الإسطبل الأميري.
36. مسرح طولمة باغجة.
37. قصر السرعسكر.
38. مبنى الحملة.[32]

ويكون السراي بكل مشتملاته مائتي قاعة. وبقصر المابين، وجناح الخونكار (السلطان) وحدهما ثمانية صالونات ضخمة يحمل كل صالون اسماً يميزه عن الصالونات الأخرى. أصغر هذه الصالونات بطول ثلاثة وأربعين مترا، وأوسعها صالون الاستقبال إذ يبلغ طوله سبعة وأربعين مترا.

### المبنى الرئيسي

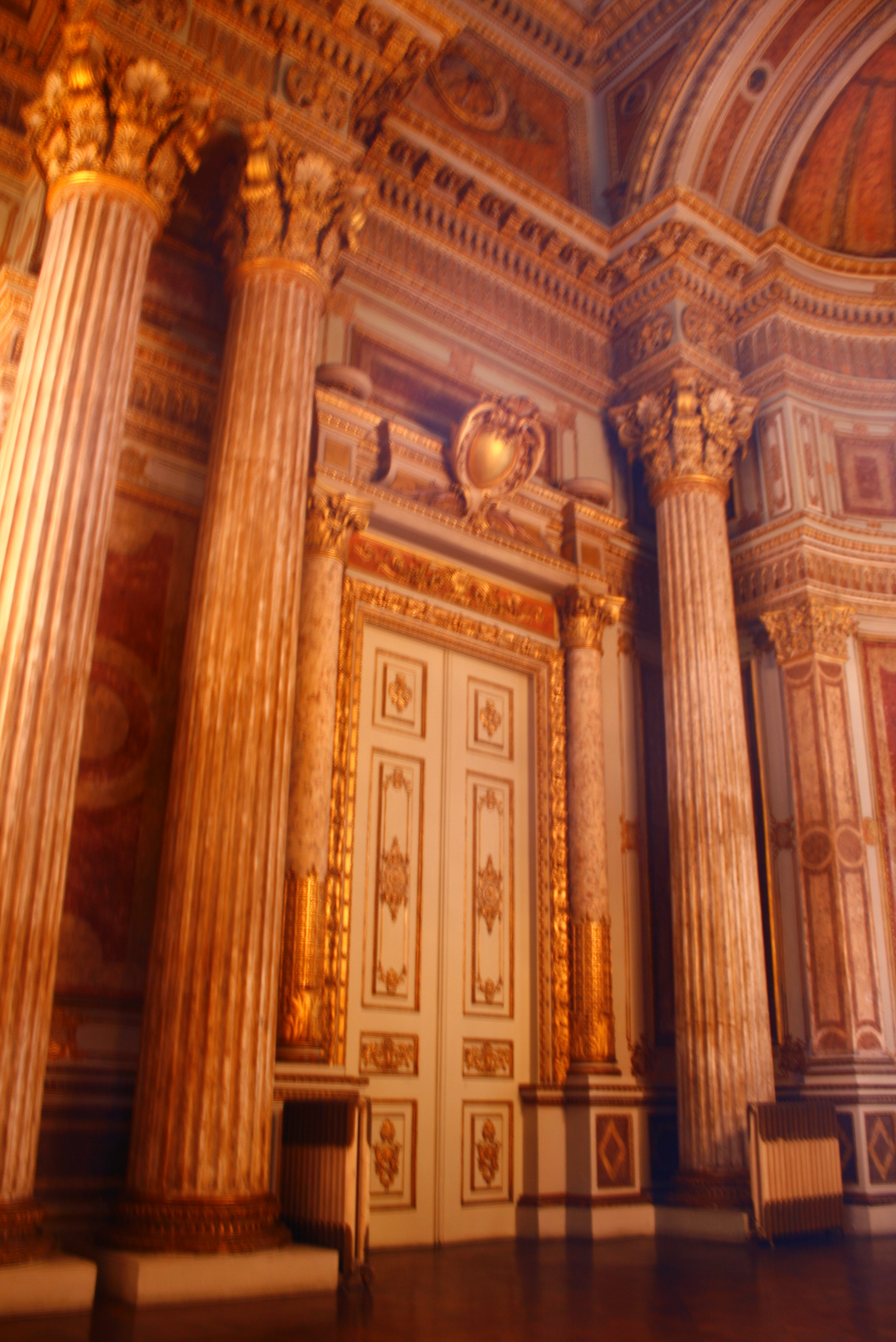
أحد أبواب قاعة الاستقبال بالمبنى الرئيسي

يتكون المبنى الرئيسي للقصر من ثلاث طوابق تشتهر بالأسماء التالية: طابق مابينِ هومايون (الجزء المخصص للرجال)، وصالون المعايدة والتشريفات أو الاحتفالات الرسمية، وحرمِ هومايون. فطابق مابينِ هومايون (الفاصل بين الرجال والنساء) هو الجزء الذي يتم فيه إقرار أعمال الدولة، وحرمِ هومايون هو مسكن السلطان وعائلته. أما صالون المعايدة فهو الصالون القائم مابين الجزئين المبينين أعلاه، وهو مخصص لرجالات الدولة الراغبين في معايدة السلطان بالأعياد والاحتفالات الرسمية الهامة.
يتكون المبنى الرئيسي للقصر، في جزئه الموازي للبحر، من ثلاث طوابق مع السرداب. أما الجزء المطل على المنطقة البرية والمخصص لشقق عوائل السلطان، فيتألف من أربع طوابق مع الطوابق البينية. ويعكس الطراز الغربي البارز والظاهر في الشكل، والتفاصيل والديكورات، قيم الجمال المتباينة للإمبراطورية في حقبها الأخيرة. ومن ناحية أخرى، يظهر نمط المكان، كمالية بناء ذي طوابق بأبعاد كبيرة جدا لنوع مخطط المنزل التركي التقليدي، من حيث علاقات الغرف بالصالة. فالجدران الخارجية للقصر مبنية من الحجر، والجدران الداخلية من الطابوق، أما النوافذ والأبواب فهي من الخشب. وفيما بين أعوام 1910-1912م تم توصيل الكهرباء ونظام التدفئة للقصر المنفتح للتقنية الحديثة منذ بنائه.
تعتبر صالة مابين (المخصصة للرجال) التي كان السلطان يقوم بتسيير أعمال الدولة منها، من أهم وأفخم أجزاء قصر طولمة باغجة؛ فصالون المدخل، ذو درج الكريستال يحمل مواصفات البروتوكول ويربط المدخل بالطابق العلوي. وقد تم فرش وتزيين صالون السفراء المستخدم لاستضافة السفراء، وكذا القاعة الحمراء التي كان يستخدمها السلطان لاستقبال زواره بشكل يبرز الفخامة التاريخية للإمبراطورية العثمانية، أما صالة ذي الوجهين الموجودة في الطابق العلوي فكانت مجرد مكان للمرور، مهيأة خصيصاً لمرور السلطان من المابين إلى جناحه. وكان يحتوي الجناح الخاص هذا على حمام فخم استورد رخامه من مصر، وغرف العمل، وغرف الطعام، وغرف للاستراحة التي كان السلطان يقضي فيها حياته الخاصة، أما المكتبة الموجودة في نفس القسم والمكونة من كتب السطان عبد المجيد هي من الأماكن التي تجذب الأنظار في القصر . 

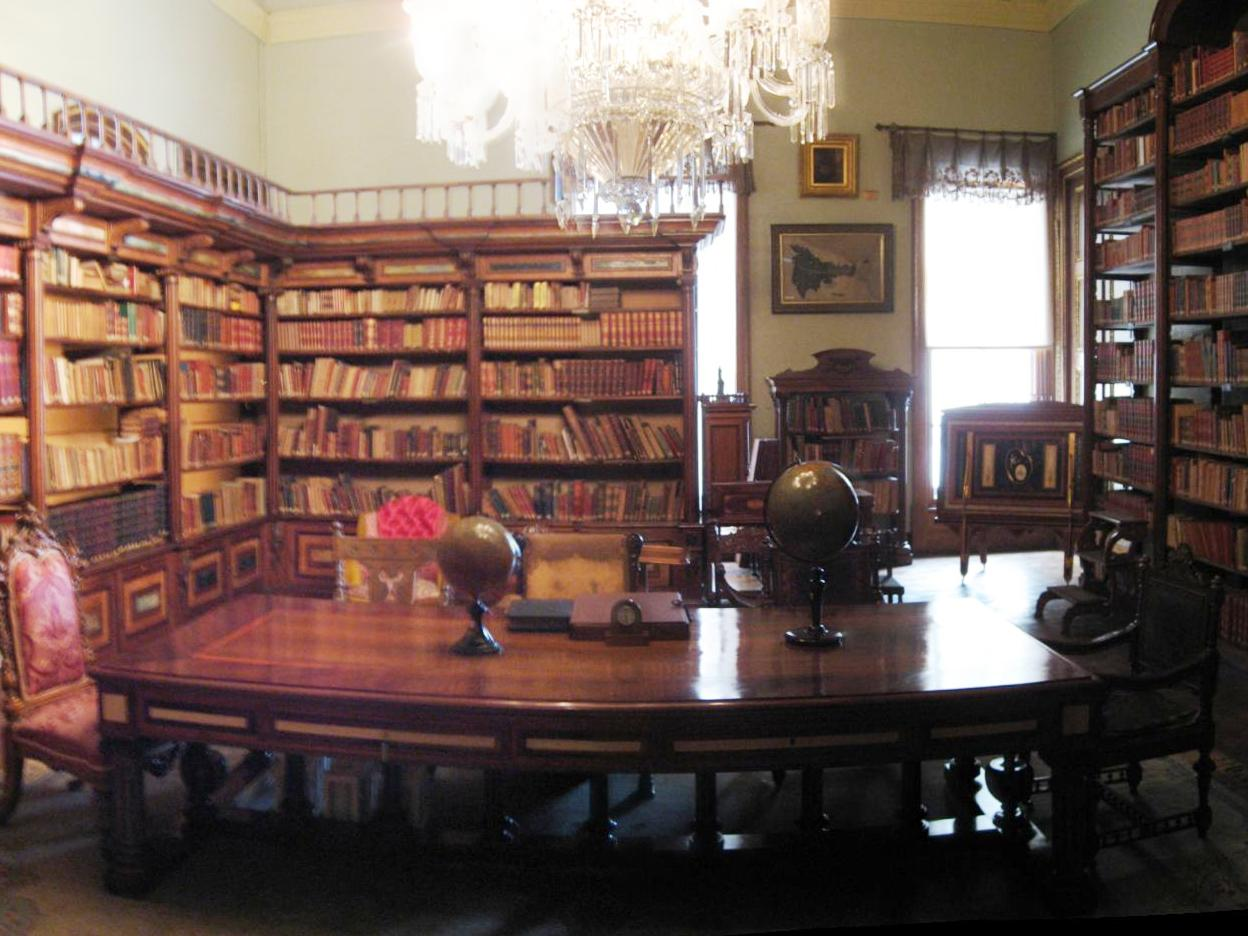
مكتبة السلطان عبد المجيد

 ويشكل صالون المعايدة بنقوشه، وأبعاده، وزخارفه، ومحتوياته، معزوفة فنية مرهفة الجمال. ويشتمل هذا القصر على قاعات قد شهدت أحداث تاريخية مهمة، مما جعل لها أسماء مهمة في التاريخ؛ فهناك مثلاً الصالون الرخامي الأحمر، وقد كان السلطان يستقبل فيه كبار زوار الدولة، كما أن رؤساء العصر الجمهوري كانوا يستقبلون فيه رؤساء الدول الأجنبية.
وهناك أجنحة وأقسام أخرى مسماة في هذا القصر؛ فهناك " الجناح الخاص، وجناح الوزير، وجناح الانتظار. وفي قسم المابين = البلاط، في الدور العلوي وفي الناحية المطلة على الحديقة، يوجد جناح الموسيقى. في نفس المحاذاة، وفي قسم الخونكار توجد القاعات التالية: الغرفة الرئيسية، وغرفة المرايا، وقاعة الرسم، وقاعة الملابس. وللسراي ما يقرب من عشر بوابات تطل على البحر والشارع المجاور. وكانت إحداها تقع على شارع خط الترام. كما توجد بوابتي السلطنة في ناحية برج الساعة.

### برج الساعة

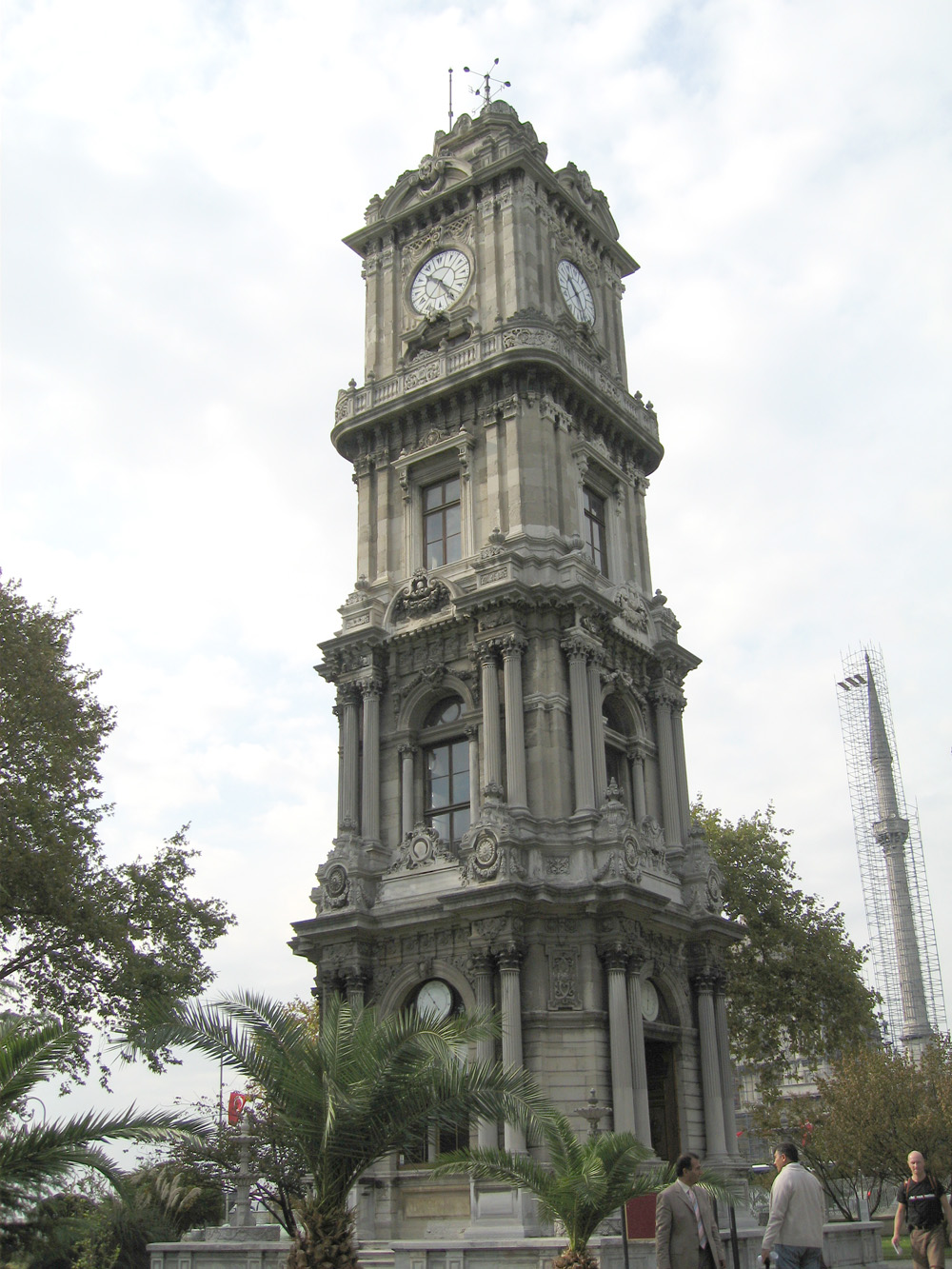
برج الساعة

برج الساعة هو أحد الوحدات الداخلية لقصر طولمة باغجة. شُيد في مدخل يقع بين بوابة السلطنة وجامع الوالدة سلطان (السلطانة بزمِ عالم). تم العثور على وثائق توضح أن هناك وثائق أخرى تؤكد أنه بعدما بُني قصر طولمة باغجة بكثير، تم تشييد برج الساعة على يد المهندس المعماري «سركيس عامرى باليان»، أخو مهندس القصر المهندس المعماري «نيجوغوس باليان»، بأمر من السلطان عبد الحميد الثاني بن السلطان عبد المجيد. كان عهد السلطان عبد الحميد الثاني عهداً يختلف كل الاختلاف عن أبيه. فقد أمر السلطان عبد الحميد بتشييد أكثر من برج ساعة في المدن الهامة بالأناضول، وقبل ذلك في إسطنبول. وقد أمر بتشييد هذه الأبراج في الأماكن الهامة التي تعج بالزوَار. وجعل هذه الأبراج تفيد في معرفة كم تبقى على وقت الصلاة والتجهيز لها، ولذا زودها بالأجراس لتنبه الأهالي بوقت الصلاة. ويعد برج الساعة بقصر طولمة باغجة هو تحفة السلطان عبد الحميد المعمارية. وقد كلف إنشاؤه مليون ومائتين وخمسة عشر ألفا ومائة وخمسين ليرة دُفِعت من خزانة الدولة. شُرع في إنشائه عام 1890م، وبعد أربع سنوات من ذلك انتهى تشييد البرج. وقد شييد برج الساعة بمفهوم الهندسة العظيمة الفاتنة. تصل مساحته إلى 12×12 مترا تقريبا، وبني على الطراز الباروكي والإمبراطوري على شكل مربعٍ يستدق كلما تم الاتجاه إلى أعلى. يتكون البرج من أربعة طوابق. وُضع وسط الواجهة المزخرفة بالطابق الثاني للبرج المطلة على البر والبحر، طغراء السلطان عبد الحميد الذي أكمله السلطان بإضافة رمزي السلاح والميزان عليه، وقد ازدان بالرخام المزخرف البارز. وبإزاء ارتفاع مستوى البوابة وضع أربعة بارومترات (مقياس الضغط الجوي) متفرقة على الأركان الأربعة الخارجية للبرج. ومن خلال البارومترات يتم رصد مستوى الضعط في الهواء، وتعمل هذه البارومترات حتى يومنا هذا كما تُرصد من خلالها الرياح والعواصف والأمطار ومستوى الهواء الثابت. جُلبت الساعات الموضوعة بذلك البرج من فرنسا، ووضعت الساعات التي صنعها كل من «جون ميار» و«بول جارنير»، على واجهة الطابق الرابع، أما الماكينات فقد وضعت في الطابق الثالث. تختلف الساعة الموجودة بالواجهة المطلة على البحر عن الثلاث ساعات الأخريات. وتم تغيير النظام الإلكتروني للساعات عام 1979م.

### مبنى الخزينة الخاصة
مبنى الخزينة هو المبنى المشيد بجانب باب الخزينة، وتم بناؤه للمعاملات التي تتعلق بجُل المصاريف المتنوعة لعائلة السلطان (نساء، وأطفال)، وكذا لصرف مرتبات العاملين بالقصر. تبلغ مساحة مبنى الخزينة الخاصة قرابة 1250 مترا مربعا، وهو بناء يتكون من طابقين. نوافذه ذات منظر خارجي بسيط. وقد خُصص استخدام هذا البناء حالياً لوزارة القصور الوطنية.

### متحف ساعات طولمة باغجة
عام 2004م تم افتتاح متحفٍ لعرض مجموعة الساعات الخاصة بالقصور الوطنية التركية، بمبنى الخزينة الذي تم تشييده بحديقة الحرملك بقصر طولمة باغجة. مرت تلك الساعات، التي تم الاحتفاظ بها في غرف موصدة ومخازن حيث لم يتسنَ عرضها بممرات المنتزه، بسلسلة من الترميمات استغرقت ثمان سنوات في ورشة الساعات الخاصة بوزارة القصور الوطنية. ويعد متحف ساعات قصر طولمة باغجة، هو المتحف الأول والوحيد للساعات بتركيا. يعرض هذا المتحف، تحفا فنية نفيسة صُنِعت على أيدي محترفي الساعات المولوية العثمانية التي وصلت إلى قمتها في القرن التاسع عشر، هذا إلى جانب الماكينات الفخمة التي صنعها فنانون فرنسيون وإنجليزيون بالقرن الثامن والتاسع عشر.
عام 2009م أغلق المتحف لمدة عام، وصدرت عدة قرارات تنص على أن يتم جرد المتحف وصيانة الساعات، وأن يتم استبدال النظام القديم في العرض بنظام العرض الحديث والبتارين الجديدة، وأن يتم عرض بعض الساعات الجديدة إلى المتحف. وفي ظل هذه المدة تم ترميم الساعات واحدة فواحدة، وأُعيد فتح المتحف للزيارة عام 2010م.
يستأثر المتحف بعرض إحدى وسبعين ساعة، من بينهم الآلات الأوتوماتيكية الموسيقية لصانع الساعات الإنجليزي الشهير «جورج بريور»، وساعات الحائط الفرنسية المغطاة بماء الذهب، والساعات الموسيقية الأوتوماتيكية والنصف أوتوماتيكية، والساعة رقم 9 التي كانت من آخر مجموعة ساعات صنعها أحمد أفلاك دهدة، ومجموعة الساعات الألية لصانعيها المولويين «محمد شكري» و«محمد محسن», والساعة الفلكية العظيمة للسيد «سليمان لذيذ»، والساعة العشرية لعثمان نوري، والعديد من مجموعات الساعات الألية وأخرى عالمية.
راجع موقع المتحف بالنسبة إلى القصر من خلال مخطط القصر المبين أعلاه الشكل رقم 11.

### مبنى المفروشات القديم
مبنى المفروشات هو المبنى الذي شيد للإدارة التي تهتم بالمعاملات الخاصة بمصاريف السلطان، ومصاريف «الخانة دانِ آلِ عثمان» أي (عائلة السلطان كاملة ونساء وأبناء السلطان السابق)، والعاملين بالقصر. تبلغ مساحة مبنى المفروشات حوالي 900 مترا مربعا تقريبا، ويتشكل المبنى من طابقين. ويستخدم هذا البناء حاليا كمركز ثقافي للفن والعلم والمعرفة فيما يختص بوزارة القصور الوطنية. 

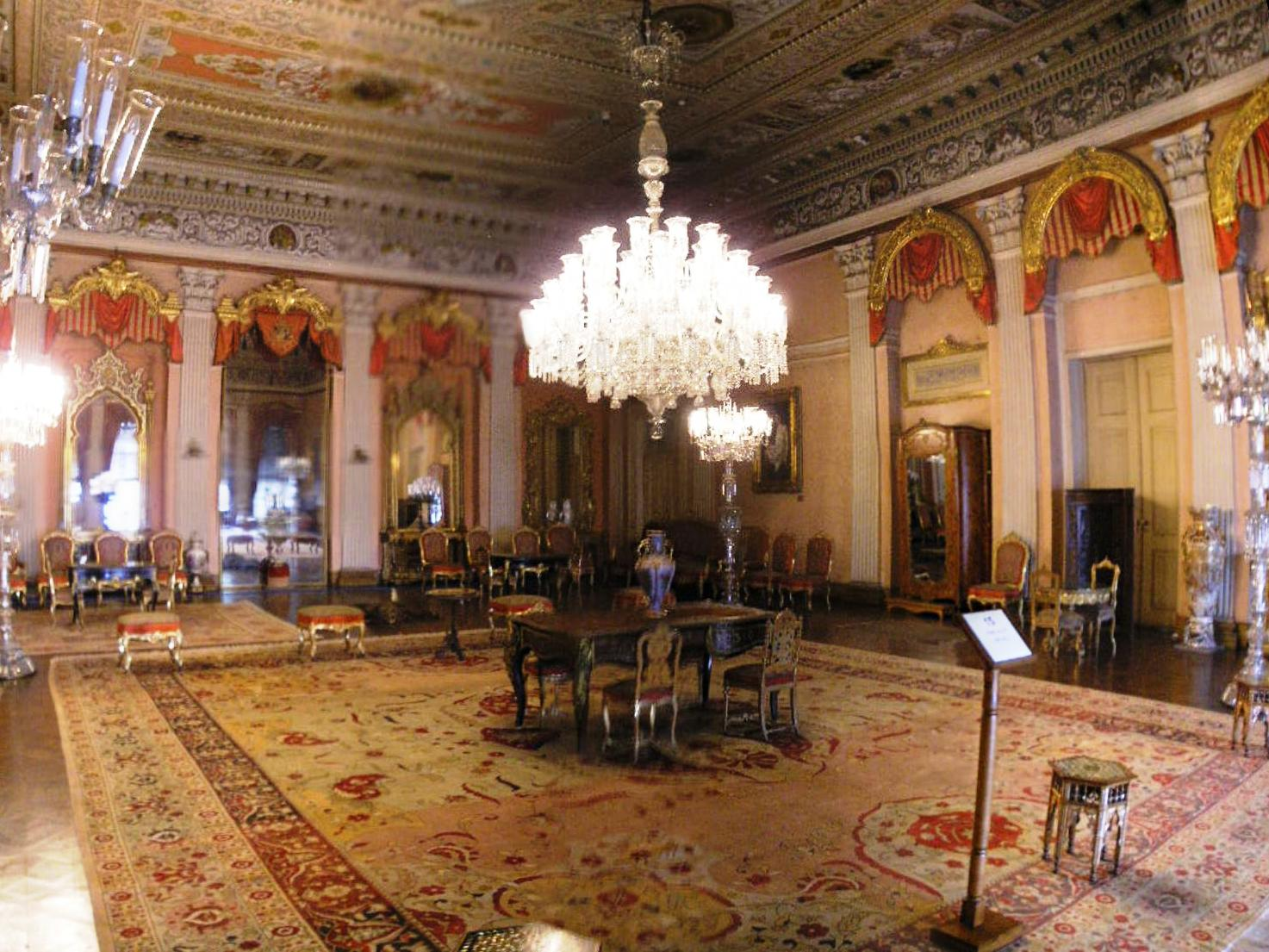
البهو الوردي بحرملك قصر طولمة باغجة

### قصر الحرملك

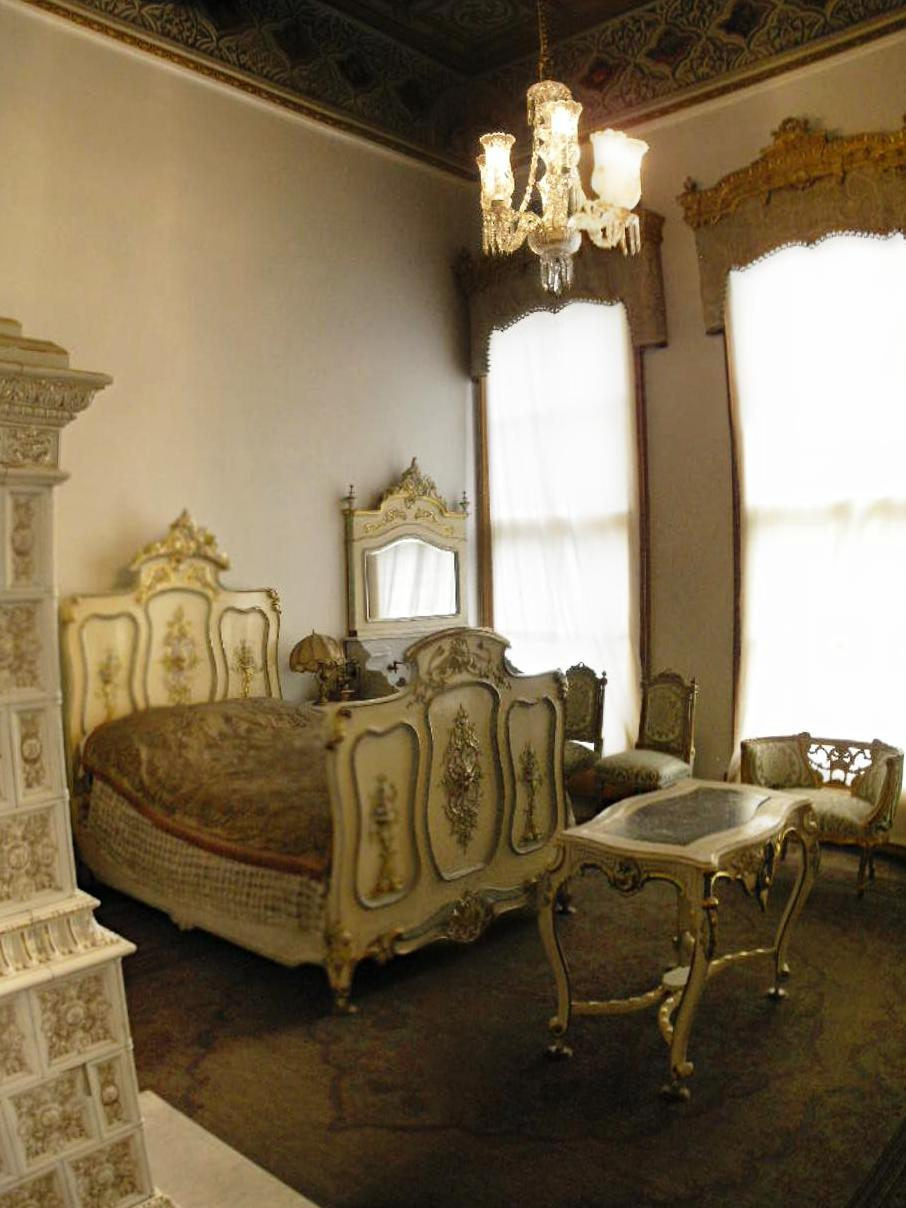
مخدع السلطانة الأم بالجناح المخصص لها بالحرملك

يشتهر قصر الحرملك في الدولة العثمانية باسم حرمِ هومايون، ويعرف بأنه القصر الذي يعيش به زوجات السلطان ومستولداته وحريمه وجواريه والسلطانة الأم. يصله دهليز ببهو المعايدة. وهو على شكل حرف "L" يمتد على الساحل كبناء عمودي متوازي. وله تصميمُ بناءٍ قائم بذاته وهو من المباني التي تجمع كل شيء بداخلها. أدى عدم تصريحهم بأي شيء خارج الحرملك عن الحياة الخاصة به وكذا عدم التصريح بالتعداد السري للحرملك إلى أن تشَكْل أكثر أجزاء قصر طولمة باغجة غموضا من حيث تخطيط خريطة العمارة الداخلية للقصر وانعكاس ذلك على البناء. فالمذكرات التي كتبت عن الحرملك دونت فيما بعد.

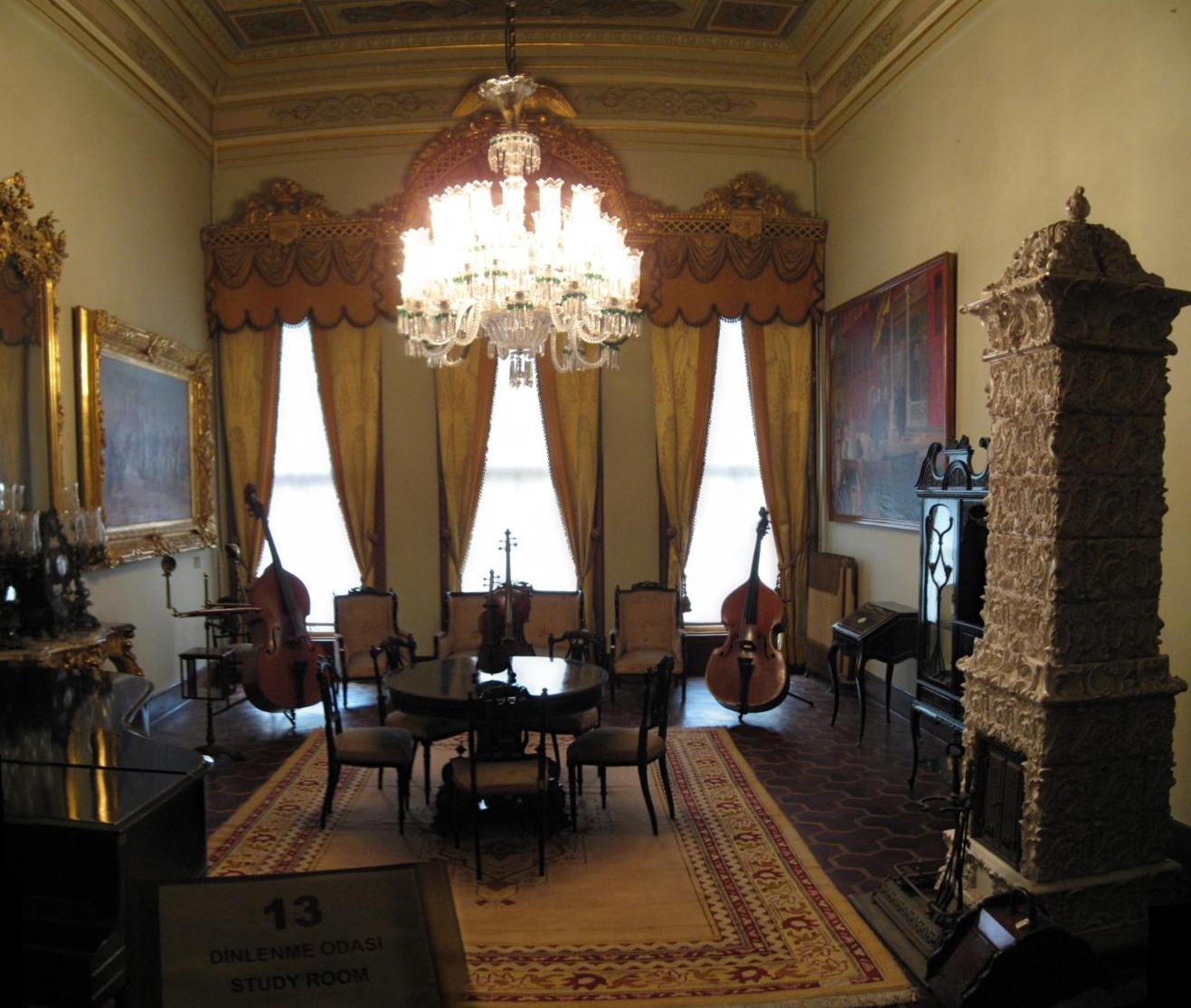
غرفة الموسيقى بالطابق العلوي بمدرسة الحرملك

يعد الحرملك من الأماكن التي لها قدسية خاصة في قصر طولمة باغجة وباقي القصور العثمانية حيث يحرم على الأغراب والمحليين دخولها. ولهذا الوضع أسباب عديدة منها أن نساء القصر كن مسلمات ومحجبات ولايرتدين الحجاب سوى حين يكُنَّ خارج القصر، وكذا لإبعاد الرجال عنهن، وذلك لتأثر السلاطين العثمانيين بالدين الإسلامي. وقلما يتم دعوة من يعيشون بالحرملك لمناسبة خارج القصر. فالحرملك هو المدينة المحرمة التي تنفصل عن العالم الخارجي.
ونجد جناح السلطانة الأم والجواري المميزات والهوانم بقصر طولمة باغجة جنبا إلى جنب. بجناح السلطانة الأم هناك ردهة للطعام، وغرفة للضيوف، وغرفة نوم، ودورة مياه، وغرفة مؤونة، ومطبخ. وتقوم رئيسة الخدم التي يتم اختيارها من بين سيدات مشهودٍ لهن بالإخلاص والأمانة، بمباشرة أعمال السلطانة الأم خارج القصر. وهناك مدرسة لتعليم النساء بحرملك قصر طولمة باغجة. هذه المدرسة عبارة عن جناح كبير، تعكس المقارئ فيها، والأماكن ذات الشبيكة، واللغات الأجنبية التي تم تدريسها، العلوم المعاصرة بالإضافة إلى الطاولات؛ روح تطور التعليم الديني التقليدي. وتظهر غرفة الموسيقى بالطابق العلوي مدى ولوج التأثير الغربي للقرن التاسع عشر على القصر من خلال تعليم الموسيقى على أرفع مستويات الذوق العام.

### القصر الزجاجي

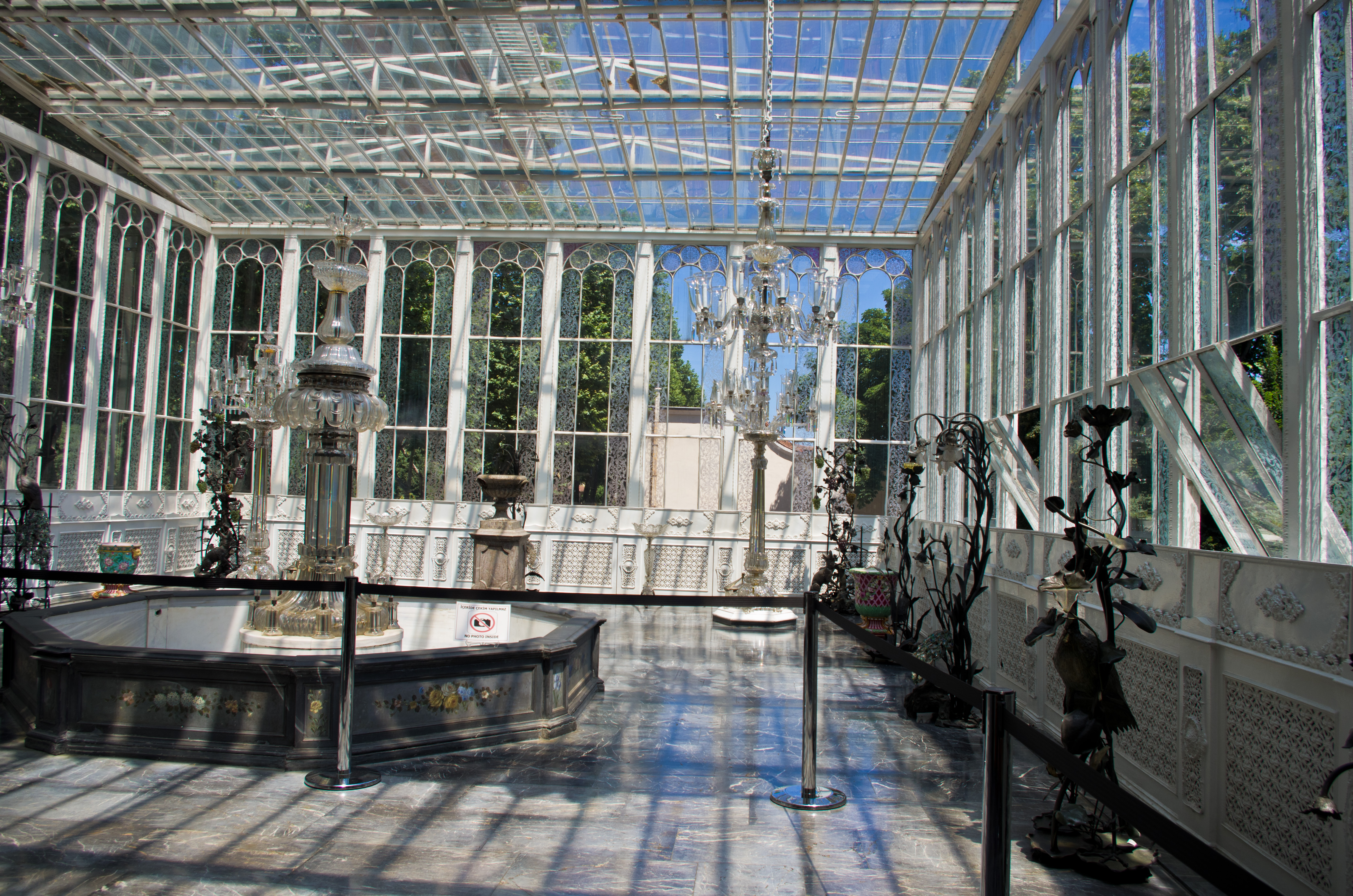
النافورة التي تتوسطها الفسقية الكرستال الموجودة بالدفيئة التي تربط بين بهوي القصر الزجاجي

إذا أمكن القول إن لقصر طولمة باغجة نافذة انفتحت على العالم، فلن تكون سوى القصر الزجاجي. ويمكن أن نصف هذا المكان بأنه جوهرة لسلسلة القصور العثمانية التقليدية بقصر طولمة باغجة، يتكون هذا القصر من بهوين يربطهما ممر ودفيئة لا يحفها سوى الزجاج. يختلف هذا القصر عن القصور الأخرى، كما يختلف عن المباني الأخرى بطولمة باغجة سواء من حيث موقعه بالنسبة لخريطة قصر طولمة باغجة، أو من حيث تزيينه بالزجاج. وهناك نافورة تتوسطها فسقية كربستال في القسم الأوسط الذي يشمل الدفيئة التي أطلق على القصر هذا الاسم بسبها. ويتم افتتاح معرض بين الحين والآخر بالدهليز الذي يربط القصر الزجاجي بالمبنى الرئيسي.

### منزل الطير (مبنى القوشلُق)
يُعد منزل الطير المُشيد بقصر طولمة باغجة أحد أعظم النماذج لمنازل الطير المشييدة بالقصور العثمانية لغاية هذا العصر. ويُمَثِل مع «قاعة الفن» جزءاً ممتعاً ومختلفا بقصر طولمة باغجة. يتكون منزل الطير من الأقفاص والمجاثم التي يُربى الآف الطيور بداخلها، وكذا مستشفى للطيور، وبرجاً، وحديقةً للمنزل. ويحتل منزل الطير مكانة من بين مباني القصر كموضع للاستمتاع ومركزٍ للنشر والدراسة والبحث في كل ما يتعلق بالطيور.

### مباني الحركة
شُيدت مباني الحركة كمحل لإقامة الأمراء الذين وصلوا إلى سن يجب أن يخصص لهم جناح خاصٌّ لإقامتهم. ويطلق اسم قصر الأمراء على المبنيين الذين شيدهما المهندس المعماري «سركيز باليان» عام 1894م لولي العهد الأمير رشاد، وولي العهد الأمير كمال الدين؛ في جزءٍ من حديقة «قصر ولي العهد» المطلة على الجانب البري، يحفهما جدران غير مرتفعة. وكلا القصرين محاكاة للقصور الجبلية بفرنسا وسويسرا، وواجهاتها، وكذلك هيكلها المحطم.

### قصر ولي العهد
يعيش بقصر ولي العهد بطولمة باغجة سراي ولي العهد وحاشيته. وولي العهد هو الأمير الذي يعين وريثًا للعرش بمقتضى فرمان عثماني، ويصبح سلطانا بعد وفاة السلطان الحالي أو مرضه أو تنازله عن العرش أو خلعه أو إقصائه عن الحكم. يبدو هذا القصر وكأنه امتداد للمبنى الرئيسي، ولكنه مبنى مستقل عن باقية المباني. يجمع قصر ولي العهد خصائص لعصور معمارية مختلفة حيث استغرق إنشاؤه فترة طويلة. يحمل القسم الأول من القصر، الخصائص المعمارية والزخرفية المميزة لعصر السلطان عبد المجيد الأول. وازدان القسم الثاني الذي تمت إضافته في عهد السلطان عبد العزيز بعناصر الطراز الإمبراطوري والباروكي الأبهى والأكثر زخرفة متداخلة مع بعضها البعض. ولقصر ولي العهد تخطيطٌ معماريٌّ بنفس صفات المبنى الرئيسي ولكن في إطار صغير. يتكون القصر من جناح السلاملك، وجناح الحرملك، وجناح المابين. وهو بناء مصمم من بدروم يعلوه طابقين. وبأمر أصدره أتاتورك عام 1937م، جُرد القصر من خاصية القصر المفروش، وأُعيدت ملكية القصر إلى متحف الرسم والنحت بتركيا بناءً على طلب صدرَ عن مركز فعالية الثقافة والفن.

### قصر المصاحبان
قصر المصاحبان هو مبنى ذو حديقة خاصة، له واجهة تطل على البحر، تخطيطه على شكل مستطيل، وهو من مجموعة المبنى الرئيسي، يمتد على ساحل البحر نحو بشكطاش. وهو مبنى بسيط مشيد للأشخاص القائمين على خدمة السلطان العثماني وهم من يطلق عليهم لقب «المصاحب». والمصاحب في الدولة العثمانية هو من يُختار من بين أرباب العلم والفن لتسلية السلطان بحُسن الحديث.

### المطبخ الأميري
المطبخ الأميري هو مطبخ القصر العثماني. يتكون المطبخ الأميري من مطابخ القصر والمبنى الأخير للمجموعة الثالثة التي تقع تجاه الجدران المرتفعة. تم إلحاق المطبخ الأميري ضمن ممتلكات المؤسسة التي بنتها فعالية الثقافة والفن التي تعرف باسم مركز ثقافة طولمة باغجة. ينقسم المطبخ الأميري من قسمين المطبخ الكبير والمطبخ الصغير. بالمطبخ الكبير يتم إعداد الطعام للقائمين بالقصر، وسفرات يوم الديوان، والحفلات. وبهذا المطبخ يجهز الطعام ليكفي ما يقرب من أربعة وخمسين ألف شخص. وهناك أقسام داخل المطبخ مثل مطبخ السلطانة الأم، ومطبخ رئيس أغوات الحرملك، ومطبخ رئيس البوابات، ومطبخ رئيس بيت المؤن. أما المطبخ الصغير، فهو المكان الذي يُطهى به طعام خاص للسلطان. يقدم المطبخ الأميري الطعام للعشرة أو خمسة عشر ألف جندي في الأيام التي توزع فيها الرواتب الشهرية، ذلك غير الأطعمة التي تقدم كل يوم كالمعتاد. يجهز المطبخ في الليلة الخامسة عشر من شهر رمضان البقلاوة لعشرة آلاف جندي، أما في يوم انعقاد الديوان فيُجهّز ستمائة ألف صحن شوربة وأرز وحلوى الزردة وهناك قسم في المطبخ الأميري يطلق عليه قسم الحلويات. وتصنع به جميع أنواع الحلوى، والمربى، والعصائر، والعجائن، والصابون ذو الرائحة. تختلف مراتب الطهاة في المطبخ الأميري وفقًا لأنواع الطعام الذي يطهوه للسلطان والسلطانة الأم والأمراء والشعراء، ووفقاً لمسؤولياتهم بالمطبخ؛ ومن بينهم: رئيس الطباخين، ورئيس الموقد، ورئيس طهاة الكباب، والحلواني، وطباخ العجائن، وطاهي الأرز، وطاهي السمك. ويطلق على المسؤول عن مراقبة أعمال المطبخ، اسم «أمين المطبخ الأميري». وكانت رتبته بالمطبخ «الحاججان». وهو المسؤول عن محاسبة رؤساء الأقسام بالمطبخ، ومن يمسك دفاتر المصاريف ودفاتر الحضور، وهوالمسؤول عن تأمين احتياجات المطبخ. ويساعده كاتب المطبخ الأميري، ومسؤول بيت المؤن، والجاشنجر وأغنياء المطبخ.

### مبنى جنود الفأس

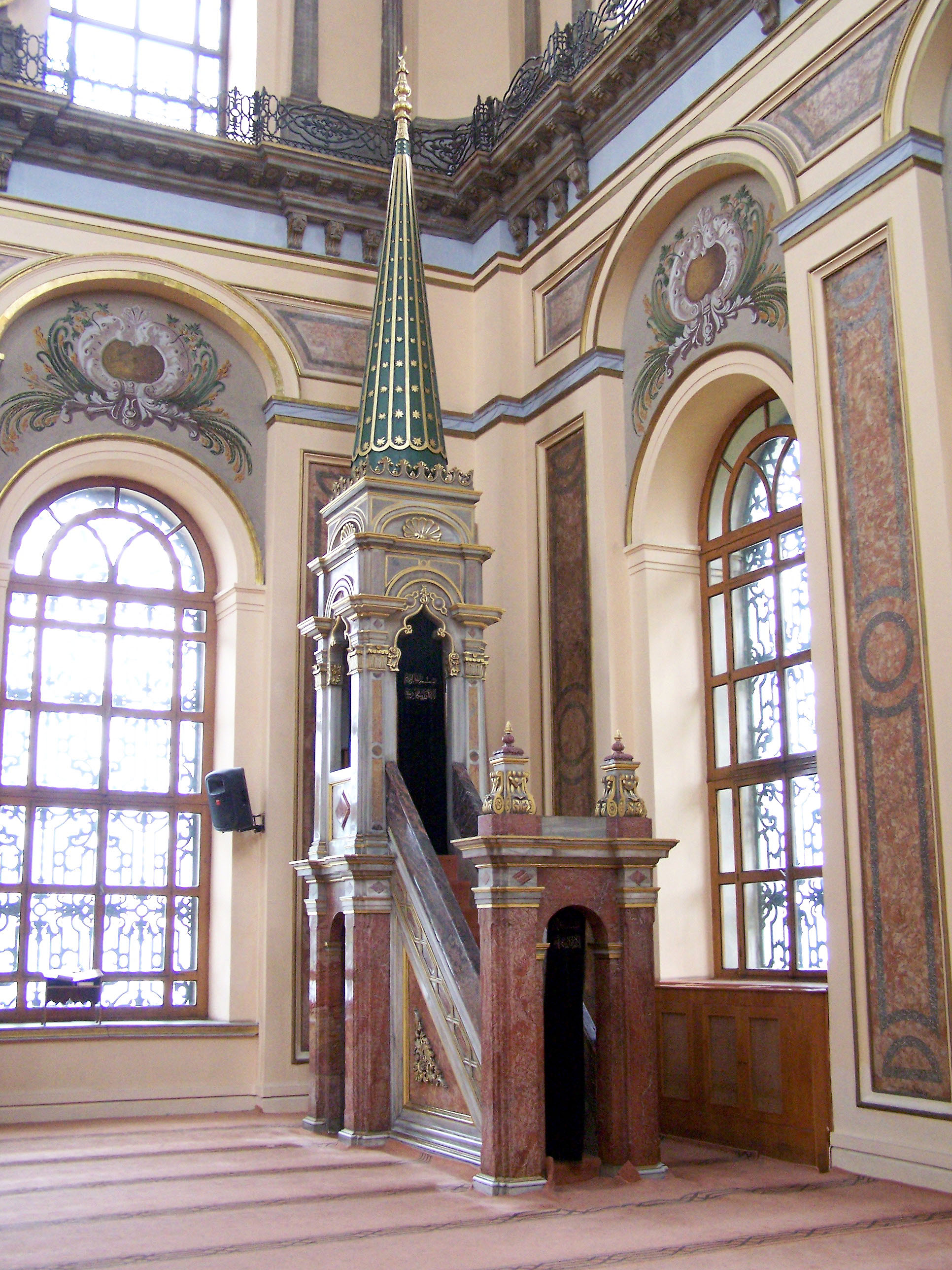
منبر جامع طولمة باغجة

هو المبنى المشيد على الطريق ملاصقا لمبنى الخاصكية جوار بشكطاش والقصر، وهو المبنى المخصص لإقامة جنود الفأس المسؤولين عن حماية القصر وتأمينِه. يتكون هذا المبنى من ثلاثة طوابق، وهو مشيد على الطراز الإمبراطوري، ونوافذه مصنوعة من الحجر الرملي. يستخدم هذا البناء اليوم «الكونسولفتوار الدولي» بجامعة المهندس المعماري سنان للفنون الجميلة.

### مبنى الخاصكية والعبيد
هو المبنى المشيد خلف قصر المصاحبان. يتكون هذا المبنى من طابقين. ويستخدم كمقرٍّ لسكن الخاصكية الذين يعملون بقصر الحرملك. لهذا البناء صحن داخلي كبير، ونوافذ مستطيلة، وله معمار بسيط وخطوط مستوية.

### جامع الوالدة سلطان

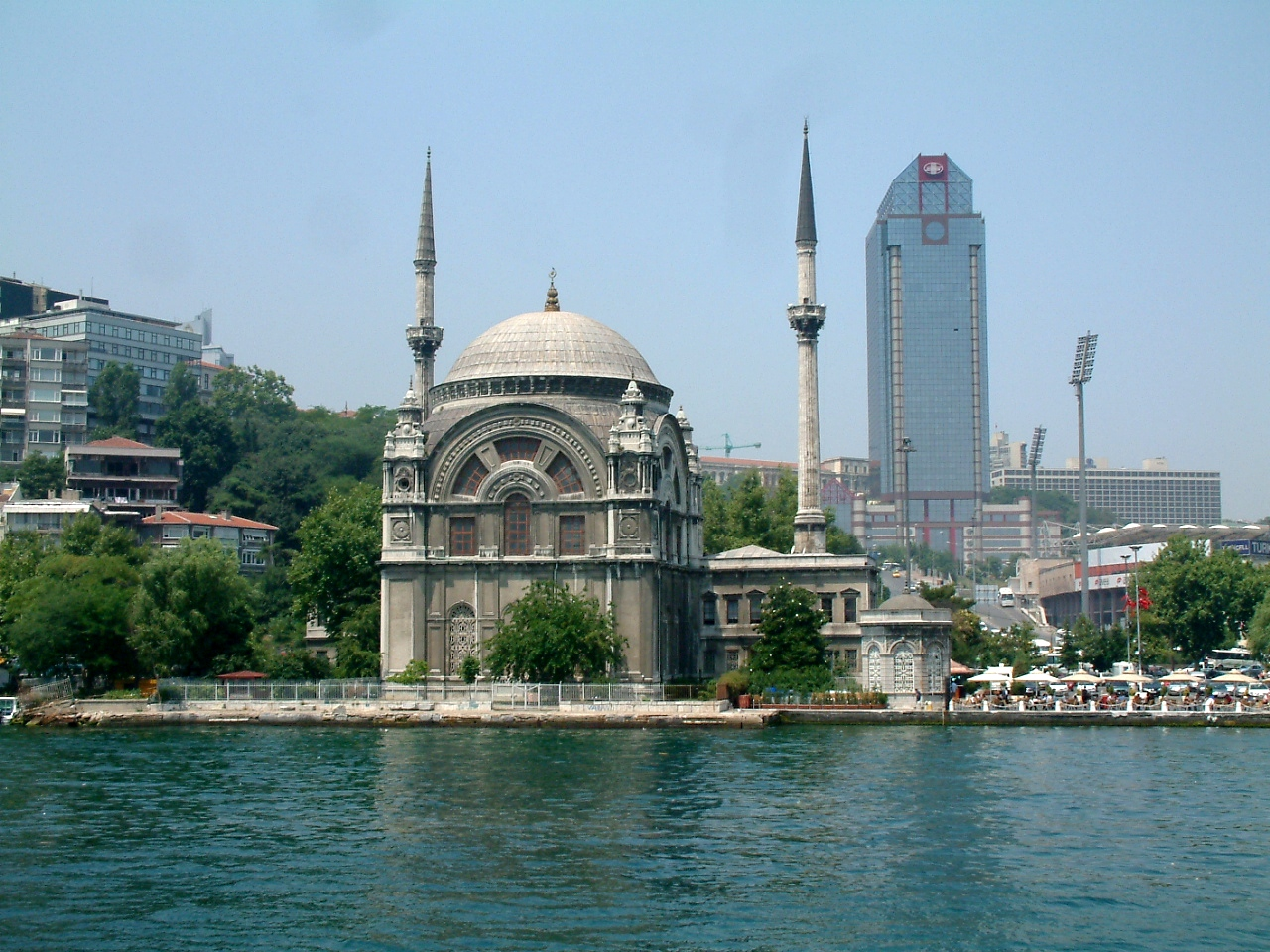
جامع الوالدة سلطان بواجهته الخارجية المطلة على ساحل البحر

يقع جامع الوالدة سلطان (السلطانة الأم) جنوب قصر طولمة باغجة، ويحتل موقعا على ساحل البحر. شُيد الجامع بأكمله أمام بوابة الصحن المجاور لبرج الساعة. يشتهر جامع الوالدة سلطان باسم جامع طولمة باغجة، أما اسمه الأصلي فهو جامع الوالدة سلطان (السلطانة الأم) «بزمِ عالم» شُرع في بناء جامع الوالدة سلطان بأمر من السلطانة الأم «بزمِ عالم» والدة السلطان عبد المجيد الأول، واكتمل بناؤه تحت إشراف السلطان عبد المجيد بعد وفاة والدته عام 1853م. استغرق استكمال بنائه عامين، وافتتح للعبادة في احتفالية يوم الجمعة الثالث والعشرين من مارس عام 1855م. 

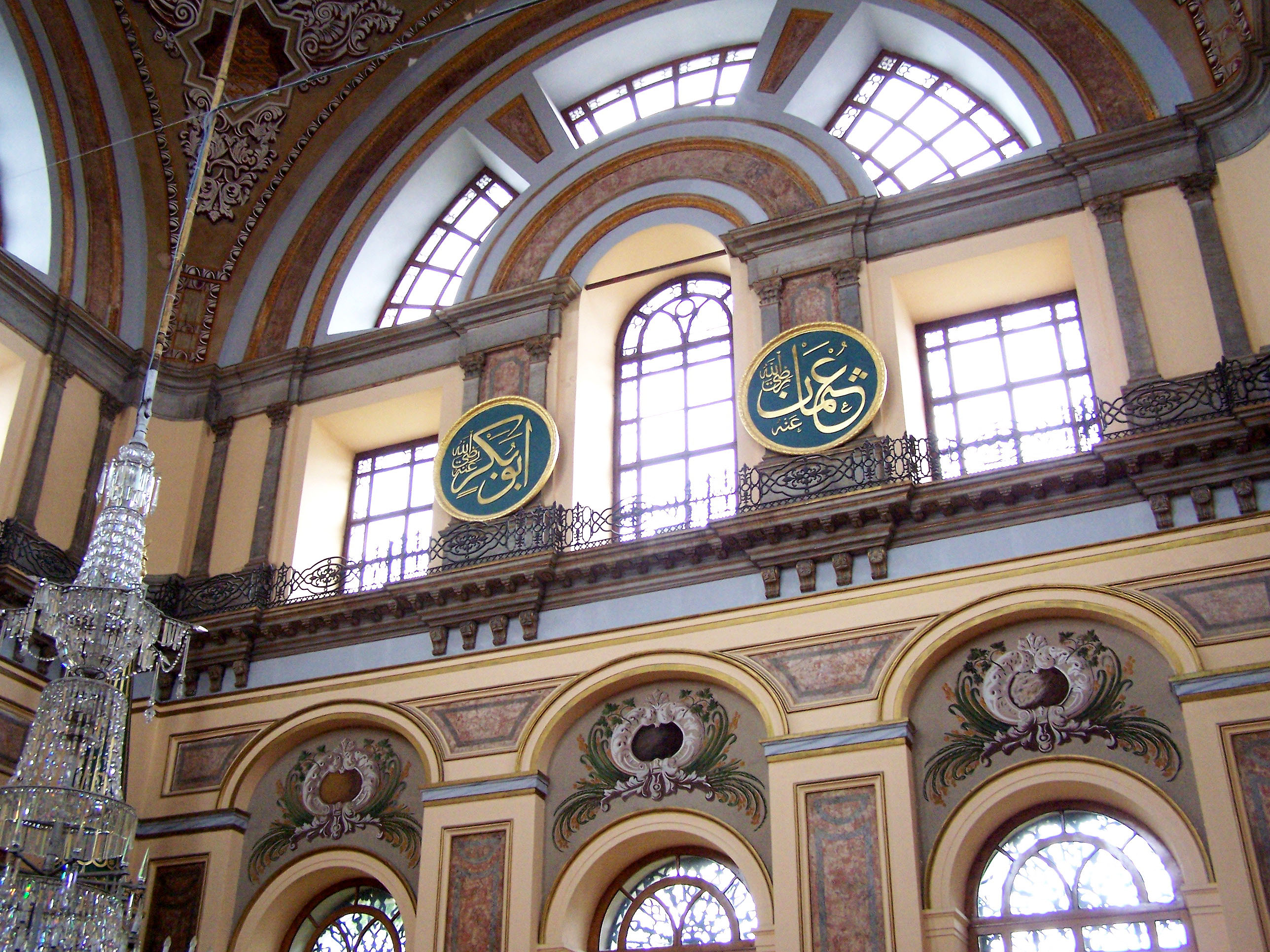
جامع طولمة باغجة من الواجهة الداخلية

 ويلاحظ أنه لاستكمال بناء الجامع تم سحب دعمٍ مادي بضعَ مراتٍ وأحيانا على نحو شهري من «الخزينة الخاصة»، ومن خزينة «المالية». تولى بناء جامع طولمة باغجة المهندس المعماري «نيجوغوس باليان» في حقبة انتشر فيها التأثر بالتيارات الغربية بشكل صورَه في العمارة العثمانية للقرن التاسع عشر. ساد في هذه الحقبة مفهوم تأويلٍ مثيرٌ للاهتمام حول نتيجة المزج بين الذوق المعماري والتراكم الفني والحضاري للطرز المعمارية كالطراز الباوكي والإمبراطوري وطراز الروكوكو. ومن هذا المنطلق فإن جامع طولمة باغجة هو النموذج المثالي الذي يعكس المقاربة العامة والذوق الفني للحقبة التي ينتمي إليها الجامع. وهناك كتابة منظومة بأربعة أبيات شعرية على بوابة هذا الصحن الموجود ناحية برج الساعة والذي تحيطه الجدران ذات الأربعة بوابات. تزدان تلك الكتابة المدونة بخط الثلث الجلي، بخيزرنات منقوشة على الطراز الغربي.
شُيد المسجد على شكل مربع، له مئذنتين، وقبة كبيرة. ويبدو على هذا البناء الذي يحمل قبته أربعة قناطر، أنه على شكل منشور هندسي مطور على شاكلة مكان ضيق المتسع، وارتفاعه شديد العلو. ولكل من مئذنتي المسجد شرفةٌ خاصةٌ بها، وتلفت المئذنتان الانتباهَ بطولهما وببدنهما المجوف. تزدان المساحة الموجودة تحت شرفتيهما بالخيزرنات. هنالك قصر للسلطان أمام المسجد، ترتفع هاتان المئذنتان الدقيقتان عليه، تزين العناصر الأوروبية الواجهة الداخلية للمسجد، وتهيمن على الأعمال الكتابية الزيتية، والنقوش، والمحراب، والمنبر. ومع أن المسجد بنقوشه يعدُّ تحفةً من حيث الشكل، إلا أنه يوصف بالانحطاط من حيث الجودة المعمارية وموادِّها.

## خصائص القصر

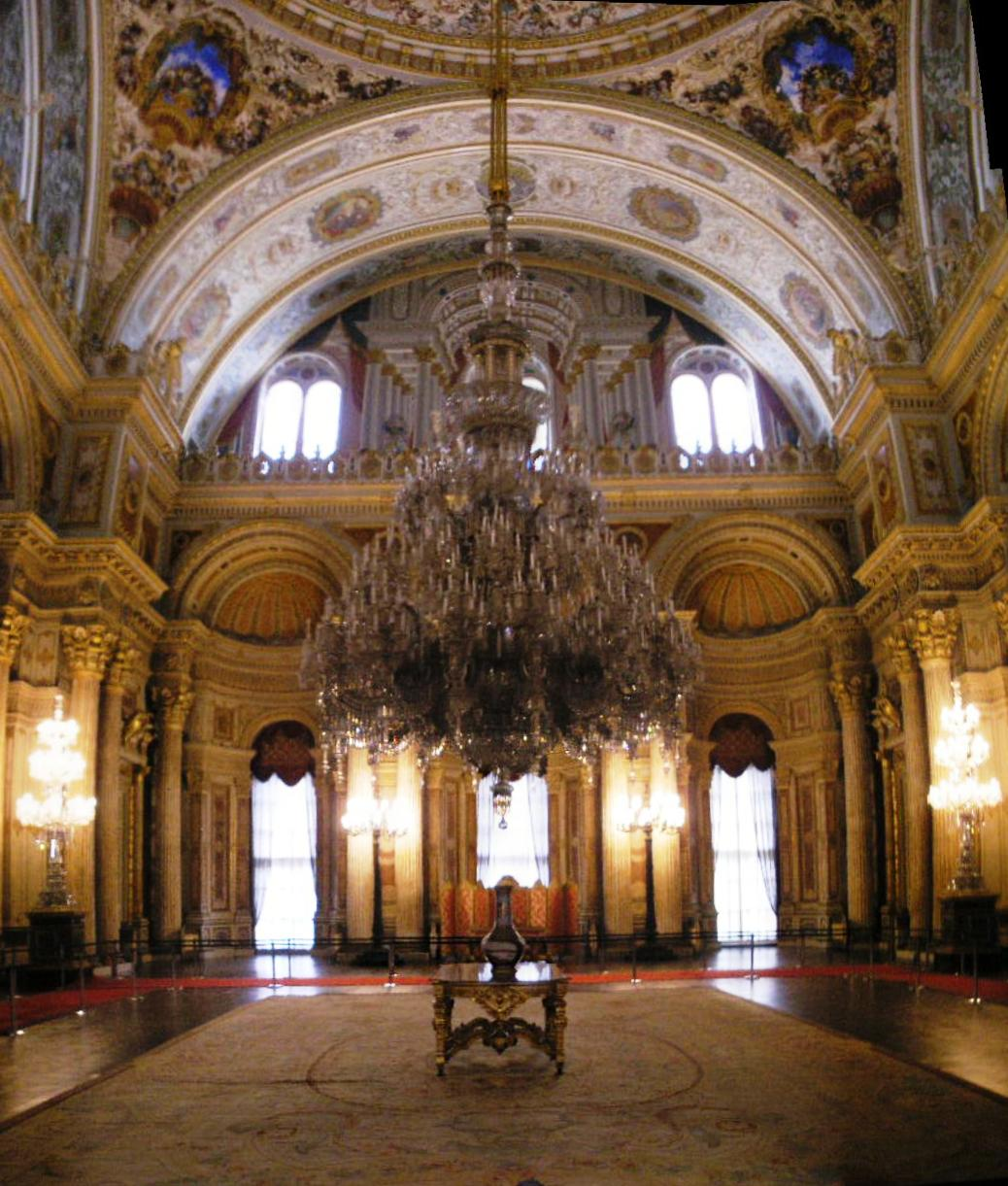
جناح المابين

كان قصر طولمة باغجة ذو الواجهة الشرقية باعتبار تشكلها من حدائق تحفها أسوار عالية، ووحدات متباعدة تقابلها واجهة غربية تطل على البحر؛ مشيدا على حافة ميناء بحري رخامي بطول 600م. يبلغ طول القصر من جناح المابين (متحف «رسم هيكل» حاليا) حتى جناح ولي العهد حوالي 284م. في منتصف هذه المسافة يوجد جناح المابين الذي يلفت النظر بارتفاعه. لقصر طولمة باغجة ثلاثة طوابق ومخطط متناسق، وبه 285 حجرة و43 صالوناً. بُنيت أسس القصر من جذوع شجر الكستناء. ولواجهة الميناء المطلة على البحر بوابتان أثريتان شديدتا الزخرفة. وسط تلك السرايا الساحلية التي تحفها الأشجار المقلمة والأخاذة، يحتل صالون الاحتفالات والبالو أكثر أجزاء السريا ارتفاعاً ومكانة بين أقسامها.
ويجذب بَهْوُ الاستقبال ذو الستة والخمسين عموداً اهتمام الزوار بثرياته الكريستال الرائعة التي تُضاء ب750 شمعة، والتي صُنعت في إنجلترا وتزن 750طناً. 

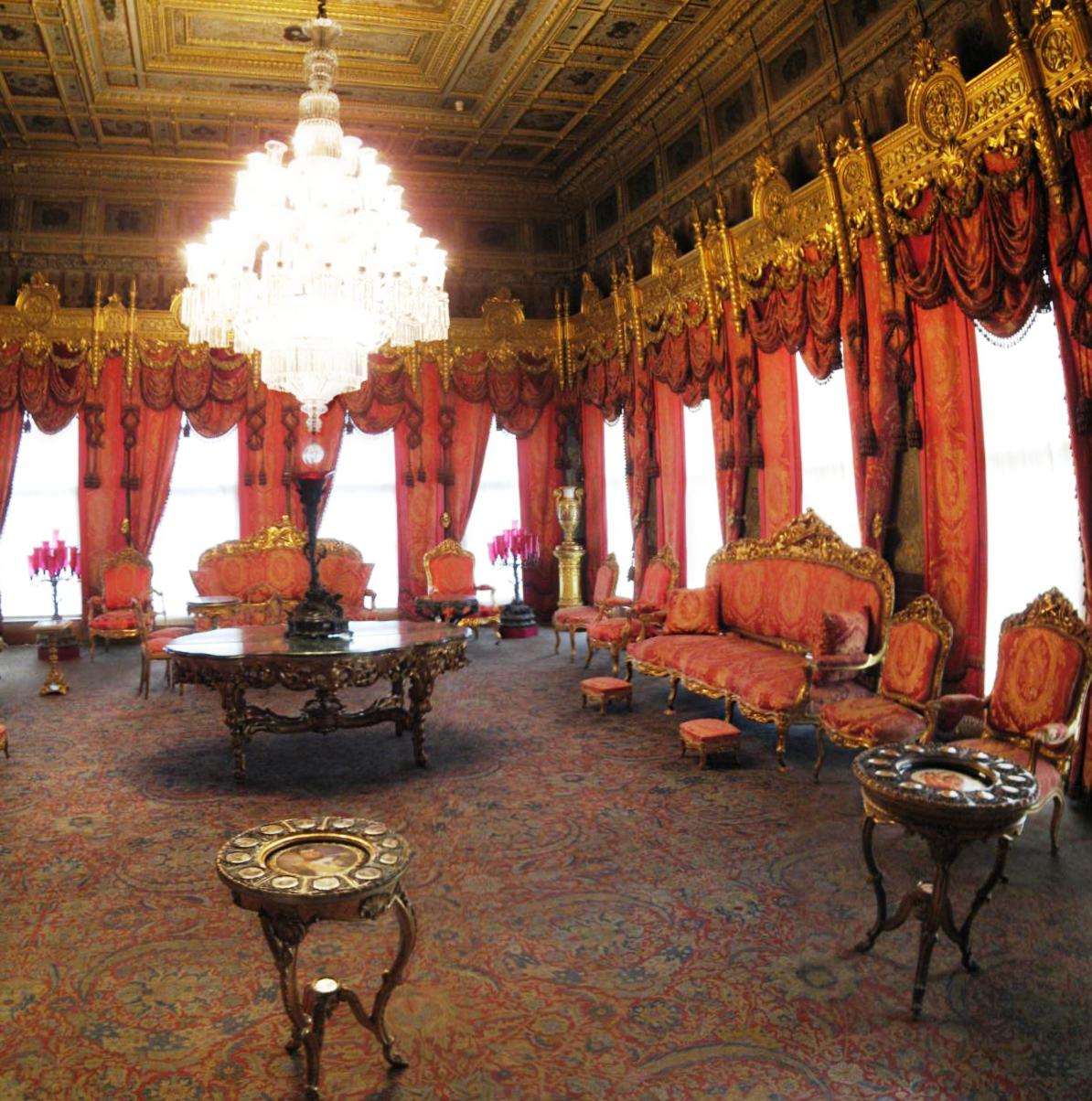
جزء من بهو الاستقبال

 يستخدم الجناح المقابل لبهو الاحتفالات وبهو مقابلات واستقبالات السلطان القائم بمدخل القصر، كجناح للحريم. ولا زالت تحتفظ زخارف المبنى الداخلية وأثاثه وبُسُطه الحرير وستائره وغير ذلك من متعلقات القصر، بجمالها القديم دون أن يمسها أي خلل. فقصر طولمة باغجة به من الثراء والعظمة ما لم يكن لقصر قط. تمت زخرفة الجدران والسقوف بلوحات لفناني العصر الأوروبيين، كما تم تطعيمها بالذهب الذي يزن أطنانا. وكل المتعلقات في الغرف والأبهاء الهامة، لها نفس درجة اللون. وكل الأرضيات مختلفة عن بعضها ومغطاة بالباركيه ذي الأخشاب شديدة الزخرفة.وسجاد الحرير والصوف لمصنع هركة الشهير، أجمل آثار الفن التركي، مبسوط على بعض الأرضيات. تزين الأعمال اليدوية الزخرفية النادرة لأوروبا والشرق الأوسط أرجاء القصر. وبكثير من غرف القصر ثرياتُ الكريستال والقناديل والمدافئ. وأكبر بهو للحفلات الراقصة بين قصور العالم يوجد في قصر طولمة باغجة. وهناك ثريا كريستالية أصلية ضخمة تزن 4.5 طن معلقة في قبة يصل ارتفاعها إلى 36م. وفي الاجتماعات السياسية الهامة كانت تتم تدفئة ذلك البهو القائم للحفلات الراقصة والمعايدة بنظام يشبه نظام الفرن معدٍ تحت الطوابق. ودخل نظام التدفئة المركزية ونظام الكهرباء على القصر في عهد محمد رشاد فيما بين أعوام 1910:1912م.

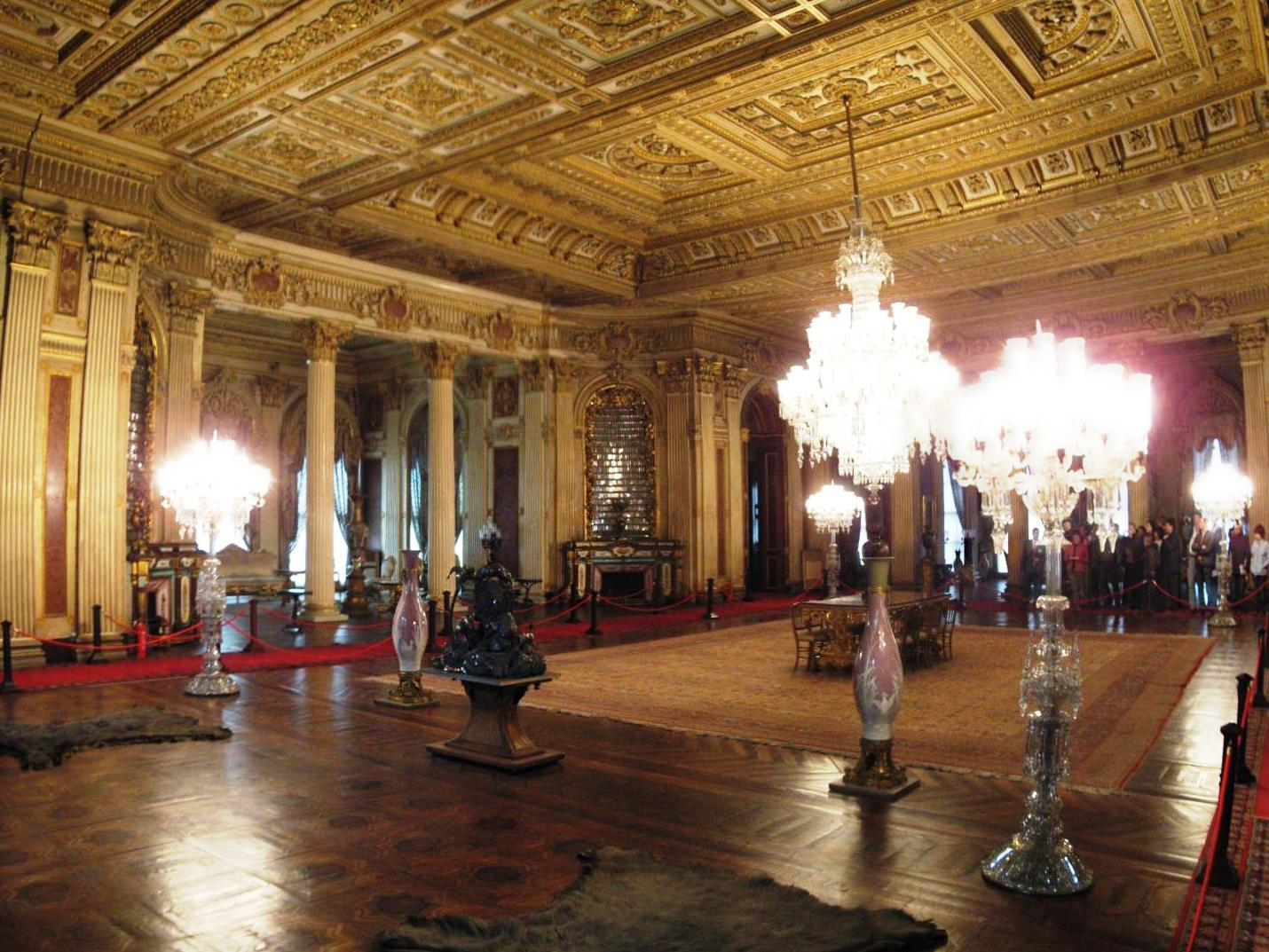
مدخل قاعة الإستقبال

 وزين جزء في جناح السلاملك من المرحاض السادس برخام الأبستر المنقوش. تننقسم الأروقة العلوية للبهو الكبير إلى أجواق موسيقية والقسم الدبلوماسي. وفي جناح الحرملك الذي تم توصيله بالممر الكبير، أقسام مثل: غرفة نوم السلطان، وجناح السلطانة الأم، وجناح الخدم والنساء الأخريات. وقد خُصص جناح الملحق الشمالي للقصر لولي العهد. وفي يومنا هذا يوظف البناء القائم مدخله بحي البشيكطاش كمتحف للوحات الزيتية والتماثيل. أما من الجانب الخارجي لحرملك القصر يوجد مسرح القصر، والإسطبل الميري، المراكبية، ومخزن العطايا السنية، ومطبخ الكوشخانة (منزل الطير)، والصيدلية، ومحل الكيك، ومحل الحلوى، والفرن، ومصنع الدقيق، ودور بايلدم. 

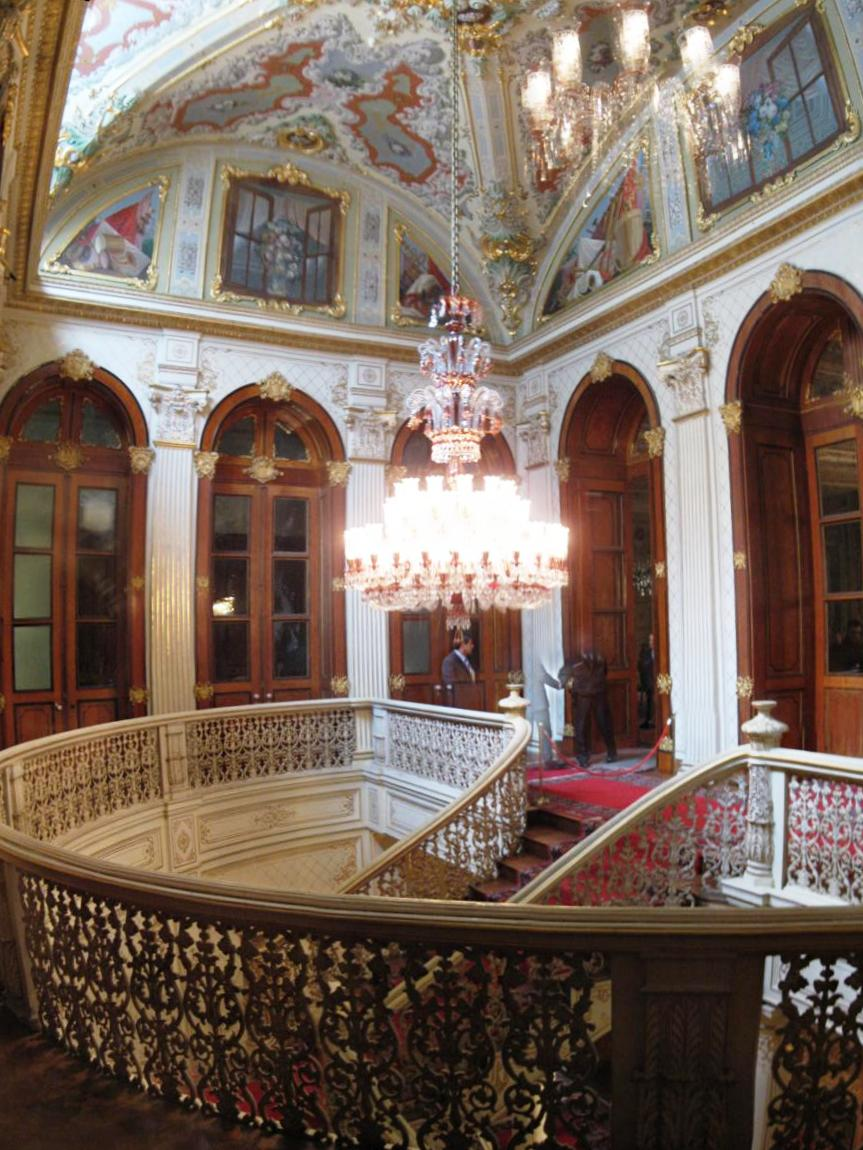
أحد الِدراج الخلفية للقصر

يشغل قصر طولمة باغجة ما يقرب من 250000 مترا مربعا. وقد شيد القصر كبناء حجري، غامرا البحر بكامل أحيازه، حَاشية أساسهِ (القواعد) من الطوب اللبن والخرسان المتين حتى إن سمكها ليتراوح ما بين 100 و 120سم مصبوبة في حمالات خشبية أفقية مقواة، مثبتة في هذه الأرض بخوازيق السنديان بقطرٍ يصل من 35 إلى 40 سم، وبحيز يصل من 40 إلى 45سم. وتتراوح أطوال هذه الخوازيق ما بين 700:2700م. أما الحمالات الأفقية الداعمة فهي على شكل مستطيل مساحته 20×25:20×30سم. وقد أُعدت أسس الحشوات الخرسانية على شكل لبِنات حجرية بخارج كتلة 100: 200م. وأُعيد استخدام قواعد الحاشيات الرئيسية للقصور القديمة المتهدمة معالجين إياها. ولإنها غاية في المتانة فلم يحدث لها يوما أيُّ تصدع أو شرخ. شُيدت الجدران الأساسية والخارجية للقصر من الحجر الخالص أما الجدران الداخلية فقد أُسست من الطوب اللبِن؛ وأُعدت الأثاثات، والسقوف، والسطوح من الخشب. واستُخدمت الإطارات الحديدية لتقوية أسوار القصر. وقد جُلبت الأحجار الخالصة من مدينة الخزندار وصفراكوي ومدينة شيلة وساري ير. وكُسيت جدران الهيكل المشيدة من الطوب اللبن المكسوة بالرخام الستوقي، بغطاء خشبي باستخدام ألواح مرمر السُماقي وأخشاب عالية الجودة. تم تصنيع خشب الشرف من ألواح السنديان، كما صُنِعت الأبواب من المُغني وخشب الجوز وألواح عالية الجودة. وجلبت كل من ألواح الصنوبر المصنوعة من الأغصان الرقيقة من رومنيا، وحمالات ودعامات السنديان من دميركويي وكيليوس، وألواح الأبواب والكسوة الخشبية والباركيه من أفريقيا وبلاد الهند.
وقد استخدم رخام المرمر في تفريش حمامات المباني المقبى التي تم تشييدها علي الطراز التركي، أما حمام السلطان فقد استخدم فيه جوهر الألابستر المصري. ورُكِب في النوافذ زجاج تم تصنيعه خصيصاً كي لا يمرر الأشعة فوق البفسيجية.كانت نقوش الجدران والسقوف ولا سيما في الأماكن التي يقصدها السلطان أفضل بكثير من نظيراتها في الأماكن الأخرى. تم توصيل مياه المطر والثلج المتجمعة على سطوح القصر بالشباكات المصرفية من خلال المزاريب والجداول. أسست هذه الشباكات بأنابيب وافية تضمن أن تصب المياه العادمة في البحر من أربع أماكن متباعدة معقمين إياها بمعالجات شتى.

## الزخارف المعمارية

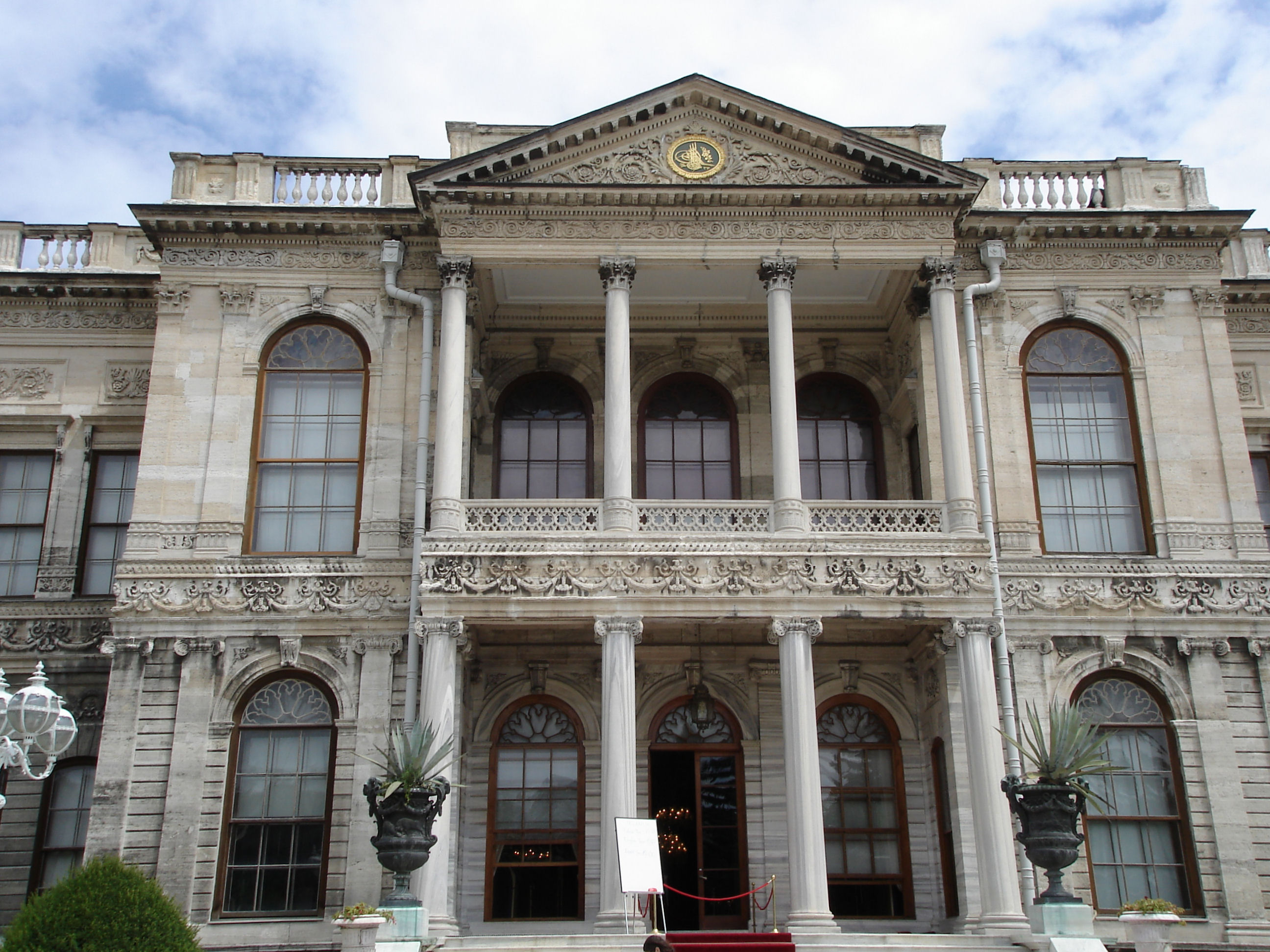
أحد الزخارف الخارجية لواجهة تجمع نقوشها بين الطراز الباروكي والرقوقو والطراز الإمبراطوري بقصر طولمه باغجه

تميزت زخرفة القصر الداخلية والخارجية باستخدام النقوش المقتبسة من العصور الفنية المتباينة للغرب ممزوجةً.

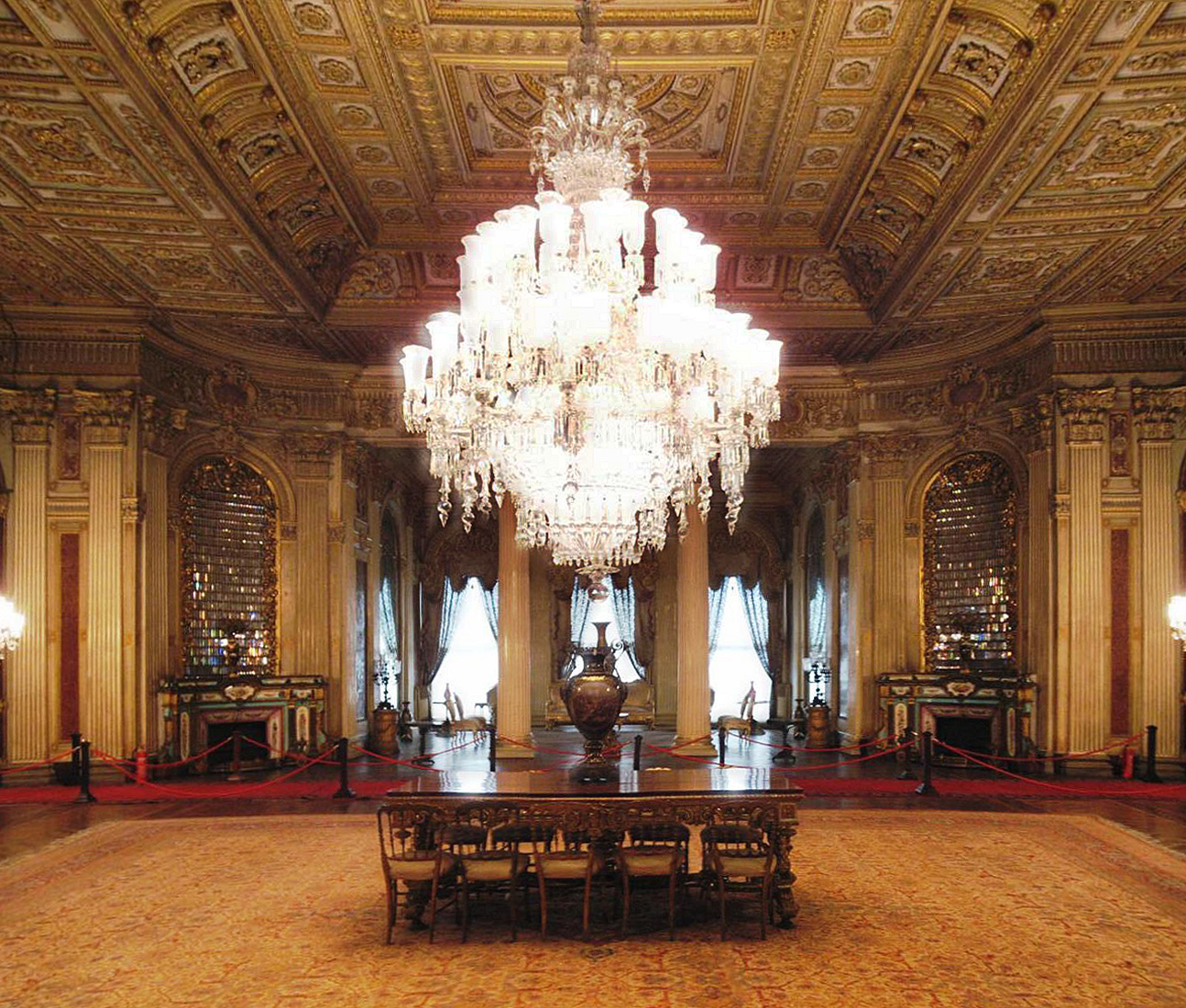
نقوش لسقف وجدران بهو الاستقبال، استعمل تراب الذهب لتذهيبهما وتبرز بهما السطوح ذات الأبعاد

 وقد استُخدمت نقوشٌ تجمع بين خصائص الطراز الباروكي والركوكو والطراز الإمبراطوري. كما استخدم في بناء القصر رخام به لون مُحاكٍ للأزرق تم استخراجه من جزر مرمرة، أما الزخارف الداخلية فقُدمت فيها أعمال بالرخام والجحارة القاسية ذات الجودة العالية مثل: حجر المرمر والبلور والسماقي. وفي التزيبن الداخلي كما هو الحال في الزخارف بالواجهات الخارجية، ساد مفهوم الغربلة (الاقتطاف). أعد نقوش الجدران والسقوف بالقصر فنانون إيطاليون وفرنسيون. استُعمل تراب الذهب كثيراً في التزيينات الداخلية. وعلى زخارف الجدران والسقوف التي رسمت عليها الصور الزيتية والجصية، بزرت السطوح ذات الأبعاد والتركيبات المعمارية التصويرية. وتم إثراء النقوش الداخلية للقصر بإضافة الملحقات على مر التاريخ. واكتسبت الأبهاء والغرف قيمةً خاصةً ولا سيما مع هدايا القادة ورجالات الدولة الأجانب. وقد عمل السلطان الأجنبي المدعو «ستشان»، على إثراء نقوش القصر وتوسيع ساحته. ويظهر نمط الحياة على الطراز التركي من خلال الوسائد والمراتب والشِلات التي تُرى في غرف القصر وعلى مقاعده إلى جانب الأثاث المصنوع على الطراز الأوروبي (الريجنجة، ولويس الخامس عشر، ولويس السادس عشر، والفيياناسونت) والمصنوع على الطراز التركي.

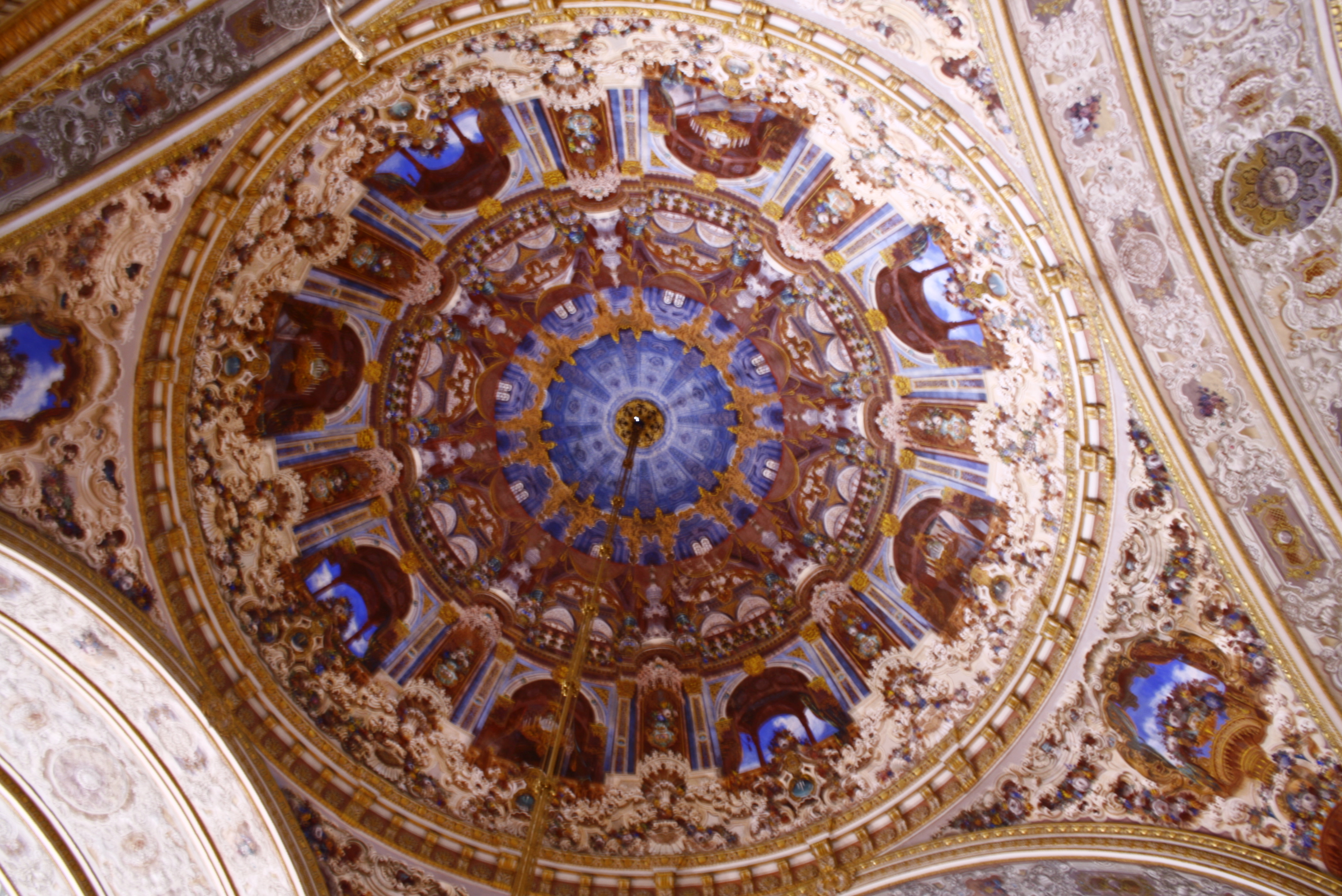
نقش بسقف جناح المابين مذهب ومرسوم بالصور الزيتية والجصية أعده فنانون فِرنسيون وإيطاليون

 أُعلن في وثائق بتاريخ 1857م، أنَّ «ستشان» مُنح وساما تكليلا لنجاحه وفُرِض على الدولة العثمانية أن تدفع له حق ما قدم بالقصر وهو ما يقدر بثلاثة مليون فرنك. كانت جل أقمشة الفرش والستائر محلية، بل وتم تصنيعها بمصانع النسيج الخاصة بالقصر. ووفقاً لأرضيات القصر المصنوعة من الباركيه (والتي تقدر مساحتها 4500 متراً مربعاً تقريباً) تم تزيين مائة وواحد وأربعين سجادة، ومائة وخمسة عشر بساطا. صُنع جزء كبير من السجاد على أنوال مصانع «الهركة» التركية. يبلغ حاصل جمع ثريات البوهاميا والبقرى وثريات البايقوز، ستة وثلاثون ثريا. وكانت المادة التي صنعت منها الشماعيد ذات القوائم، وبعض المدافئ، ودرابزين الدرج البلوري، وكذا جميع المَرَايا هي الكريستال. بالإضافة إلى كل هذا هناك خمسمائة وواحد وثمانون شمعدانا في القصر صنعت من الفضة والكريستال. وهناك ست وأربعون زهرية من جملة مائتين وثمانين زهرية صنعت من خزف ييلديز، كذلك صنعت تسع وخمسون منها في الصين، وتسع وعشرون في السِفِير الفرنسي، وستة وعشرون زهرية في اليابان، والباقية عبارة عن خزف لدول أوروبية مختلفة. وتزدان غرف القصر وأبهاؤه بمائة وثمانية وخمسين ساعةً تختلف كل منها عن الأخرى. ورسمت ما يقرب من ستمائة لوحة على يد فنانين أتراك وأجانب. ويضم القصر تسع عشرة لوحة للباش رسام «زونارو»، وثمانية وعشرين لوحة لفنان «أيوَازووِسكي» الذي أقبل على إسطنبول في عهد السلطان عبد العزيز. وقد زوده السلطان عبد العزيز خلال جولته في أوروبا بأجمل، وأندر، وأروع التحف والأثاث. كما يضم هذا القصر مجموعة فريدة من اللوحات والصور التي جمعها هذا السلطان من أوروبا.

## الجدران والبوابات

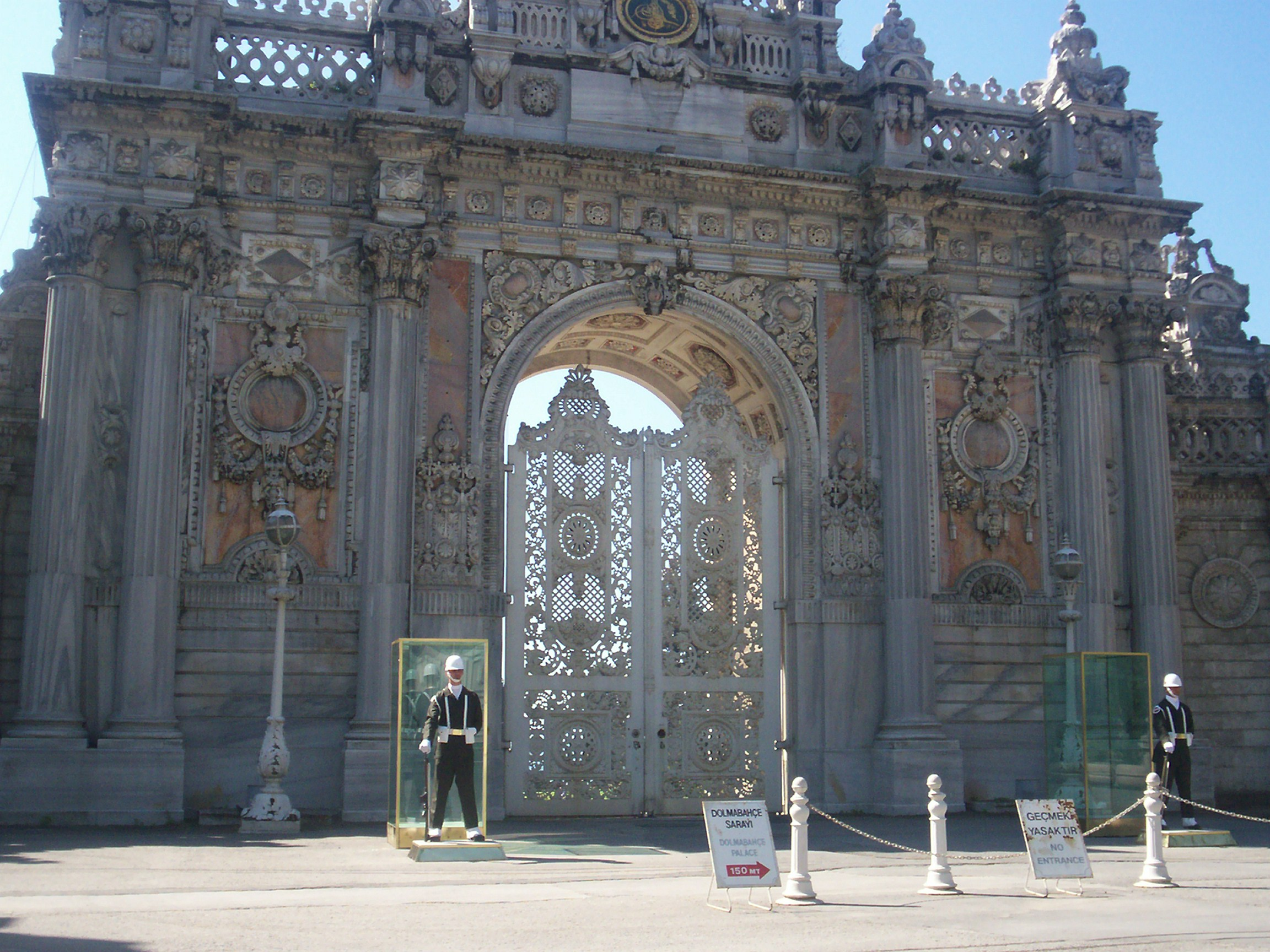
صورة لبوابة الخزينة

على الرغم من عدم وجود أية معلومات قطعية فيما يتعلق بالتوسُع اليابسي لقصر طولمة باغجة أو فيما يتعلق بوقت بناء جدرانه الخرسانية، إلا أن ثمة مصادر أجنبية فيما يتعلق بتشييد جدران القصر، حيث كان القصر القديم قائما بين قصر بشكطاش ومنطقة طولمة باغجة. فعندما تحولت جدران حديقة السلطان التي عُرفت بطولمة باغجة إلى موضع خَرِب، وأضحت بذلك مبانيها البهية ذات غبار دائم؛ انتاب الصدر الأعظم المثابر الدؤوب ارتياب،

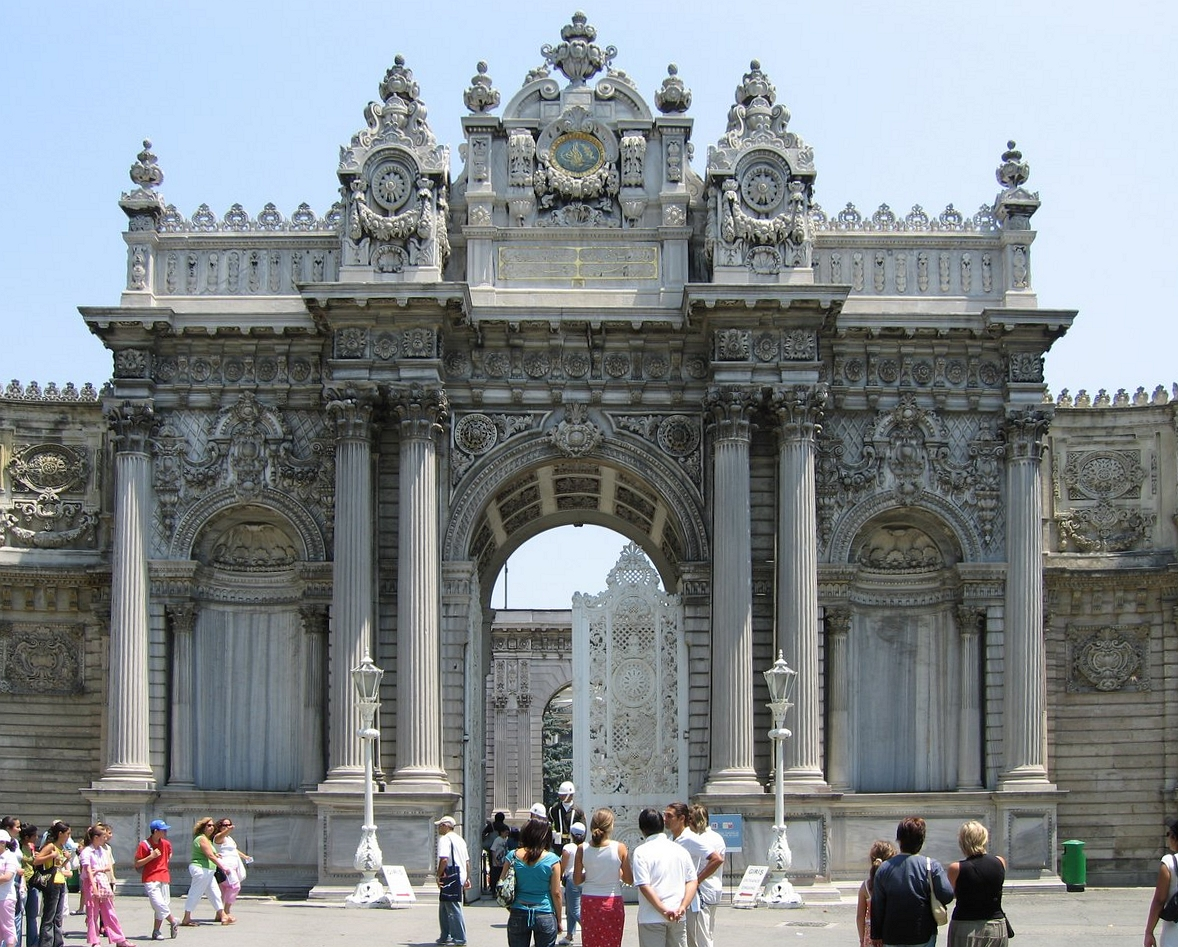
بوابة السلطنة

 أن يكون المكان المناسب لأن يكون أعظم وأزهى من الحدائق الأخرى بوضع شنيع، قد يضر بعزة ومجد القصر. ولذا فهو المكان الذي يجذب انتباه الضيوف المقبلين على إسطنبول سواء عن طريق البحر أم عن طريق البر، كما يجذب انتباه المسافرين أصدقاءً وأعداء. وتم إبلاغ رئيس العمال والمديرين التنفيذيين بالفرمان السلطاني الذي يحمي الأساس القديم، ومفاده أنه مع بناء وإصلاح ذلك الجدار يتسنى لأراضي بشكطاش الدخول ضمن رقعة أراضي القصر. وبجهود الصدر الأعظم العالية امتد ذلك الجدار ليبدأ من قصر طولمة باغجة وينتهي عند القباطاش. . وتتجلى أهمية قصر دولما

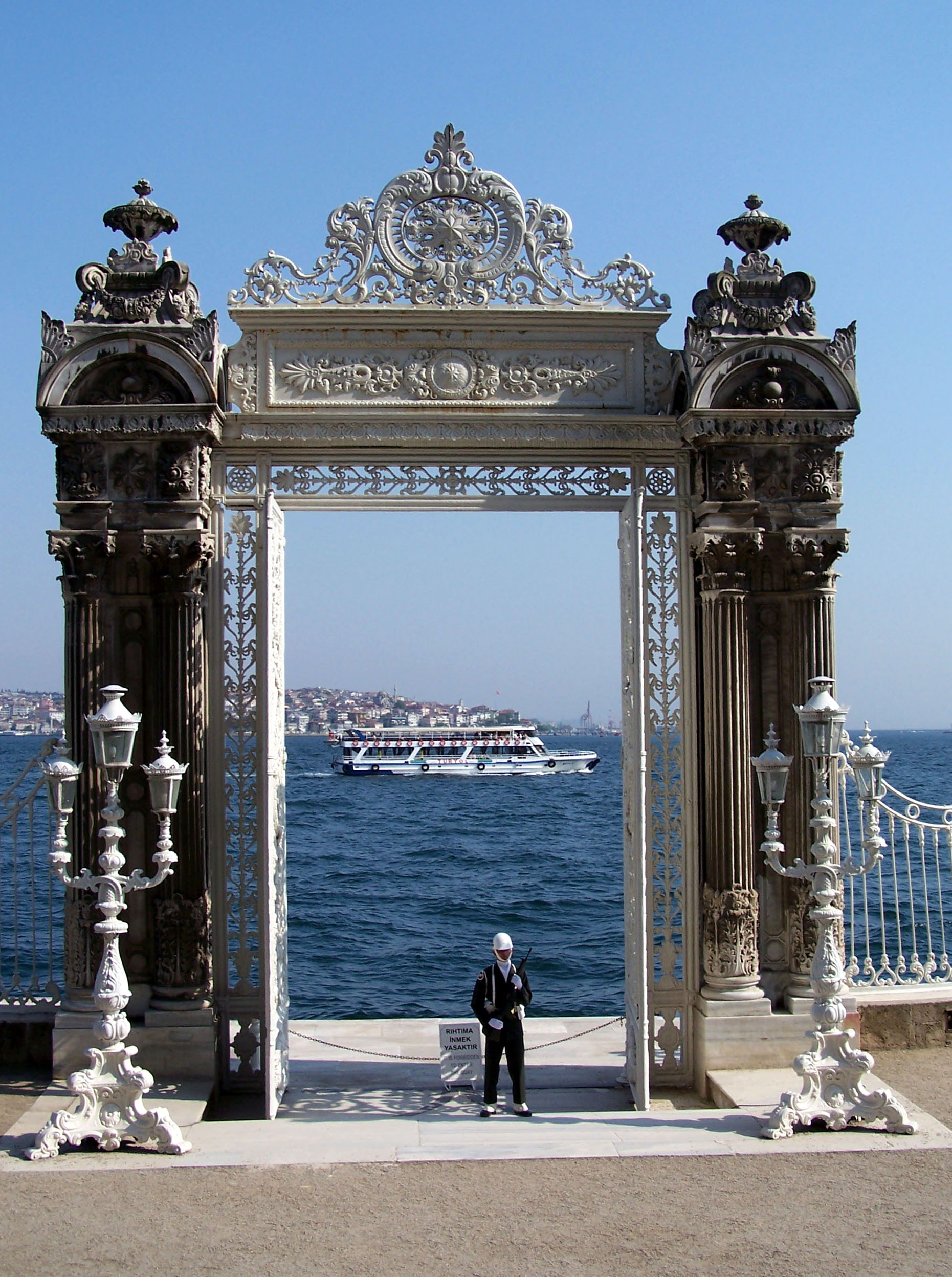
أحد البوابات المطلة على الميناء

باهجة التي تم توضيحها سالفاً، ببواباته المطلة على البر والبحر. تحوي البوابات المهولة ذات الزخارف والنقوش المتشابكة، القصر بأكمله. تقع بوابة «الخزينة» بين جناح «المفروشات» وجناح «الخزينة الخاصة» الذي كان يستخدم فيما سبق كمبنى إداري. يشكل المهد المقرنس المستدير بجزئه المقبى رافدة أساسية للبوابة. صُنع مِصرَاعا البوابة من الحديد. وفي مدخل البوابة على كل جانبين توجد عمدان مزدوجة موضوعة على ركائز عالية. ومن خلال البوابات الموجودة يمين ويسار بوابة «الخزينة»، يؤمَن الدخول لأفنية جناح الخزينة الخاصة وجناح المفروشات. وبالجزء العلوي المتوج للبوابة، طغراء للسلطان عبد المجيد الأول مكتوبة بميدالية على شكل بيضوي؛ وبالجزء الأسفل منها كتابة للشاعر زيور مؤرخة ب1855/1856م.

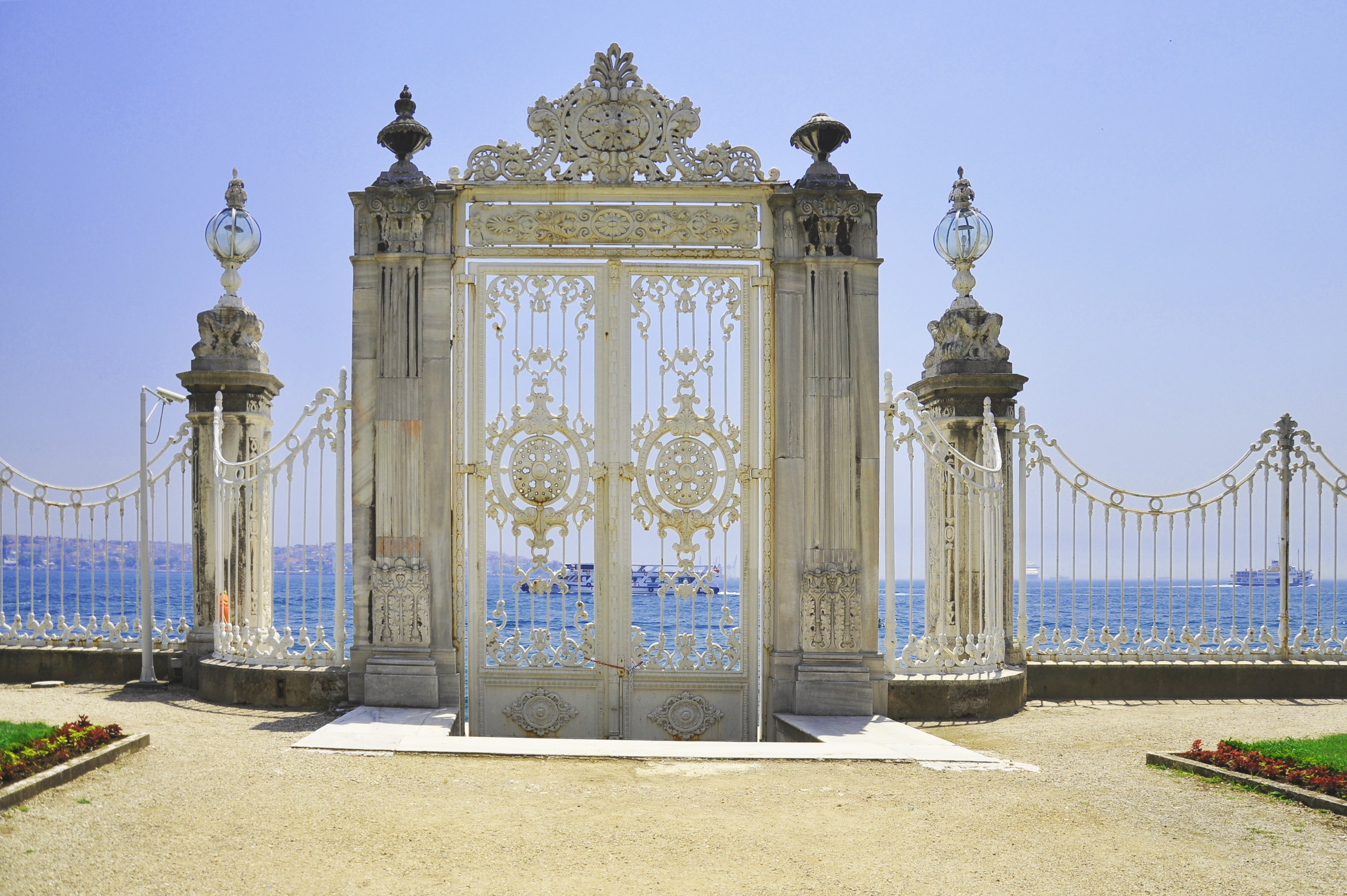
بوابة مطلة على ميناء البوسفور

وكان «قازعسكر عزت أفندي» هو الخطاط الذي خط هذه الكتابة. تتكون نقوش باب الخزينة من أشكال صدف المحار، ومجموعة البيض، واللؤلؤ، وأكاليل الورد المعلقة، وبأكثر من إطار. أما بوابة «السلطنة» التي عليها كذا طغراء السلطان عبد المجيد، فهي بين جدارين مرتفعين ذوي دهاليز. وهناك مصراعين صُنِعا من الحديد لبوابة السلطنة التي تطل على حديقة «باييلدم» من ناحية، والحديقة الخاصة من ناحية أخرى. وثمة عامود بكلا الطرفين في مدخل البوابة التي يزينها منظر أثري. تتوج البوابة بالعمدان المزدوجة بعد الميدالية المقتبسة من اللوحات الكبيرة. وللبوابة برجان من واجهتيها الداخلية والخارجية. وتجذب بوابة السلطنة اهتمام الزوار الأجانب. ويلتقط المقبلون على زيارة قصر طولمة باغجة والمسافرون بجولات بوغاز ايجى، صورا تذكارية لبوابة السلطنة.
وغير هاتين البوابتين، ثمة بوابات القولتوك والقوشلق والوالدة وبوابة الحرملك، وهي بوابات شيدت بعناية فائقة بالجانب البري. وهناك خمس بوابات لقصر طولمة باغجة متصلة مع بعضها بحواجز ذات قضبان وفصوص، مزينة بنقوش نباتية وميداليات ومصارع حديدية وفرنتونات تطل على البحر.

## الحدائق

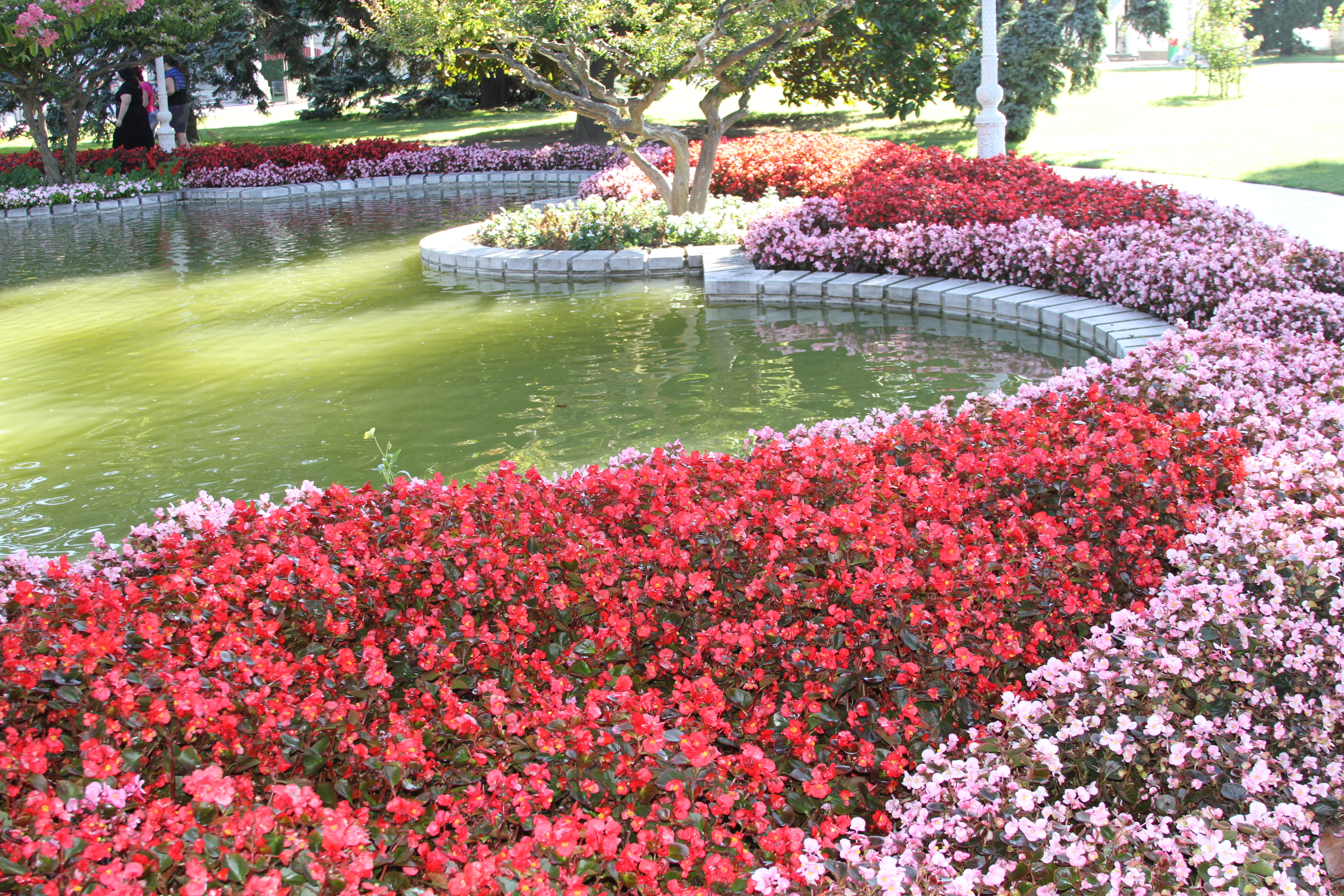
حوض يحفه طرخة بحديقة قصر طولمة باغجة

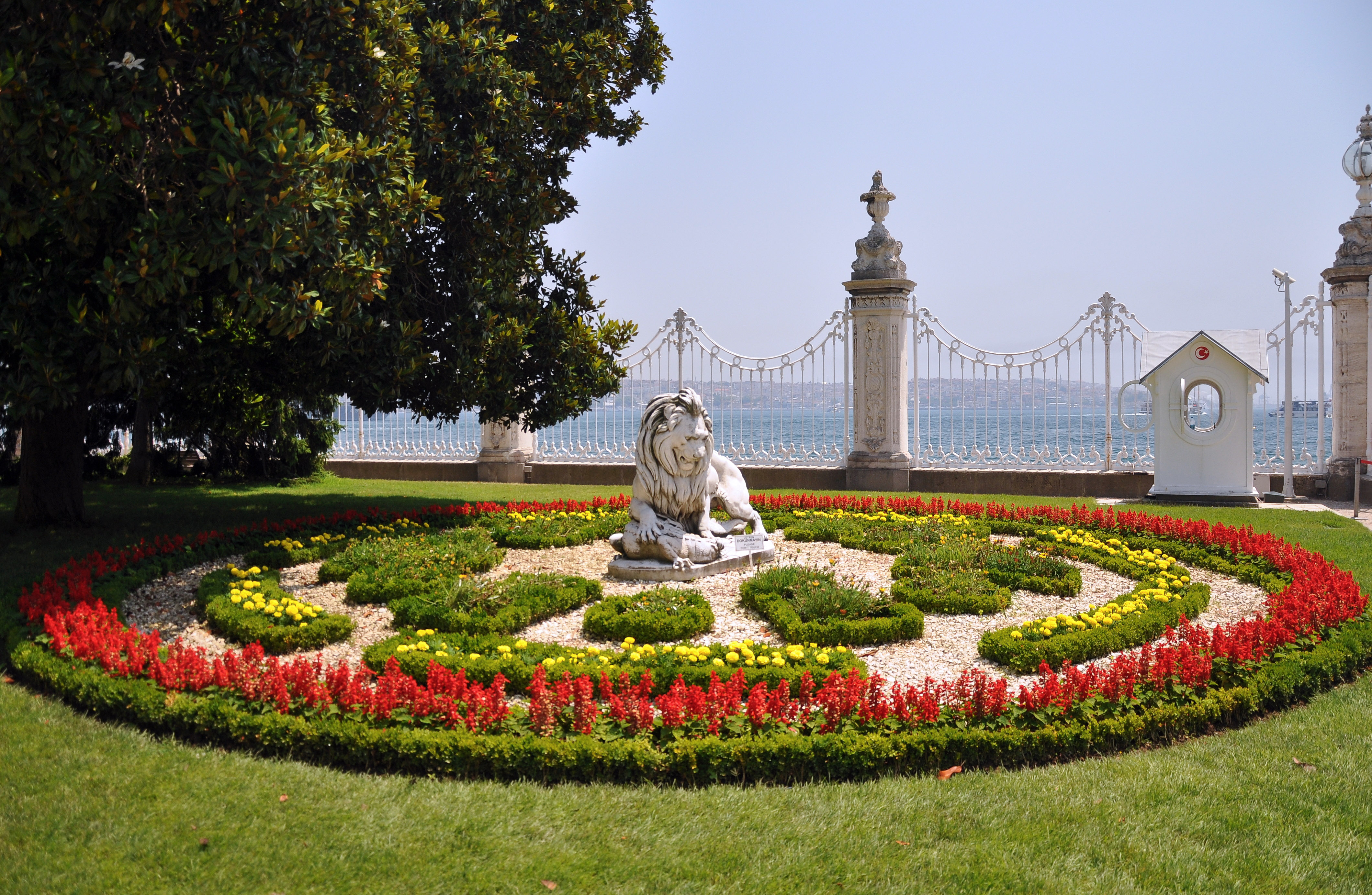
أحد طرخات الحديقة الخاصة يتوسطها تمثال رخامي لأسد يخضع تمساح

اتحدت حدائق القصر ببعضها عندما ردم الخليج الصغير بين الحديقة الخاصة بالبشيكطاش وحديقة قره بالي (قره ابالي). وبقصر طولمة باغجة، الذي تم تشييده بين تلك الحدائق، رياض قد تم الاهتمام بها على المساحة الباقية بين الجدران العالية التي تطل على البر والبحر. تشتهر الحديقة الخاصة ذات الشكل المستطيلي شبيه المربع القائمة بين مدخل القصر وبوابة الخزينة بأسماء مثل حديقة المابين وحديقة السلاملك. وهناك نافورة كبيرة وسط الحديقة شُيدت محاكاةً للطراز الأوروبي. أما حديقة القوشلق القائمة بالناحية البرية لصالون المابين فقد اشتقت إسمها من القوشلق كوشكي. وهناك طرخات صممت بأشكال هندسية وأحواض بيضاوية في حديقة الحرملك الموجودة بالناحية البرية بجناح الحرملك بقصر طولمة باغجة. وتعد الحدائق المطلة على البحر امتدادا للحديقة الخاصة. وهناك نافورتان وسط الطرخات على جانبي بوابة البيوك يالي. ويبدو أن تصميم الطرخات بالأشكال الهندسية ظل تحت تأثير الغرب كالمبنى الرئيسي، وكذا وضع الأشياء للزينة كالفوانيس والزهريات والتماثيل، وكذا ظلت الحدائق تحت تأثير الغرب. وازدانت الحديقة بأكثر النباتات الآسيوية والأوروبية أصالةً.

## دورات المياه

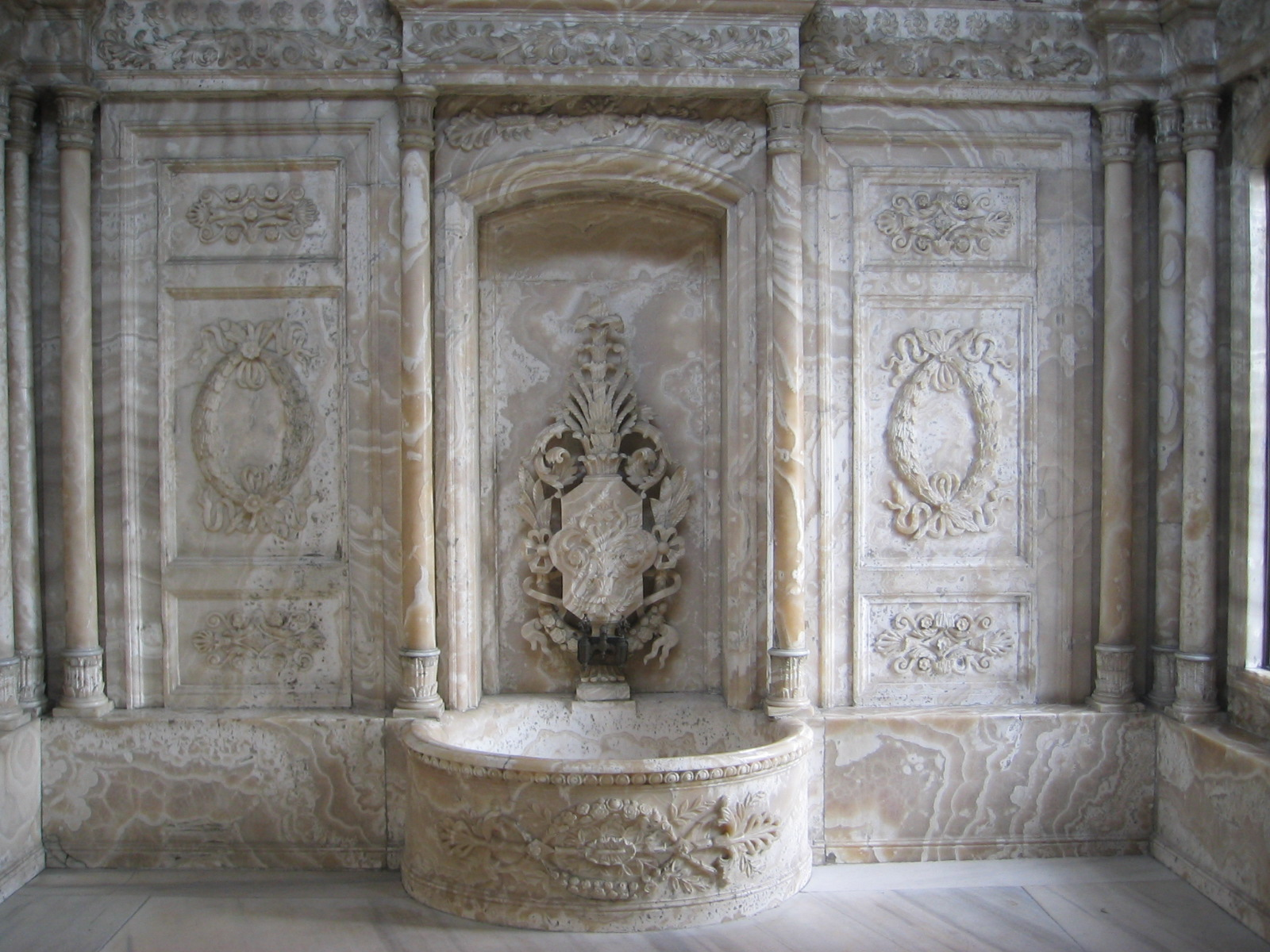
حمام السلطان بالسلاملك

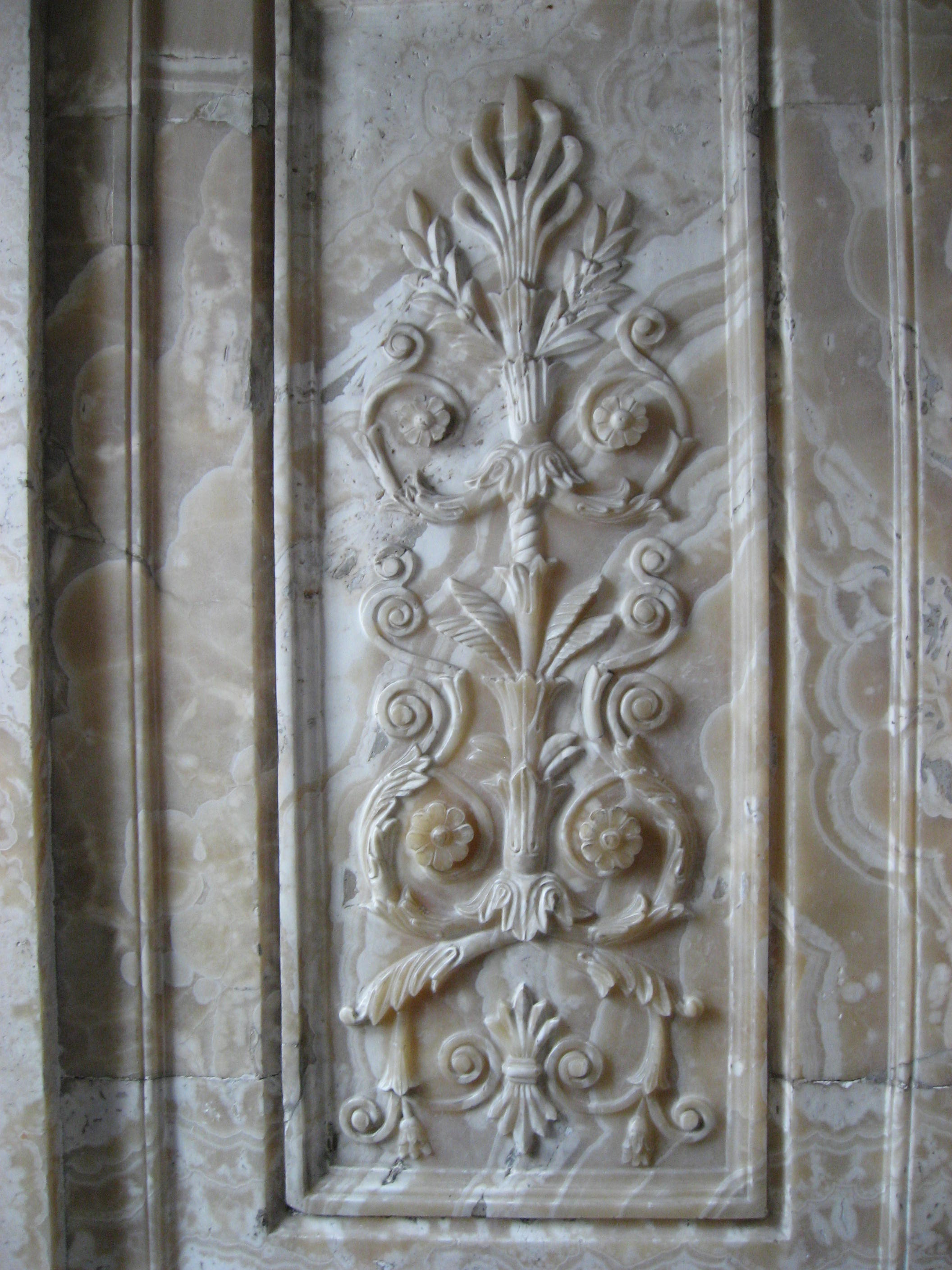
زخارف بنقوش الورد على أحد جدران حمام السلطان بالسلاملك

تطل على البحر شرفتا حجرة الجلوس الخاصة بحمام «السمَاقي» بجناح السلاملك. يسبق سقف هذة الحجرة التي تحوي المدفأة الصينية، وطقم الطاولة والأرائك، مدخلا تكسوه زخارف «عيون الفيل» المنقوشة بما يشبه الصليب. وبالجهة اليسرى نجد مرحاضا يقابله صنبور مصنوع من رخام السُماقي. وعن يمين المدخل نجد حجرة «التدليك والتكبيس». تسلط إضاءة هذا المكان على الشرفتين الكبيرتين كما تسلط على زخارف عيون الفيل. ويمكننا أن نرى الإضاءة الليلية قد جُهزت بمصابيح وُضِعت ببتارين الجانب الأيمن والأيسر للباب الذي يمرر لحجرة «التدليك». تزدان جدران الحمامات المزخرفة على الطراز الباروكي، بالتوريقات، والتفريعات النباتية المحورة عن الطبيعي، كما تزدان بالأزهار. وهناك مغتسلات صنعت من رخام السماقي على يمين ويسار المدخل تجذب انتباه الزوار، كما تجذبهم جودة صنع المرايا. 

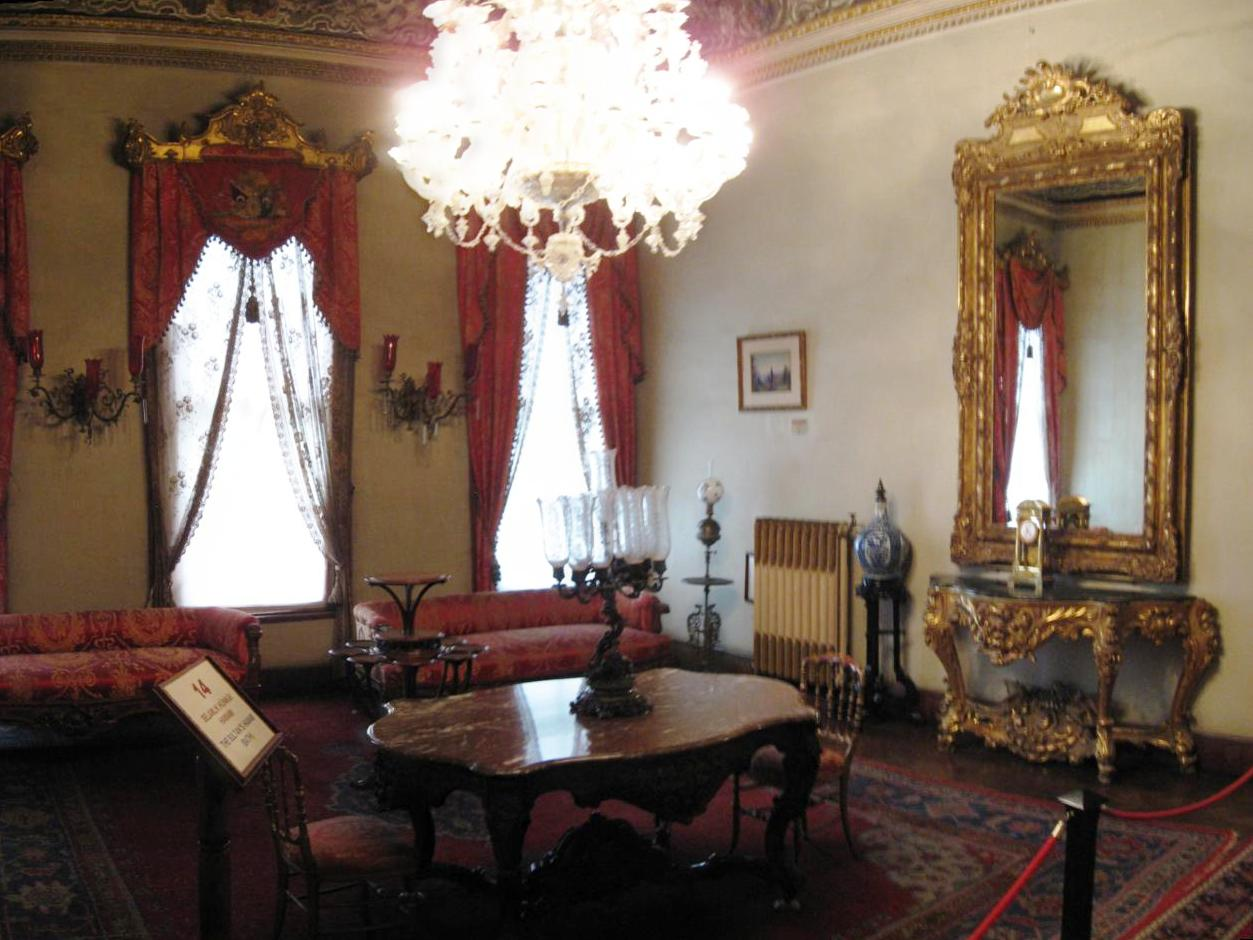
صالون حمام السلطان بالسلاملك

وحتى نصل إلى الحمام الخزفي داخل جناح الحرملك، لا بد أن نمر من الدهليز الصغير. وهناك على اليمين مرآة مزخرفة بتفريعات الورود، وصنبور مصنوع من البرونز، ومدخل يصل بالزائر إلى مرحاض دورة المياه. وهو مرحاض بسيط خالٍ من الزخارف. وفي نهاية الدهليز نجد مواضعَ للجلوس في غرفة «التدليك» التي تسلط الأضواء على نقشة عيون الفيل بالسقف وعلى الشرفتين الكبيرتين. وهناك طاولة أساسها من كوتاهيا، صنعت بجودة عالية، تكسوها ثماني بلاطات خزفية، تم استيرادها من دمشق. وكان هذا المكان يضاء ليلاً بثماني شمعات. يغطي جدران غرفة «التدليك» سراميك مزخرف بأكليل الورد قياسه 20 × 20 سم.
أما رخام الجهة اليسرى للمدخل، وكذا مرآة المغتسل، فهما على الطراز الباروكي. وأُعدت للقناديل مقصورات زجاجية وُضِعت بين الجدران على جانبي الباب تُمَرِر لقسم التدفأة. والمرآة على يمين ويسار الثلاثة مغتسلات الموجودة بنفس دورة المياه تزدان بالرخام المنقوش على الطراز الباروكي. ويعد المغتسل ذو الصنبور البرونزي، القائم فيما يقابل المدخل، هو الأكبر حجما من المغتسلات الأخرى. وتؤمن إضاءة المكانَ، عيونُ الفيل المزينةُ بالسقف بأشكال هندسية. يكسو الجدرانَ الخزفُ المزخرفُ بزهور الأقحوان. وهناك دورة مياه أخرى بالطابق السفلي تعرف باسم حمام الحرملك. وثمة ثلاثة مغتسلات عند قسم تدفئة الحمام الذي يؤمن إضاءته المصابيح العلوية. يمكن الدخول من الصالون إلى حمام أتاتورك وهو على هيئة مغتسل. وهناك حوض بالناحية اليمنى لموضع الاغتسال، أما بالناحية اليسرى فيوجد صنبور ومرحاض. ثم من الصالون إلى حجرة الاسترخاء؛ وهناك توجد خزينة للإسعافات الأولية، وطاولة، وأريكة. وبالناحية اليسرى هناك مرآة، وصنبور مزخرف بنقوش الورد، كما أن هناك مَخرَج للدهليز بنفس الناحية.

## أنظمة الإضاءة والتدفئة

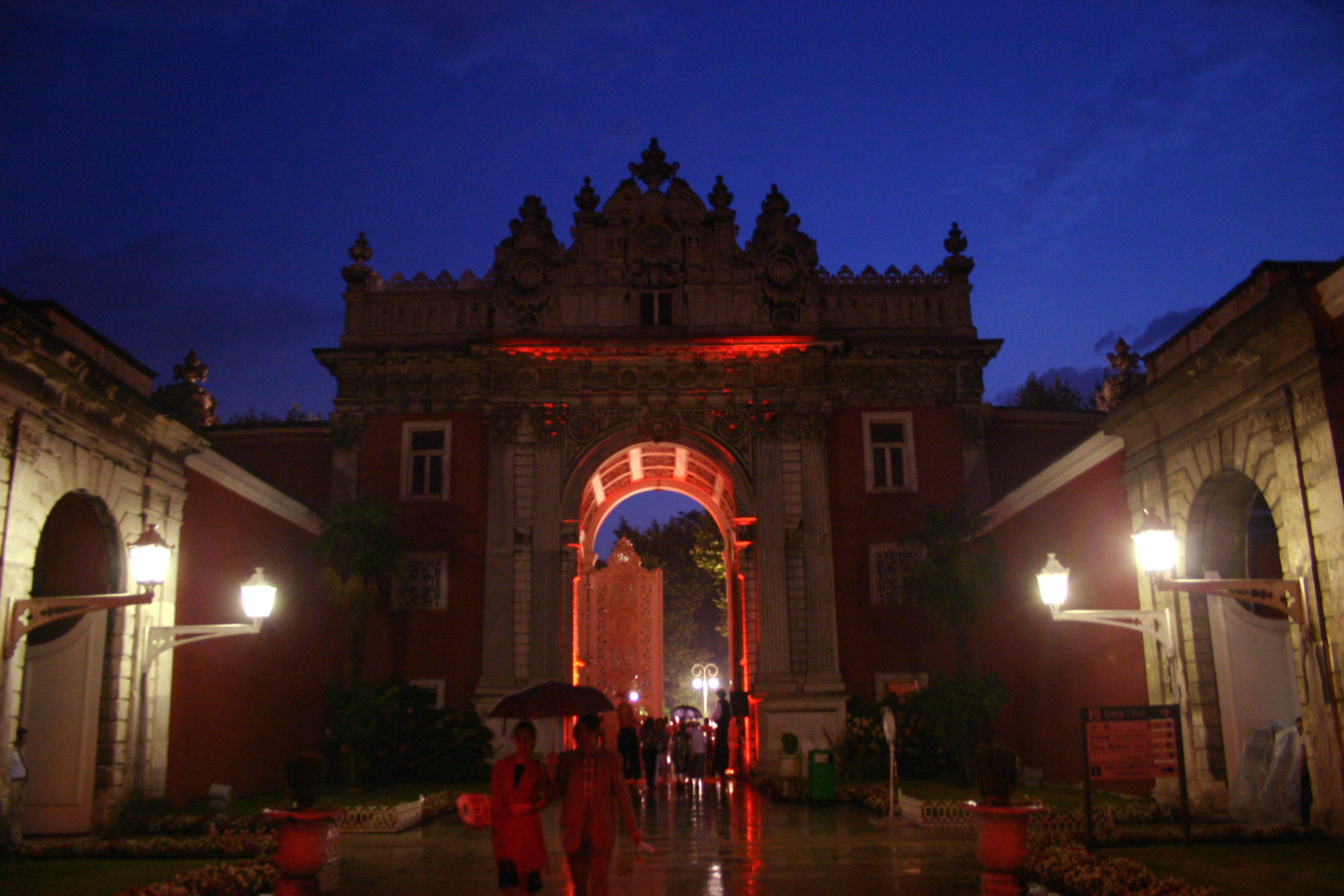
إضاءة أحد مداخل قصر طولمة باغجة

استٌخدم مبنى «الغازخانه» بموضعه القائم مقامه اليوم استاد اينونو، كمركز لإضاءة وتدفأة قصر طولمة باغجة. وفيما كان يٌدَار مبنى «الغازخانة»، من خلال مبنى «الخزينة الخاصة» حتى عام 1873م، نقلت إدارته فيما بعد إلى «الشركة الفرنسية للغاز الطبيعي». وانتقلت ملكية الشركة فيما تلى من القطاع الخاص إلى البلدية التركية. لم تكن الإضاءة بالغاز الطبيعي في القصر فحسب، وإنما انتفعت بها بعض أحياء إسطنبول من خلال مبنى «الغازخانه».
أُسِسَ نظام التدفئة لبهو المابين بتقنية مغايرة. حيث ينبعث الهواء الدافئ بقبو البهو من قواعد الأعمدة المسامية إلى ثنايا البهو، وبذلك يتم الحصول على حرارة تصل إلى عشرين درجة مائوية في مكان كبير مقبى. وفي عهد السلطان محمد الخامس الذي لقب برشاد، تم تحويل نظام الإضاءة ليعمل بالكهرباء، مع الاحتفاظ بالقالب الأصلي لمصابيح الغاز الموجودة بالقصر. وفيما كانت المدافئ تقوم بتدفئة القصر حتى هذة الحِقبة، حل محلها نظام التدفئة المركزية فيما بعد.

## الأثاث

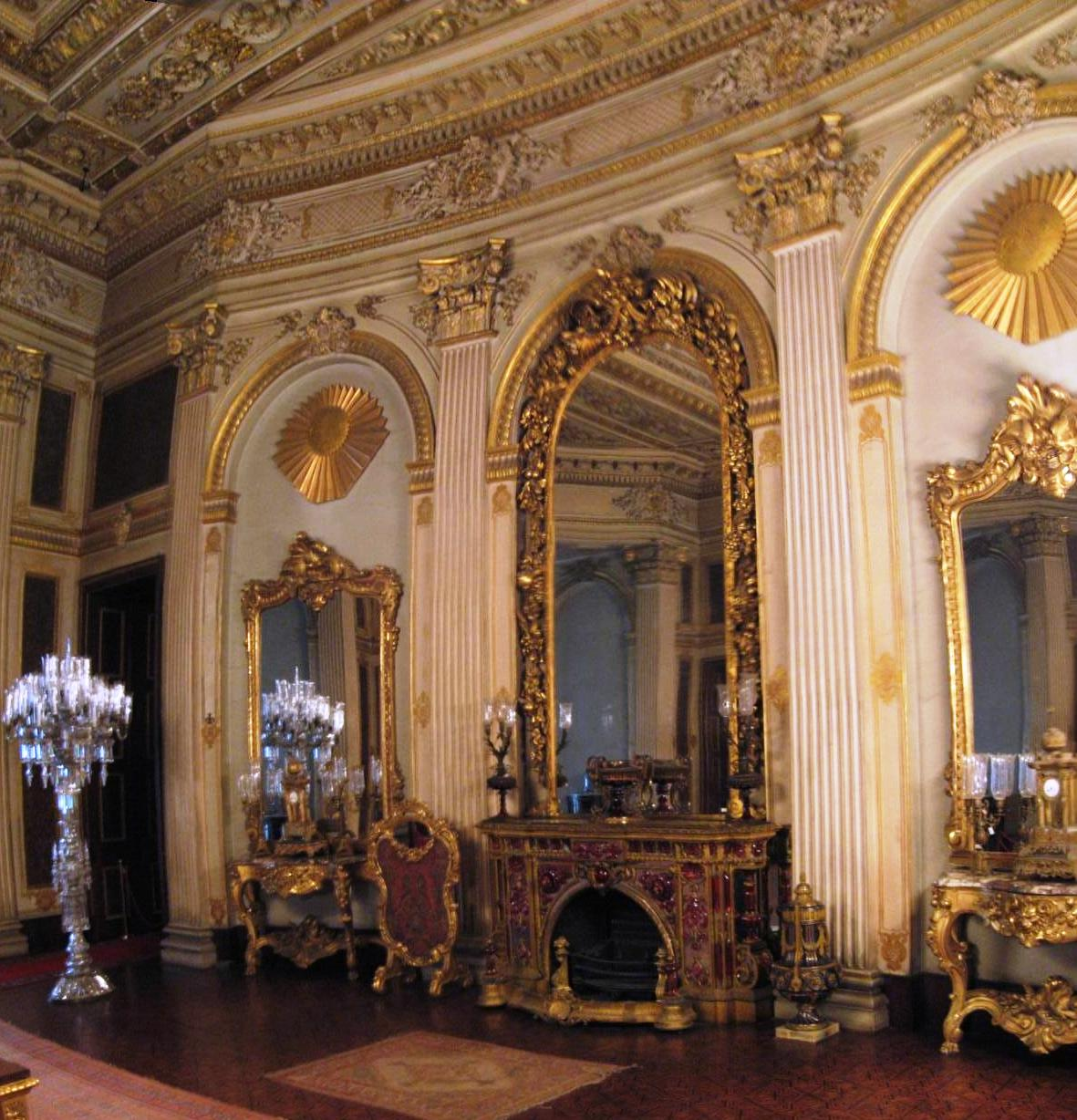
دلسوار مطعم بالأحجار الكريمة في غرفة نوم السلطانة الأم

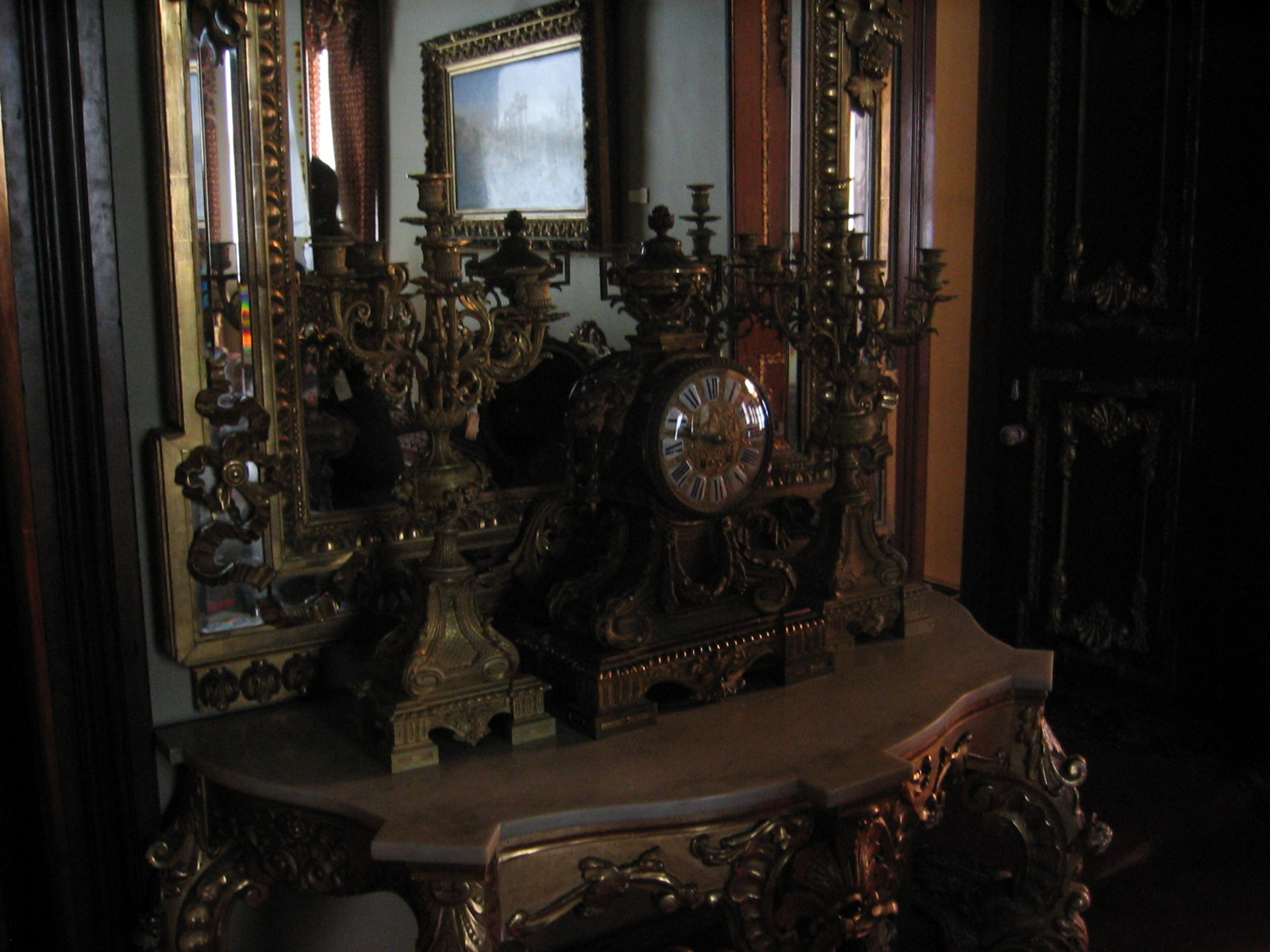
زخارف لقوائم أحد الطاولات بقصر طولمة باغجة

تبدو آثار حركة التفرنج التي ظهرت بالدولة العثمانية على تأثيث قصر طولمة باغجة من خلال الأثاث الذي تم استيراده من خارج البلاد. تأثر أثاث القصر في البداية باختيار أطقم الجلوس من معرض لندن ولا سيما أنه تم استيرده من الخارج عام 1851م. تم تزويد القصر في البداية بأطقم جلوس على الطراز الغربي من أجل الضيوف الأجانب الوافدين من خارج البلاد مثل يوجينيا إمبراطورة فرنسا، وإمبراطور النمسا، ولي العهد الروسي. وفيما يتعلق بتحديث تفريش قصر طولمة باغجة، هناك وثائق تؤكد على شراء أرائك ومقاعد لا يكسوها القماش أُمِر بجلبها من خارج البلاد كل من «ميسو برستون» و«ميسو برشون». وفي عهد السلطان عبد العزيز، تم شراء أطقم السفرة من لندن وباريس على يد «جوميداس بانوس» عام 1869/1874م. وكان «إبراهيم أغا» هو النقاش الذي اختص بتذهيب أثاث القصر بما فيه أطقم الجلوس التي صنعت بأيدي فنانين أجانب بمبنى «تعميرِ خانِ هومايون» في قصر طولمة باغجة. وهناك ما تم شراؤه من المتاجر الكبيرة كمتجر غاروس إخوان وشركاه بون مارش، ونارسيس نارليان، وكوسما فوكينو لأثاث المولويخانه الذي ذاع صيته في مدينة «بَرا»، وما تم تصنيعه في الورش القائمة بشارع طغروت هذا إلي جانب ما تم تصنيعه في «تعميرِ خانِ هومايون» وما تم استجلابه من الخارج.
تختلف أشكال أثاث القصر وفقا للطراز الذي فُصلت ونُقشت عليه الأثاث. فهناك ما صنع على الطراز التركي والطراز العثماني، ومنها ما صنع على الطراز الباروكي، والرجنجة، وطراز لويس الخامس عشر، والنيو كلاسيزم، والأوزاق دغو، وطراز لويس السادس عشر، وطراز الأورتانتلست، والأرت نيوفيو.

### الأثاث المصنوع على الطراز التركي والطراز العثماني

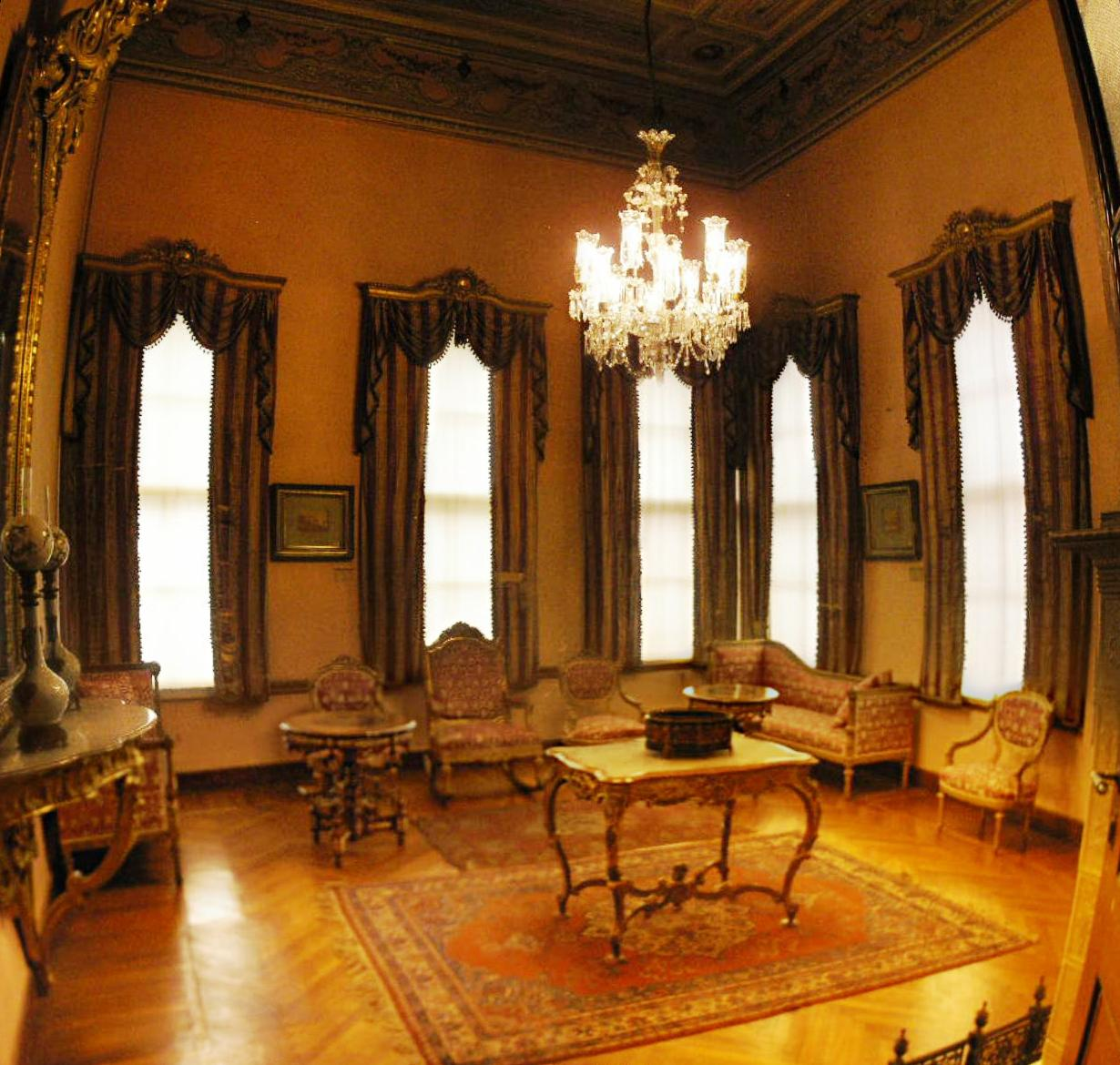
أثاث بغرفة نوم القادين أفندي به طاولة ذات قرص مستدير وقوائم على شكل الجدائل مصنوعة على الطراز الباروكي وأخرى مستطيلة ذات قوائم على شكل مخلب الكرة

استُخدم في الأثاث المصنوع على الطراز التركي زخارف الخيزرانات المستديرة التي أخذت في الانتشار قديما بآسيا الوسطى. وأكثر ما يجذب الانتباه في ذلك الأثاث، المقارئ، والشكمجيات، والصناديق التي يُحفظ بها كتاب الله، والتوابيت الخاصة بموتى القصر، وسُرَر السقوف المنقوشة، والمنبر والمحراب. استخدمت تلك الشكمجيات لحفظ الحُلي (الذهب، اللؤلؤ، المجوهرات)، وكذا لحفظ الأوراق السرية. يحتل هذا الطراز في أثاث القصر مكانةً كبيرة بزخارفه ونقوشه التي تتألف من الأشكال الهندسية، وعقود الزهور، والأوراق. ولا تتوفر في زخارف هذا الطراز حرية الإبداع كما هو الحال في زخارف الطرز الأوروبية. تتمثل عناصر هذا الطراز ذات الأشكال الهندسية، في العناصر التي تتكون من الرسوم والدوائر. ويطلق في مصطلحات الزخارف التركية الإسلامية اسم "الأرابيسك" على الزخارف التي تصنع باستخدام أشكال هندسية متشابكة مع بعضها. وبالقصر نماذج زخرفية غاية في الجمال صنعت من الأرابيسك. ويعد الأثاث المصنوع بالأسواق التجارية للولايات الجنوبية بالإمبراطورية العثمانية هو أكثر ما يمثل هذا الطراز وهو موجود بالجحرة رقم واحد وتسعين والتي تعرف باسم حجرة الدرس وهي الحجرة التي تحيا بها طبيعة القصر الشرقية والغربية.

### الأثاث المصنوع على الطراز الباروكي
كانت هذه الحقبة غنيةً إلى حد ما بالأثاث المصنوع على الطراز الباروكي. ويسيطر التناسق على أثاثها بوجه عام. تتجلى أبرز الخصائص بأثاثات النمط الباروكي، في القوائم المعدنية ذات العمدان، ونقوش الكتابات، وفي التشييد. انتشرت في أثاثات هذا الطراز القوائم ذات الجدائل، وقوائم المخلب الكرة، وقوائم الكبريال. تم تطعيم أقمشة المفروشات الخاصة بأثاث قصر طولمة باغجة، بنقوش الزهور. صنعت قوائم المخادع على نمط الجدائل، وكُسي سقفها. كما كُسيت أركان المخادع بستائر مصنوعة من الأقمشة النفيسة. أما قوائم الأرائك والمقاعد، فقد صنعت على شكل الجدائل والمخرطة والمنشور المربع والقبريال. ورسمت بين القوائم التحتية كتابات الجدائل وأخرى مطعمة بالمعادن. 

نموذج لطغراء السلطان عبد المجيد الأول، ونصه (عبد المجيد خان شاه بن محمود المظفر دائما)

 دونت بعض هذه الكتابات بقالب معدني ووضعت وسط خشب الأثاث. تزدان سندات الأرائك بنقوش خيزرانات «الأقانتوس». وهناك زخارف منقوشة على أجزاء القوائم التي على شكل «المخلب الكرة» والقريبة من الأرضية. وفي عصر الباروكي كانت ظهور الأرائك والمقاعد، من حيث المقياس، مرتفعة. كانت القرصة العلوية لطاولات قصر طولمة باغجة المشغولة على النمط الباروكي، إما بيضاوية أو مستطيلة.
صنعت قوائم الطاولات على نقشة الجدائل والمخرطة، ودون على قوائمها التحتية برسومات منقوشة كذا على نقشة الجدائل والمخرطة.

### الأثاث المصنوع على طراز الريجنجة
ظهر هذا الطراز في الفترة التي تقع بين فترة طراز «لويس الرابع عشر» وفترة طراز «لويس الخامس عشر». يعكس هذا الطراز على الأثاث الروعة التي تضفي على الطبيعة أهم خصائص ذلك العصر. أقتُبست من معظم مشاهد الطبيعة عناصر الريجنجة التي طُبقت على الأثاث. فالطبيعية فيها معتقد مهيمن عليها. صنعت به الطاولة التي تتوسط صالون المدخل بقصر طولمة باغجة. الطاولة مصنوعة من خشب البلسمينة، بها طغراء للسلطان عبد المجيد، وهي مزينة بالبرونز المطلي بالذهب. وهناك قطعة أثاث نموذجية خلف طاولاتها كتابة تذكر بالفنان «جرسنت»، أحد فناني عصر الريجنجة الفرنسية، تقع على الزاويتين البحريتين للصالون الذي تستقبل به السلطانة الأم ضيوفها.

## أطقم المأدب

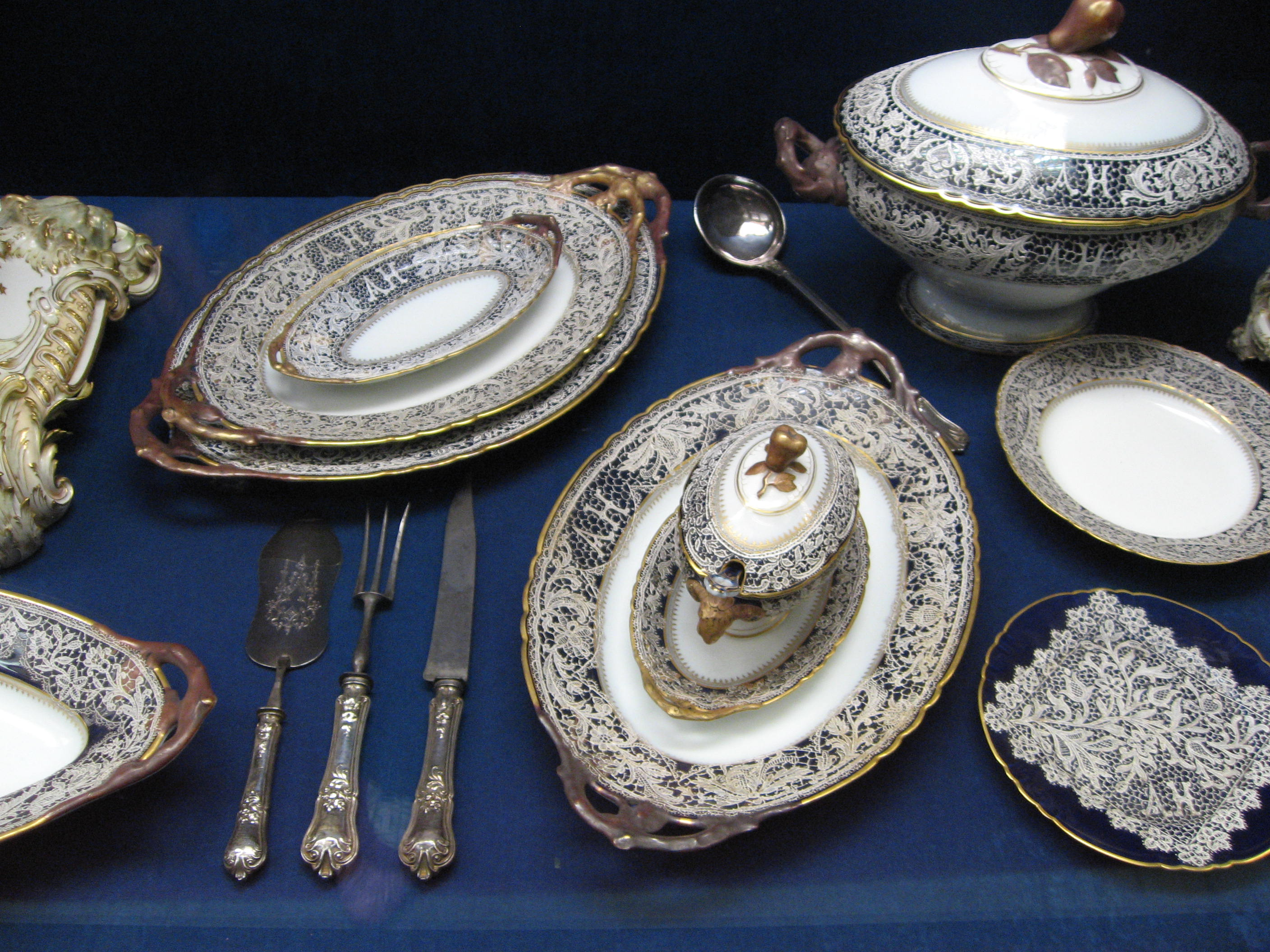
طقم المأدبة البورسلين

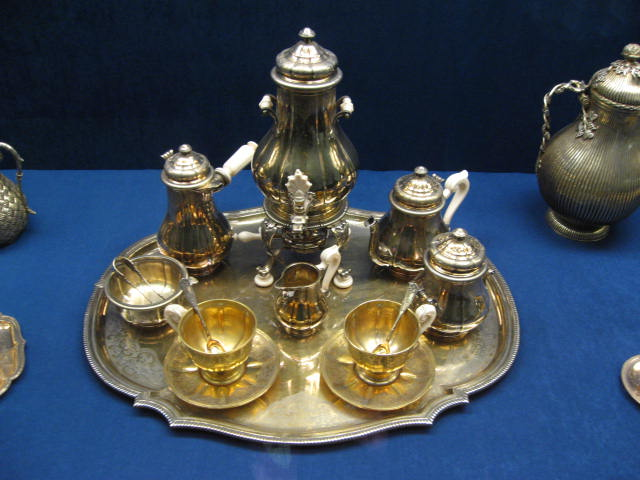
أحد أطقم الشاي والقهوة المصنوعة من الفضة المطلية بالذهب

تتألف أطقم المآدب -المصنوعة من البورسلين والتي تتمتع بمكانة هامة لجودتها ورقيها- من أطقم البورسلين، وأطقم فناجين الشاي والقهوة، والكؤوس، والصحون، والطاسات وغيرها من الأطقم الأخرى. أغلب هذه القطع تم تأريخها بالقرن التاسع عشر والقرن العشرين، وتنقسم هذه الأطقم إلى ثلاث مجموعات منها البورسلين التركي، والبورسلين الصيني، والبورسلين الأوروبي. ومعظم أطقم المآدب مصنوعة من ماركات أوروبية شهيرة مثل ليموغيس وسفرس، وهي مناسبة للذوق التركي، وتتألف من قطع بورسلين تم تصنيعها خصيصا للسوق العثماني. دخلت هذه الأطقم إلى القصور إما إهداءً للقصر من قبل سفراء البلدان أو تم شراؤها من بلدان أوروبية كانت لها مع الدولة العثمانية علاقات سياسية وثقافية واقتصادية، مثل فرنسا، وإنجلترا، وألمانيا. لعب مصنع يلدز للبورسلين، الذي تم تشييده في الحديقة الخارجية بقصر يلدز بين اعوام (1890 – 1892) بأمر من السلطان عبد الحميد الثاني (1876-1909)، دورا هاماً في إعادة إحياء صناعة البورسلين التركي والصيني مع جلب صناعة البورسلين الأوروبي إلى البلد. من بين منتجات المصنع، إلى جانب صحون الجدران، الزهريات وقطع ديكورية تتمثل في أطقم فناجين الشاي والقهوة والصحون.

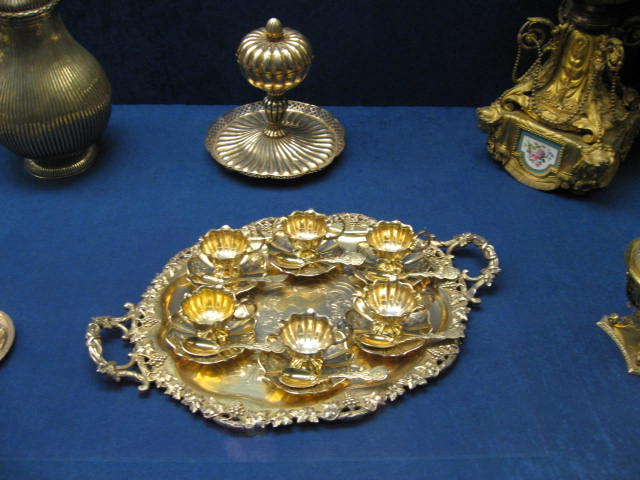
أحد أطقم أقداح القهوة المصنوعة من الفضة المطلية بالذهب

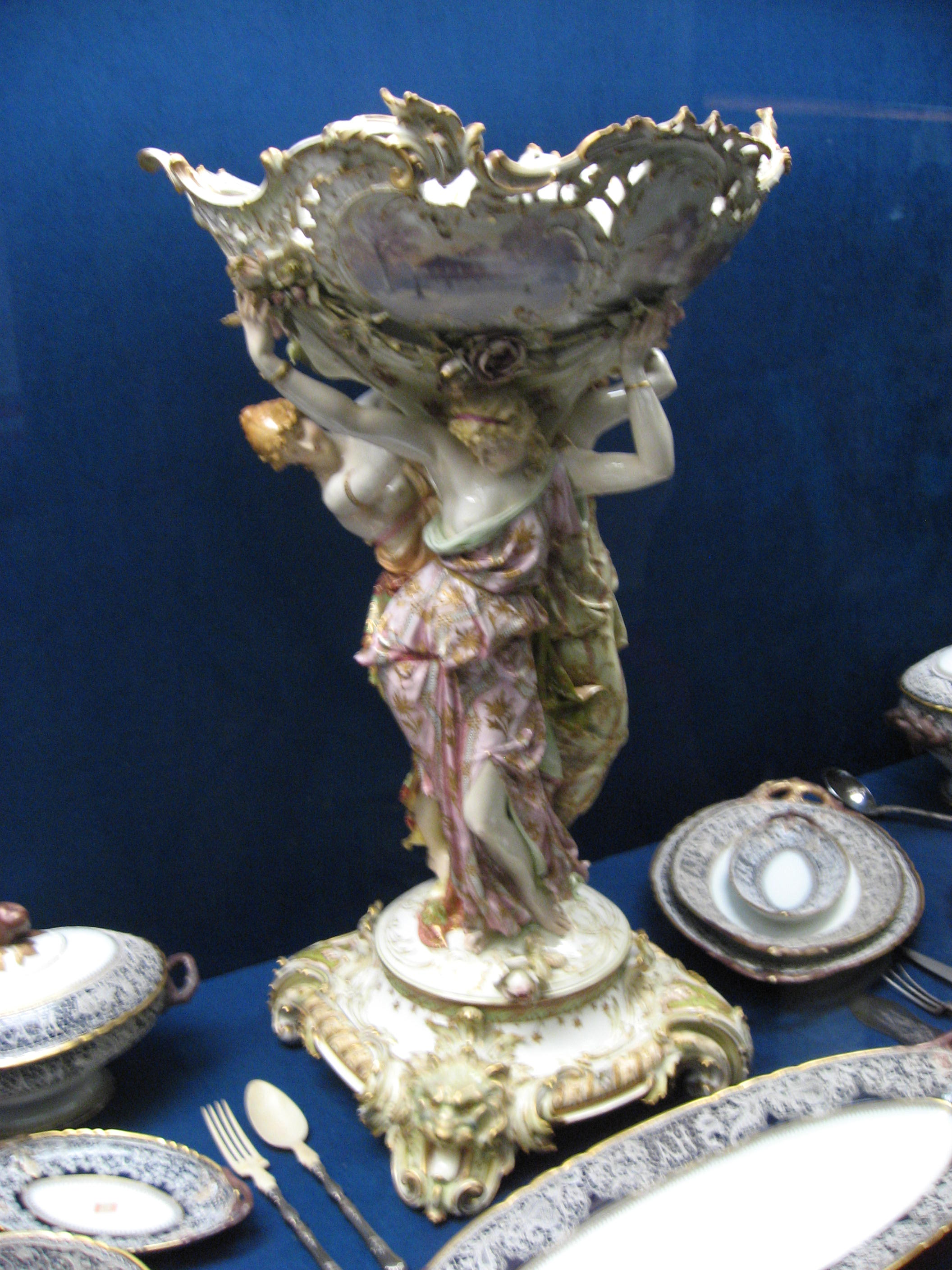
زهرية مصنوعة من البورسلين عليها وحدات آدمية بارزة وملونة

صنعت بعض الأطقم من الفضيات، والفضيات المطلية بالذهب أو أدوات مغلفة بمركبات أخرى معدنية. تبرز أطقم السفرة المتنوعة من حيث وظيفتها التغيير الذي طرأ على المواصفات التقليدية لآداب مائدة الطعام، (استخدام الأسلوب الغربي أي الأكل باستخدام الشوكة والسكين بدلاً من الجلوس على الأرض والأكل باليد). التغيير المعني بالأمر، ظهر خصيصاً عند استضافة الديبلوماسيين الأجانب. تحمل الأطقم التي وصلت إلينا أسماء صانعيها الأجانب المحترفين في تلك الحقبة، مثل اوديوت، كريستوف وهنري سوفليه.
وتشمل أطقم المآدب الزجاجية والكرستالية قطعا تتكون من منتجات خاصة، مصنوعة على أيدي أمهر الصانعين المشهورين وعلى أشهر فنون صناعة الزجاج في الغرب بالقرن التاسع عشر. معظم هذه القطع ضمن مجموعة الأطقم المصنوعة في أوروبا، وهي قطع كريستال تم تصنيعها في مصانع باكارات الفرنسية ومصانع موزير القائمة بكارلسبات والمشهورة حاليا باسم كارلوفي فاري في أراضي إمبراطورية النمسا والمجر وهي تشكل نموذجا مميزا للمنتجات المشهورة عالميا في تلك الفترة. تم تصميمها وإنتاجها لاستعمالها في المعيشة اليومية والاحتفالات التي تقام بالقصور. من بين هذه الأطقم التي تبهر الأنظار برقيها ولمعتها أقداح الشامبانيا والبونش والليكور والنبيذ، الأباريق، أقداح الماء وعصير الليمون، الكؤوس، صحون الحلوى، أقداح البوظة وأقداح السكاكر. بعض من هذه القطع تحمل تواقيع السلطان عبد الحميد الثاني (1876-1909) والسلطان عبد العزيز (1861-1876). تم استخدام صور الورود، النباتات والأشكال الهندسية المطلية باللون الذهبي في تزيين قطع الكريستال المصنوعة بتقنية القص والحف.